# Koblenz
Koblenz (bis 1926 Coblenz; mundartlich Kowelenz) ist eine kreisfreie Großstadt im nördlichen Rheinland-Pfalz. Sie ist mit 113.378 Einwohnern (31. Dezember 2024) nach Mainz und Ludwigshafen am Rhein die drittgrößte Stadt dieses Landes und auf Platz 69 der größten Städte Deutschlands. Koblenz bildet neben Mainz, Ludwigshafen am Rhein, Trier und Kaiserslautern eines der fünf Oberzentren in Rheinland-Pfalz.

Offizielles Logo der Stadt Koblenz

Blick von der Festung Ehrenbreitstein auf Koblenz und das Deutsche Eck

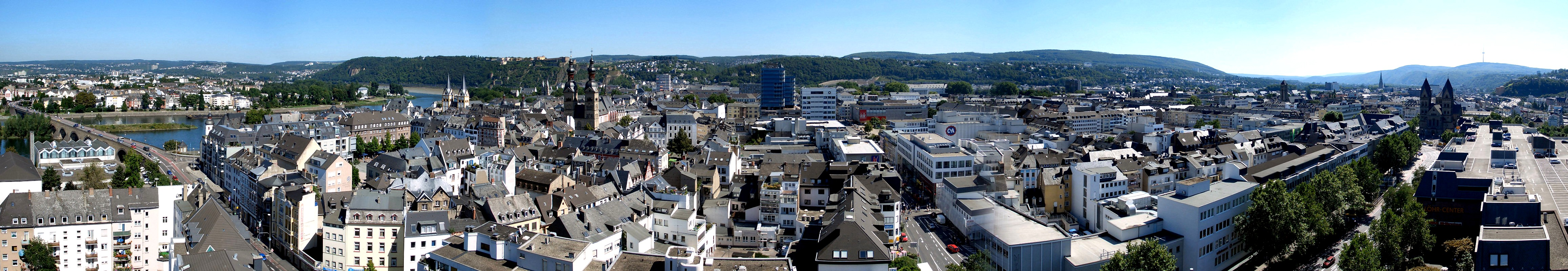
Panorama der Koblenzer Innenstadt

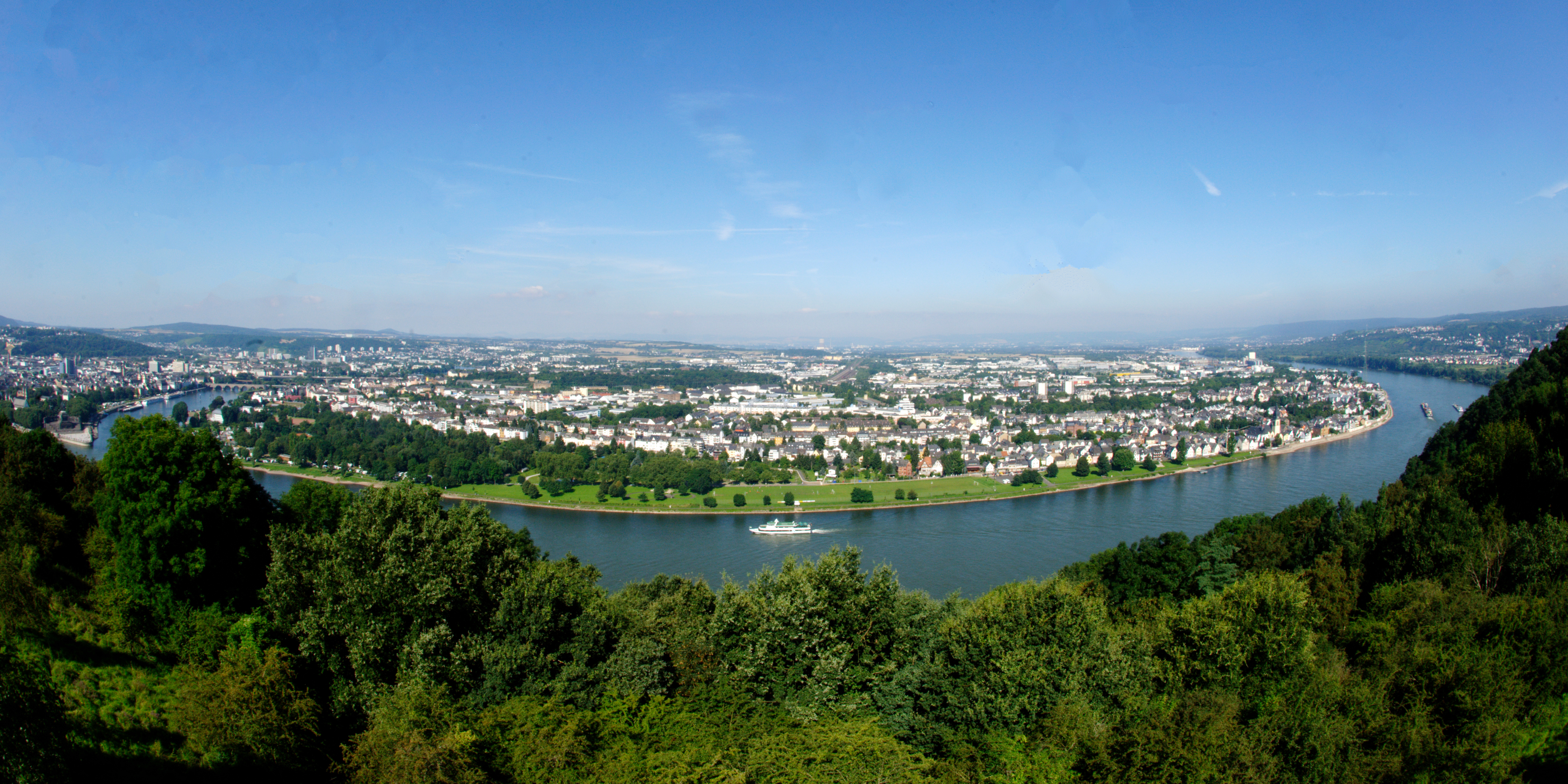
Panorama von Koblenz mit den Stadtteilen Kesselheim, Lützel und Neuendorf, rechts der Rhein, links die Mosel

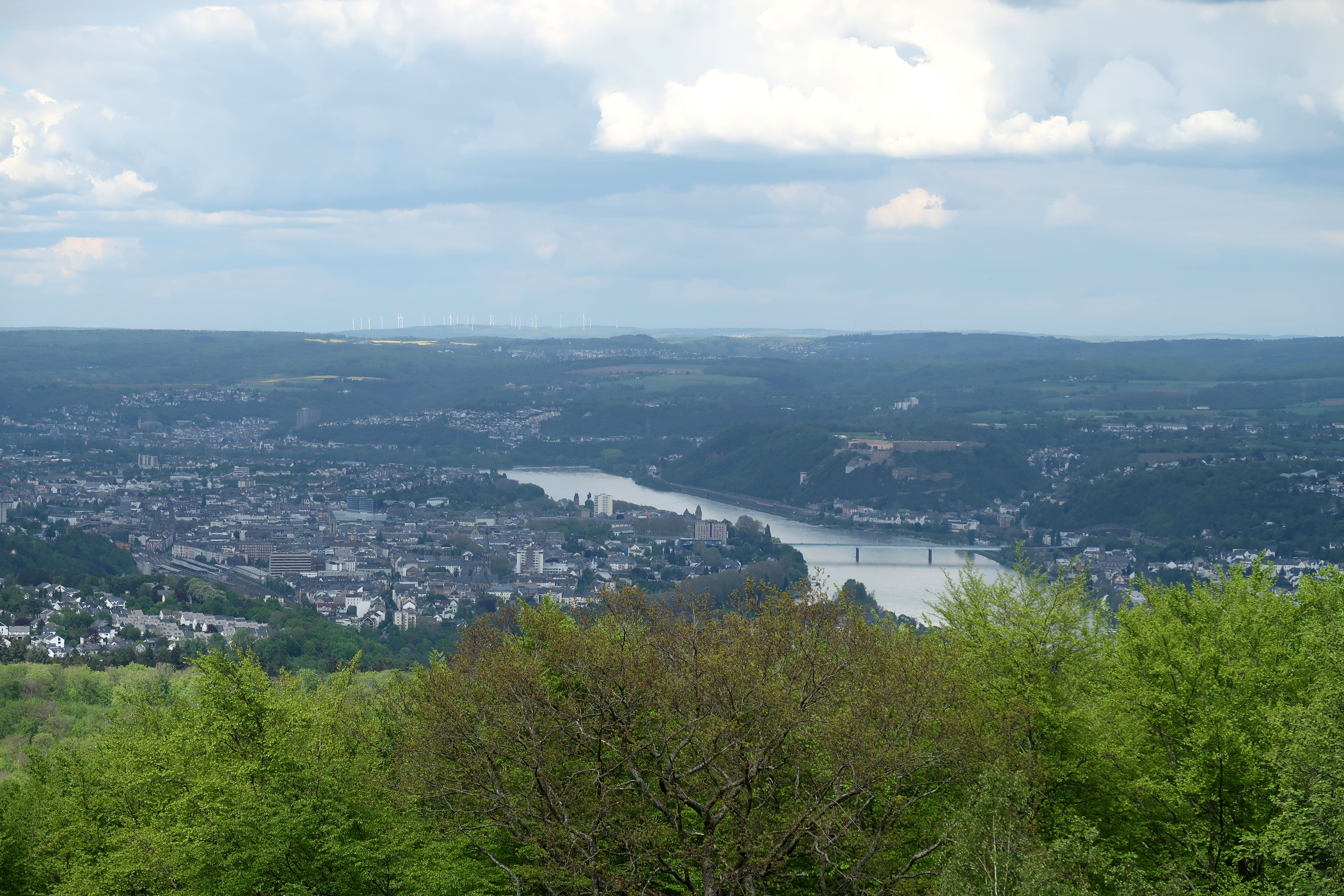
Koblenz vom Kühkopf aus gesehen

Koblenz ist Sitz der Universität Koblenz, des RheinMoselCampus der Hochschule Koblenz, der Verwaltung des Landkreises Mayen-Koblenz, der Struktur- und Genehmigungsdirektion Nord (bis 1999 Bezirksregierung Koblenz), des Bundesarchivs, des Landeshauptarchivs, der Landesarchäologie Rheinland-Pfalz, des Landesamtes für Steuern, des Landesamtes für Finanzen, ehemals Oberfinanzdirektion Koblenz, des Verfassungsgerichtshofes Rheinland-Pfalz, des Bundesamtes für Ausrüstung, Informationstechnik und Nutzung der Bundeswehr, des Bundeswehrzentralkrankenhauses und des Landesamtes für Vermessung Geobasisinformation Rheinland-Pfalz.
Koblenz, das 1992 sein 2000-jähriges Bestehen feierte, gehört zu den ältesten Städten Deutschlands. Der ursprüngliche lateinische Name Confluentes (deutsch die Zusammenfließenden) leitete sich von der Lage der Stadt an der Mündung der Mosel in den Rhein am sogenannten Deutschen Eck ab. Im Jahr 1962 überschritt Koblenz die 100.000-Einwohner-Marke und wurde damit zur Großstadt.
Teile von Koblenz gehören zum UNESCO-Welterbe: Seit 2002 bildet die Stadt mit ihren Kulturdenkmälern das nördliche Tor zur Kulturlandschaft Oberes Mittelrheintal, und das Kastell Niederberg steht seit 2005 als Teil des Obergermanisch-Rätischen Limes auf der UNESCO-Liste. Im Jahr 2011 fand in Koblenz die erste Bundesgartenschau in Rheinland-Pfalz statt.
Die Stadt ist seit 1997 Mitglied im Klima-Bündnis.

## Geographie

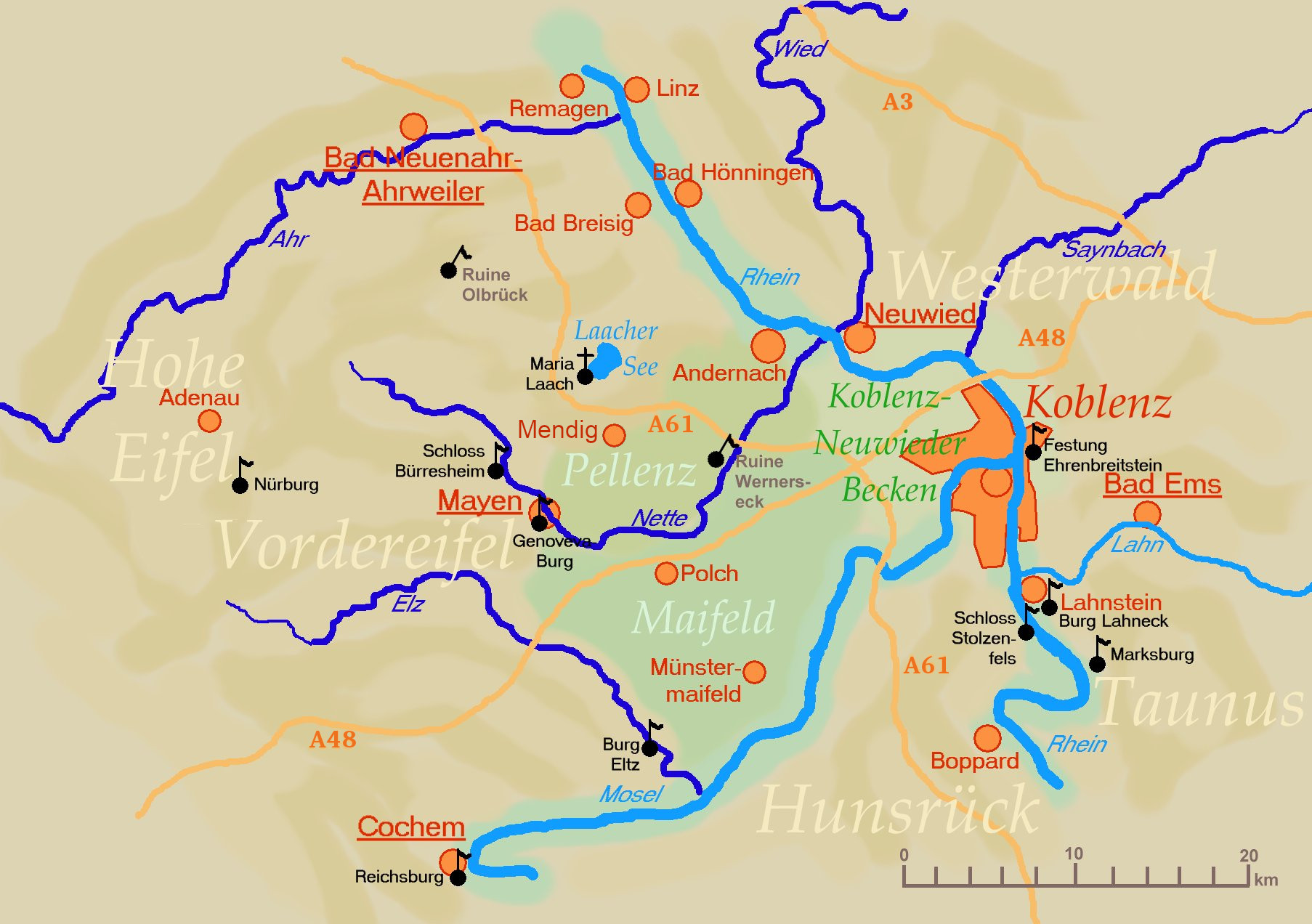
Landschaften im Umkreis Mayen/Koblenz

### Geographische Lage
Koblenz liegt am Deutschen Eck, einer durch Mosel und Rhein gebildeten Mündungsspitze. Die nächstgelegenen Großstädte in räumlicher Entfernung sind Bonn (etwa 55 km rheinabwärts), Wiesbaden (etwa 55 km rheinaufwärts), Mainz (etwa 62 km rheinaufwärts) und Siegen (etwa 65 km nordöstlich). Koblenz wird begrenzt von den Ausläufern des Hunsrücks im Süden und der leicht hügeligen Landschaft des Maifeldes (Ausläufer der Eifel) im Westen. Die rechts des Rheins gelegenen Stadtteile im Osten des Stadtgebietes liegen in den Ausläufern des Westerwaldes und reichen, mit zum Teil starkem Gefälle, bis dicht an den Fluss heran.
Die zwischen Mosel und Rhein im Süden gelegenen Stadtteile sind teilweise mit üppigem Mischbaumbestand bewaldet und bilden die „Grüne Lunge“ und das Naherholungsgebiet von Koblenz. Dieser Abschnitt des Rheins gehört zum Mittelrhein.
Koblenz liegt laut Angabe des Bundesamtes für Kartographie und Geodäsie auf 73 m ü. NHN. Das Deutsche Eck liegt bei 64,7 m Höhe. Die höchste vollständig im Stadtgebiet gelegene Erhebung ist mit 382 m der Kühkopf im Stadtwald. Die höchste Stelle des Stadtgebietes mit 385 m befindet sich auf der Grenze zur Stadt Rhens am Nordhang des Maulbeerkopfes, dessen 395 m hoher Gipfel auf Rhenser Stadtgebiet liegt.

### Nachbargemeinden

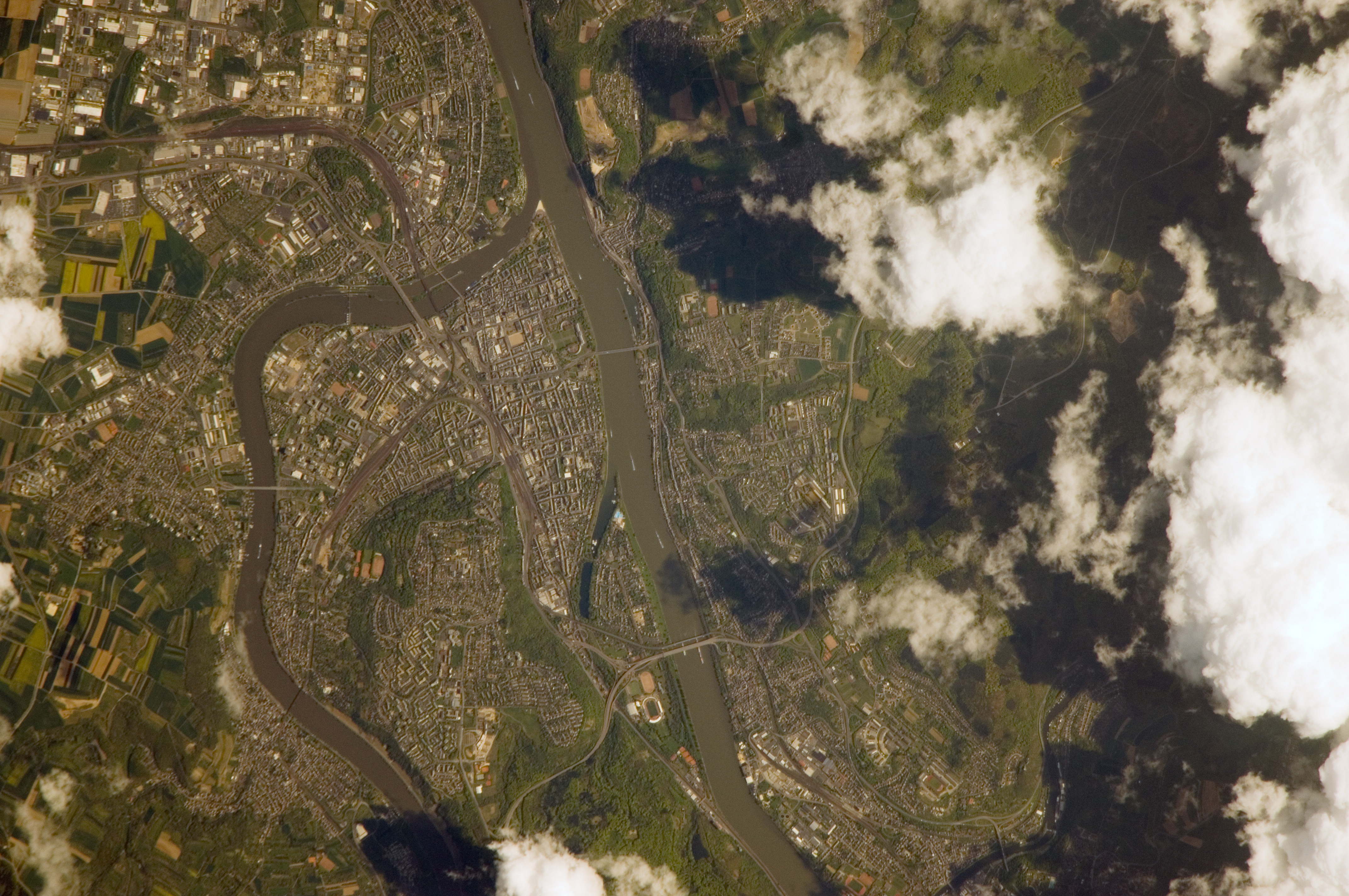
Blick von der ISS auf Koblenz 2008

Die kreisfreie Stadt Koblenz grenzt an drei Landkreise:
- im Nordosten an den Westerwaldkreis (Simmern und Eitelborn),
- im Osten an den Rhein-Lahn-Kreis (Lahnstein, Fachbach und Miellen) und
- im Süden, Westen und Norden an den Landkreis Mayen-Koblenz (Rhens, Waldesch, Dieblich, Winningen, Kobern-Gondorf, Mülheim-Kärlich, Kaltenengers, Urmitz, St. Sebastian, Bassenheim, Niederwerth, Vallendar, Bendorf und Urbar).

Im Norden grenzt der Landkreis Neuwied sowie im Süden der Rhein-Hunsrück-Kreis an die Stadt.

### Stadtgliederung

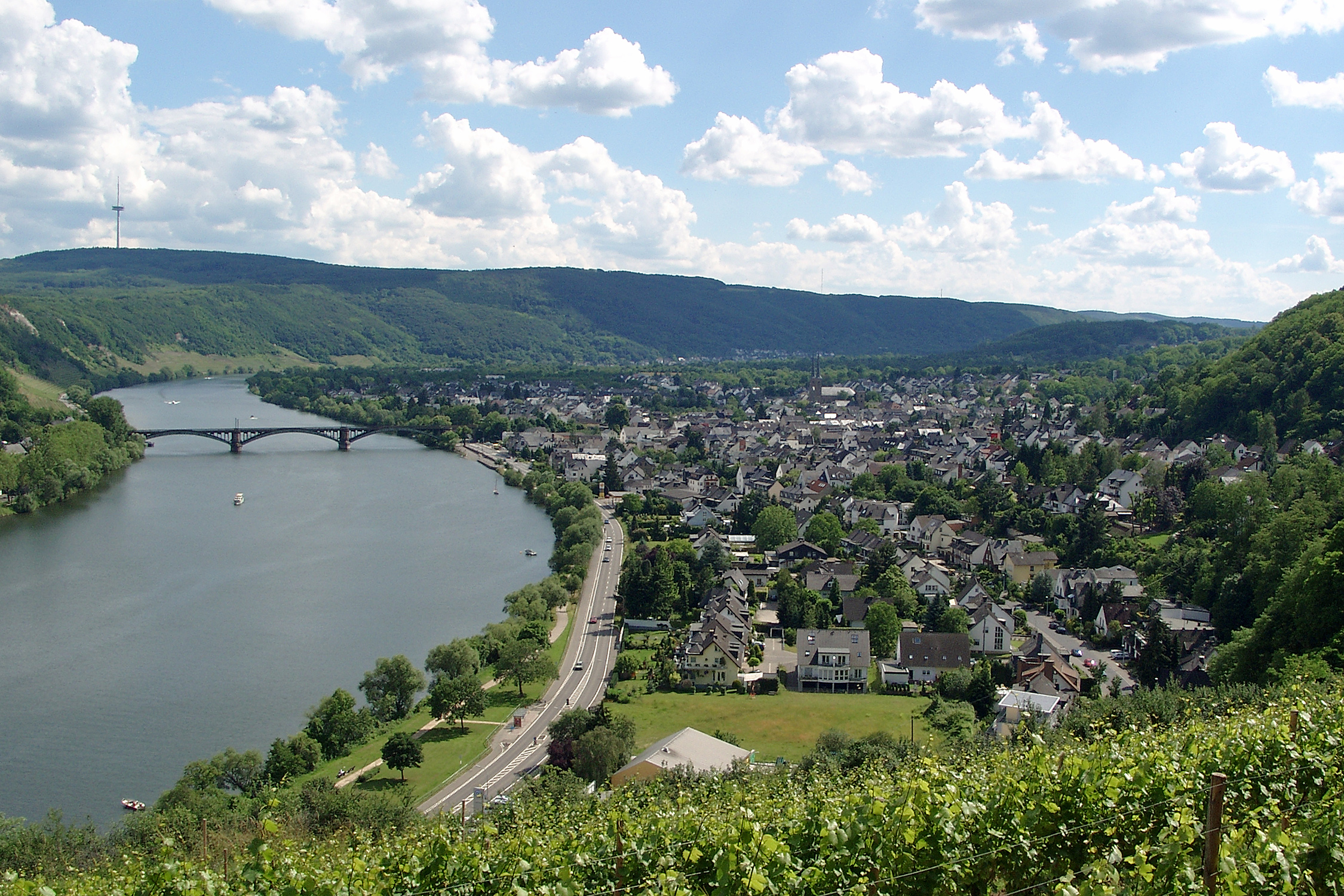
Blick auf Güls und die Mosel

Das Stadtgebiet von Koblenz ist in 30 (statistische) Stadtteile gegliedert. Die Einteilung erfolgte im Rahmen der kleinräumigen Gliederung auf Empfehlung des Deutschen Städtetags. Eine Besonderheit bilden hierbei die Karthause, die statistisch in Karthause Nord, Karthause-Flugfeld und Karthäuserhofgelände, sowie die Südliche Vorstadt, die statistisch in Mitte und Süd untergliedert wird. Die Karthause und die Südliche Vorstadt sind hingegen historisch aus einheitlich gewachsenen Strukturen entstanden und werden in der Bevölkerung nur in ihrer Gesamtheit als Stadtteil angesehen. Einen Beschluss des Rats der Stadt Koblenz über den Status als Stadtteil dieser statistischen Gliederungseinheiten gibt es jedoch nicht.
Neun Stadtteile bilden insgesamt acht Ortsbezirke, deren Anliegen gegenüber der Stadt durch einen Ortsbeirat und einen Ortsvorsteher vertreten werden. Die übrigen 21 Stadtteile haben keine Ortsbeiräte.
Die 30 Stadtteile von Koblenz sind Altstadt, Arenberg (Ortsbezirk zusammen mit Immendorf), Arzheim (Ortsbezirk), Asterstein, Bubenheim (Ortsbezirk), Ehrenbreitstein, Goldgrube, Güls mit Bisholder (Ortsbezirk), Horchheim, Horchheimer Höhe, Immendorf (Ortsbezirk zusammen mit Arenberg), Karthause (mit den statistischen Stadtteilen Karthause Nord, Karthause-Flugfeld und Karthäuserhofgelände), Kesselheim (Ortsbezirk), Lay (Ortsbezirk), Lützel, Metternich, Moselweiß, Neuendorf, Niederberg (mit Neudorf), Oberwerth, Pfaffendorf, Pfaffendorfer Höhe, Rauental, Rübenach (Ortsbezirk), Stolzenfels (Ortsbezirk), ehemals Kapellen, Südliche Vorstadt (mit den statistischen Stadtteilen Mitte und Süd) und Wallersheim.

### Gewässer
Neben den zwei Flüssen Rhein und Mosel wird das Stadtgebiet von kleineren Bächen durchflossen, die in Mosel oder Rhein münden. Einer der bekanntesten Bäche ist der Königsbach in Stolzenfels, der namensgebend für die am Königsbach früher ansässige Brauerei war. Weitere Bäche sind u. a. der Anderbach, Bienhornbach, Bubenheimer Bach, Brückbach, Brückerbach, Dörrbach, Eschbach, Eselsbach, Fußsohler Graben, Griesentalbach, Gründgesbach, Immendorfer Bach, Kleinbornsbach, Kripper Bach, Laubach, Lauxbach, Meerkatzbach, Mühlenbach, Münster Bach, Obersberger Bach, Remstecker Bach, Schleiderbach, Siechhausbach, Silberkaulsbach und Wintersborner Bach.
Siehe auch: Gewässer in Koblenz.

### Klima

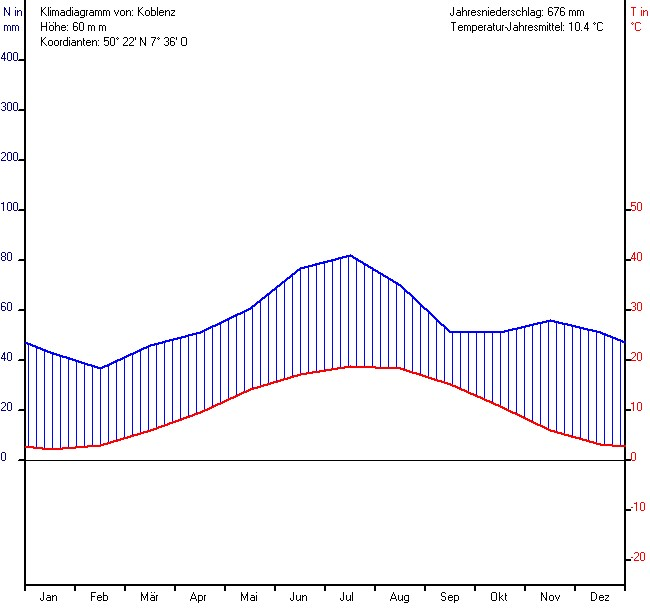
Klimadiagramm von Koblenz – Werte: 1978–1990

Koblenz liegt in der sogenannten gemäßigten Zone mit gemäßigt kühlem Klima und vorherrschenden Westwinden. Im westdeutschen Tiefland und im Rheingraben bringen diese Winde vom Atlantik und der Nordsee her jährlich etwa 700 mm Niederschlag. Koblenz ist mit einer jährlichen Durchschnittstemperatur von 10,8 °C und einer jährlichen Niederschlagsmenge von 674 mm ganzjährig humid.
Kältester Monat ist mit einer Temperatur von 2,7 °C der Januar, wärmster Monat der Juli mit einem Schnitt von 19,5 °C. Der Hitzerekord liegt bei 39,4 °C und wurde am 8. August 2003 in Koblenz gemessen.
Aufgrund seiner Lage im Tal der umgebenden Mittelgebirge Eifel, Hunsrück und Westerwald sowie der Nähe von drei Flüssen (Rhein, Mosel, Lahn) bildet sich in Koblenz oftmals ein „Kesselklima“ aus, das im Sommer im Vergleich zum Umland oftmals recht schwül ist. In den Herbst- und Wintermonaten sind zähe Nebellagen keine Seltenheit, während auf den Höhen der Mittelgebirge wolkenfreier Himmel herrscht.
|                        | Jan | Feb | Mär | Apr | Mai  | Jun  | Jul  | Aug  | Sep  | Okt  | Nov | Dez |   |      |
| Mittl. Temperatur (°C) | 2,7 | 3,3 | 6,8 | 9,8 | 14,6 | 17,4 | 19,5 | 19,1 | 15,2 | 10,6 | 6,1 | 3,9 | ⌀ | 10,8 |
|                        |     |     |     |     |      |      |      |      |      |      |     |     |   |      |
| Niederschlag (mm)      | 45  | 38  | 48  | 48  | 62   | 74   | 75   | 63   | 57   | 55   | 55  | 54  | Σ | 674  |

|  |

|  |

|  |

|  |

|  |

|  |

|  |

|  |

|  |

|  |

|  |

|  |

|  |

|  |

|  |

|  |

|  |

|  |

|  |

|  |

|  |

|  |

|  |

|  |

## Geschichte

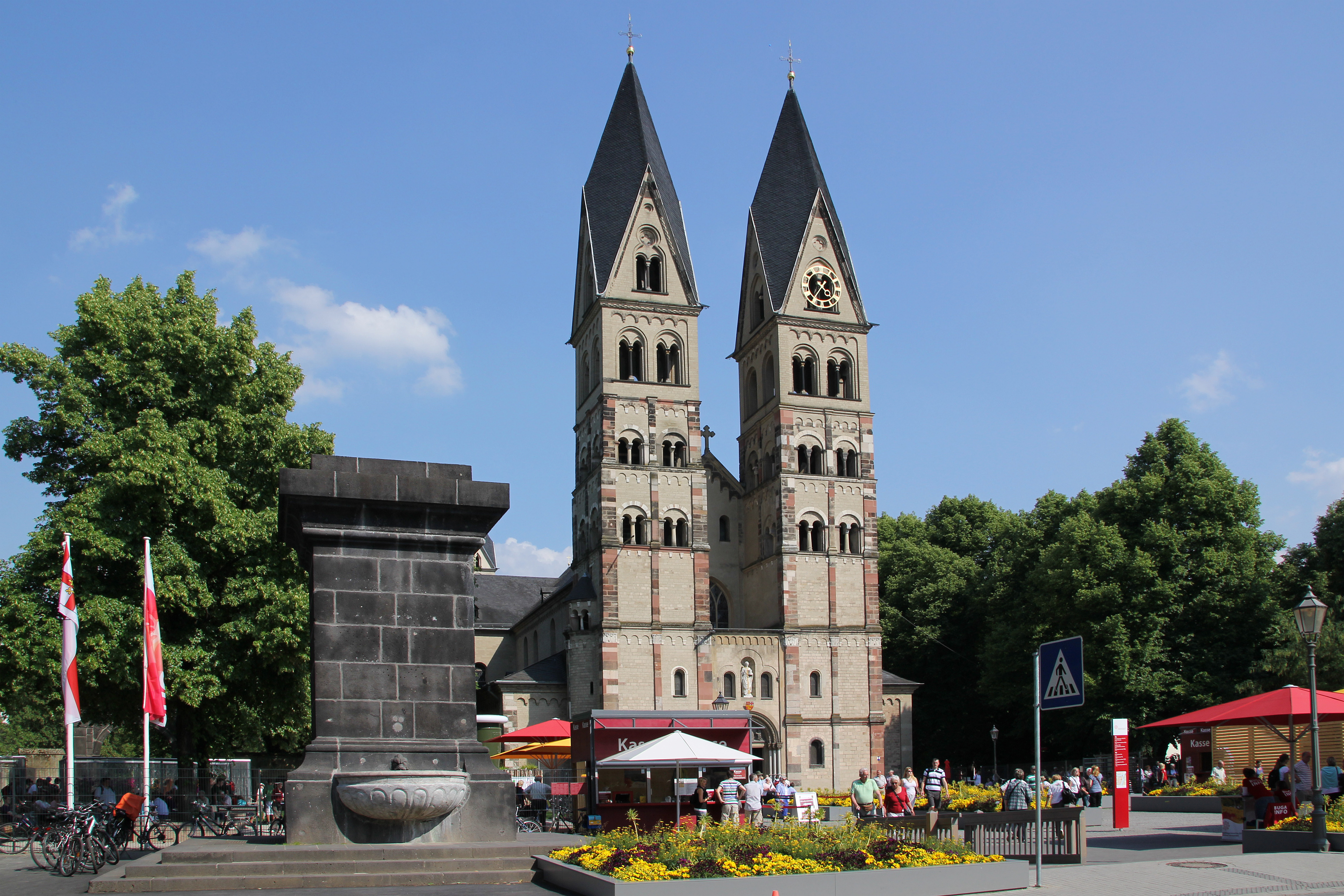
Basilika St. Kastor

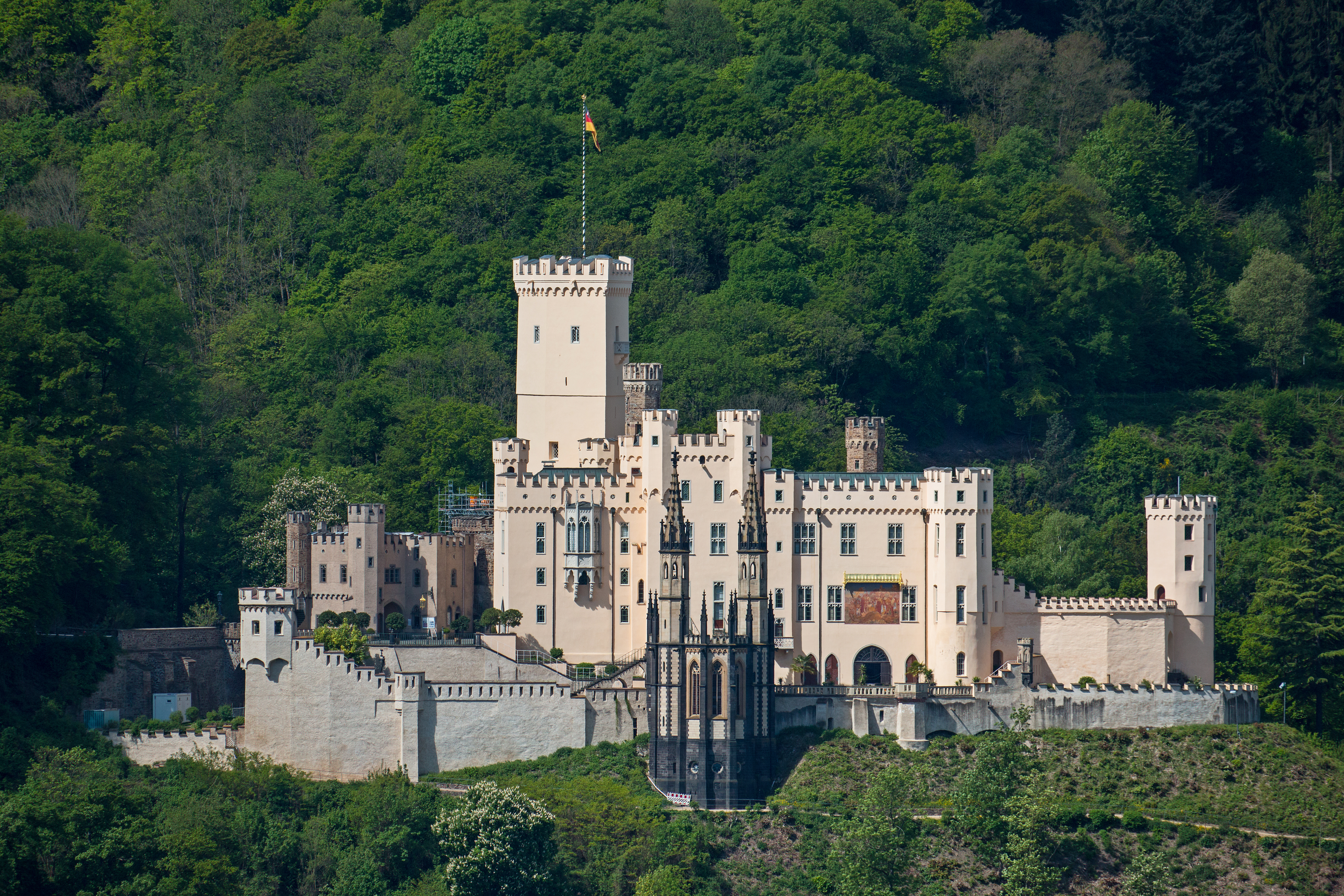
Schloss Stolzenfels

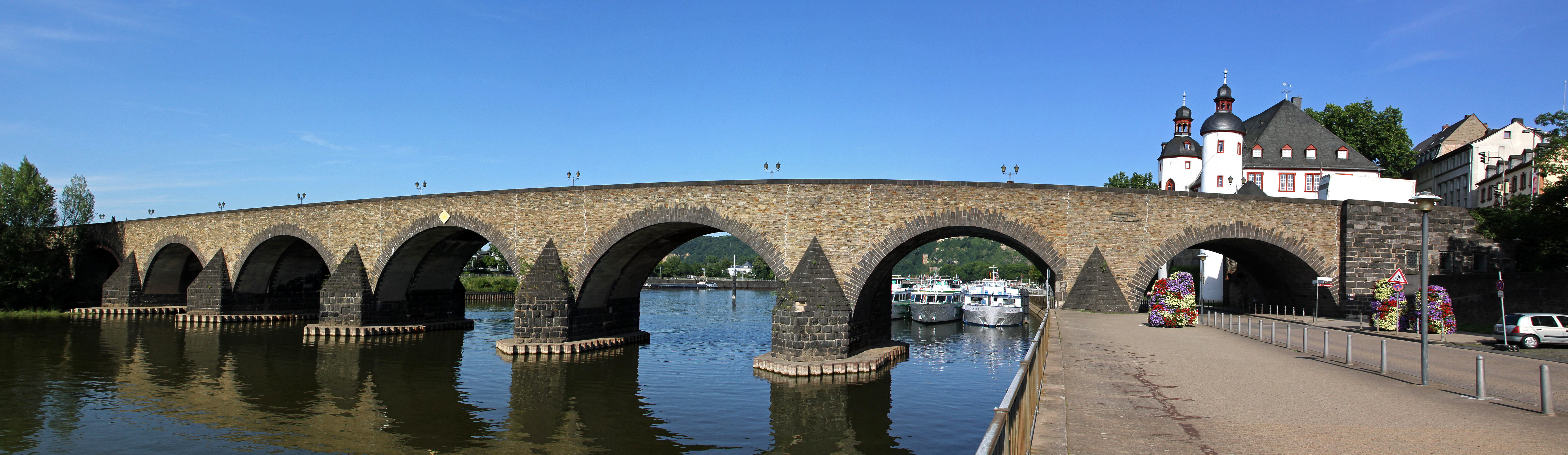
Balduinbrücke

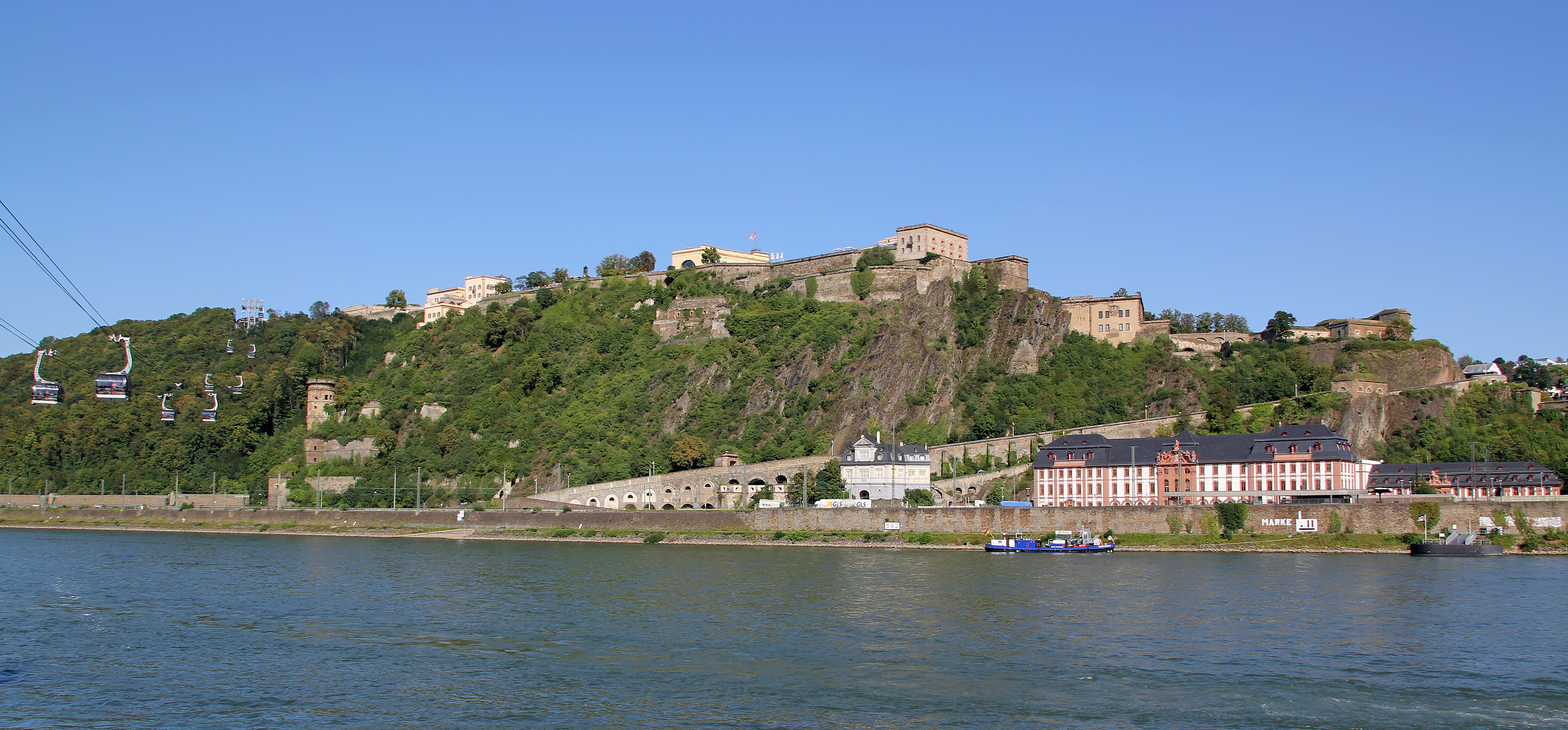
Festung Ehrenbreitstein

Im Laufe seiner Geschichte gehörte Koblenz zu verschiedenen Staaten und Gebietskörperschaften:
Die Geschichte der Stadt Koblenz ist sehr wechselhaft und gekennzeichnet von kriegerischen Auseinandersetzungen bei zahlreichen Grenzkonflikten sowie einem großen baulichen Wandel. Bereits seit der Steinzeit ist das Gebiet von Koblenz besiedelt. Die Römer bauten hier erstmals eine befestigte städtische Siedlung. Es entstanden im heutigen Altstadtkern das Kastell Confluentes zur Sicherung der Römischen Rheintalstraße (Mainz–Köln–Xanten) und in Niederberg das Kastell Niederberg zur Sicherung des Limes sowie erster Brücken über Rhein und Mosel. Koblenz gehört somit zu den ältesten Städten Deutschlands. Nach dem Rückzug der römischen Truppen im 5. Jahrhundert wurde Koblenz von den Franken erobert, die hier einen Königshof  gründeten. In der 836 geweihten Kastorkirche fanden 842 Verhandlungen zwischen den drei Enkeln Karls des Großen statt, die schließlich zur Teilung des Fränkischen Reichs im Vertrag von Verdun 843 führten.
In der folgenden Herrschaft der Erzbischöfe und Kurfürsten von Trier blühte Koblenz weiter auf: Aus der auf dem Ehrenbreitstein um 1020 erbauten Burg entwickelte sich die spätere Festung Ehrenbreitstein. In unsicheren Zeiten wurden hier die wertvollsten Heiligtümer und Unterlagen des Kurstaates aufbewahrt. Im 12. Jahrhundert erbauten die Erzbischöfe von Trier die Florins- und die Liebfrauenkirche. Im 13. Jahrhundert entstanden die Burg Stolzenfels als kurtrierische Zollburg am Rhein sowie die Alte Burg am Moselufer in der Stadt Koblenz als eine Zwingburg gegen die nach mehr Unabhängigkeit strebenden Bürger und Sitz eines Amtmanns. Erzbischof Balduin von Luxemburg ließ mit einer festen Brücke, der Balduinbrücke, erstmals seit den Römern einen festen Moselübergang entstehen. Im Dreißigjährigen Krieg verlegte Kurfürst Philipp Christoph von Sötern seinen Amtssitz von Trier in das neu erbaute Schloss Philippsburg am Fuße des inzwischen zur Festung ausgebauten Ehrenbreitsteins. Im Jahre 1786 zog Kurfürst Clemens Wenzeslaus von Sachsen in das Kurfürstliche Schloss nach Koblenz um. Von hier regierte er den Kurstaat bis zu seinem Ende 1794, als das Land und Koblenz von der französischen Revolutionsarmee erobert wurden. Von 1789 bis 1794 (und danach auf die Festung Ehrenbreitstein bis 1799) hatten sich gegenrevolutionäre Kräfte um die Brüder von Louis XVI. nach Koblenz zurückgezogen und es dank ihres Onkels Wenzeslaus als „Klein-Paris“ relativ selbstständig verwaltet, bis es dann durch Severin Marceau erobert wurde.

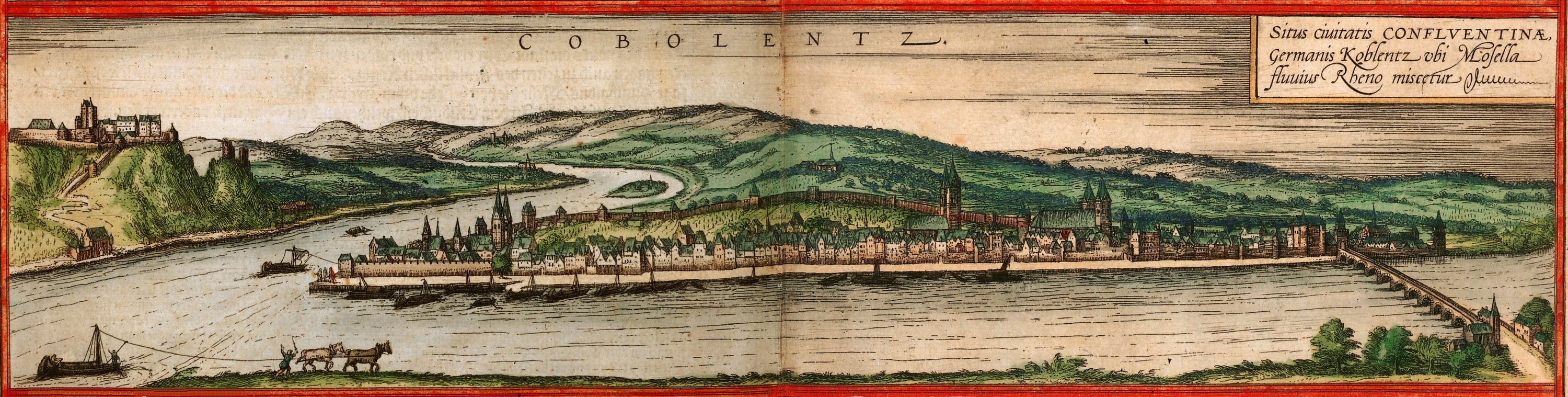
Stadtansicht nach Braun und Hogenberg 1572

Die folgende französische Zeit prägte Koblenz (französisch Coblence) weit über deren Ende hinaus. Es entstand der Begriff des Schängel, mit dem bis heute jeder bezeichnet wird, der in Koblenz geboren ist. Im Frieden von Lunéville fiel Koblenz 1801 auch formal an Frankreich und wurde Hauptstadt des französischen Département de Rhin-et-Moselle. Das Ende dieser französischen Zeit kam 1814 mit der Besetzung von Koblenz durch russische Truppen.
Durch den Wiener Kongress 1814/15 gingen die rheinischen Besitztümer des Trierer Kurstaates und damit auch Koblenz auf Preußen über. Die Stadt, zunächst Sitz des Oberpräsidiums der Provinz Großherzogtum Niederrhein, später Hauptstadt der preußischen Rheinprovinz, wurde als Festung Koblenz zu einem der stärksten Festungssysteme in Europa ausgebaut. Im 19. Jahrhundert entstanden mächtige Festungswerke in Koblenz. Das Schloss Stolzenfels wurde neu aufgebaut und nun eine Schiffbrücke über den Rhein geschaffen. Die Eisenbahn fuhr 1858 erstmals über die Moseleisenbahnbrücke nach Koblenz. Mit dem Ausbau des Eisenbahnnetzes entstanden die Pfaffendorfer Brücke, die Gülser Eisenbahnbrücke und die Horchheimer Eisenbahnbrücke. Koblenz lag am Beginn bzw. Ende der Moselstrecke und der Lahntalbahn und damit ab 1882 an der Kanonenbahn des Deutschen Kaiserreiches (Berlin über Koblenz nach Metz).

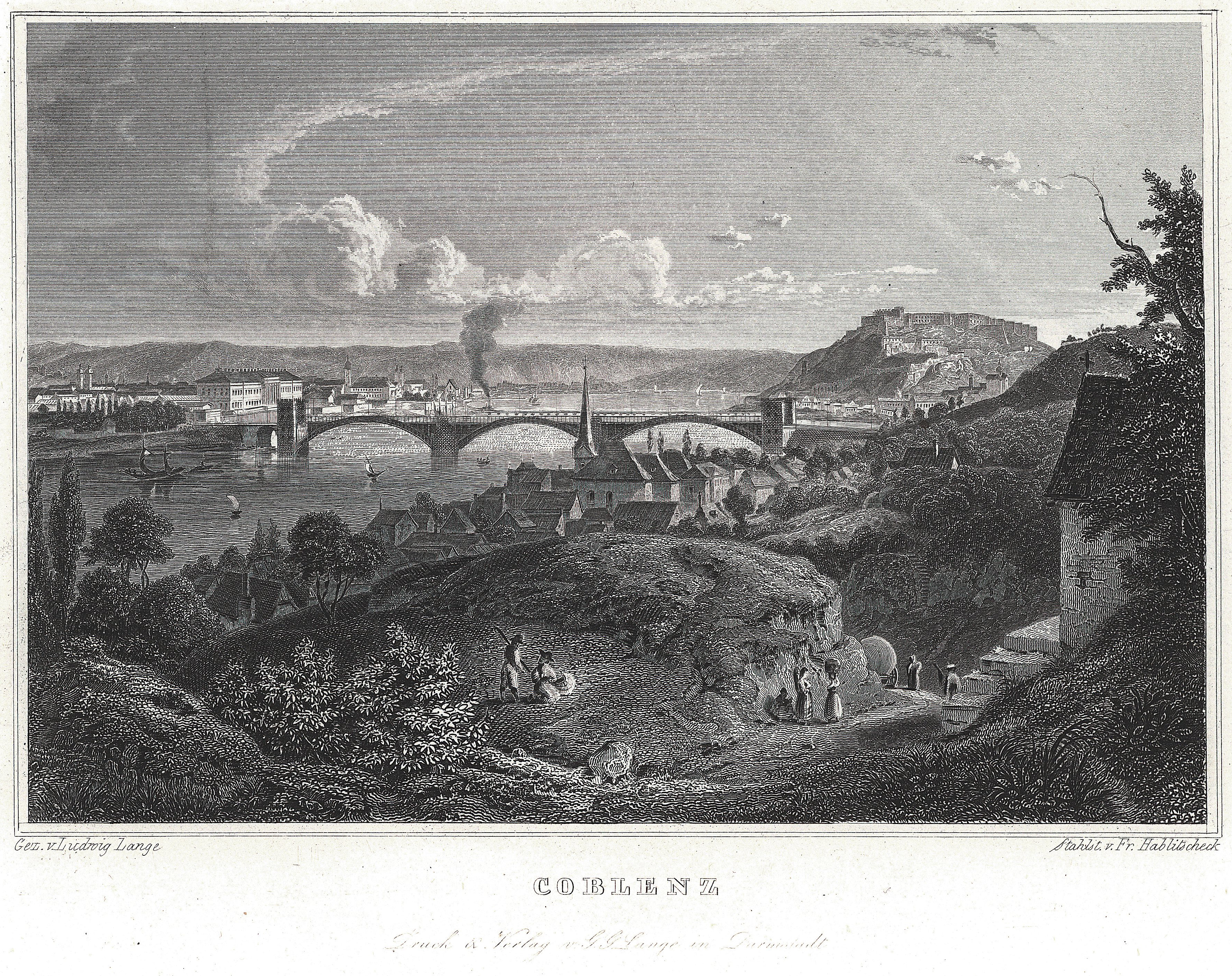
Blick auf Koblenz, Mitte des 19. Jh.

Wegen der fortschreitenden Kriegstechnik verloren die Festungen ab der zweiten Hälfte des 19. Jahrhunderts an Bedeutung. Seit 1890 brach man die Stadtbefestigung vollständig ab. Zu Ehren Kaiser Wilhelms I., der mit seiner Gattin Augusta vor seiner Thronbesteigung lange in Koblenz gelebt hatte, wurde 1897 in Anwesenheit Kaiser Wilhelms II. an der Moselmündung das Kaiser-Wilhelm-Denkmal am Deutschen Eck eingeweiht.
An der Stelle des ehemaligen Löhrtors wurde 1903 die Herz-Jesu-Kirche eingeweiht. Ein Jahr zuvor wurde in der neuen Südlichen Vorstadt der Hauptbahnhof fertiggestellt. Nach Ende des Ersten Weltkrieges wurde Koblenz bis zum 23. Januar 1923 von amerikanischen, danach von französischen Truppen besetzt. Im Jahre 1932 begann der Umbau der Pfaffendorfer Brücke zu einer Straßenbrücke. Eine Moselüberquerung wurde 1934 unter dem Namen Adolf-Hitler-Brücke eingeweiht. Sie wurde am 7. März 1945 von deutschen Truppen gesprengt. Die Europabrücke wurde 1954 eingeweiht.

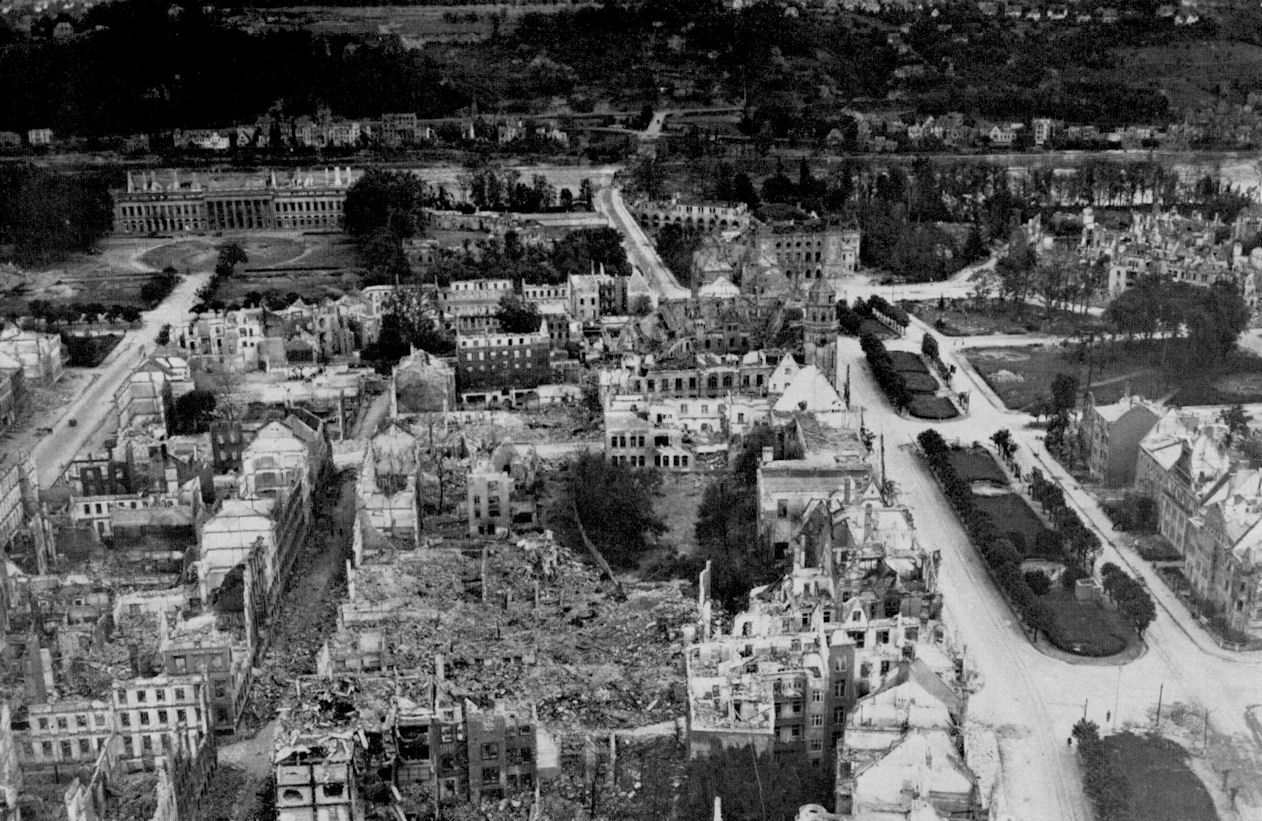
Das zerstörte Koblenz 1945

Im Zweiten Weltkrieg wurde die Stadt durch Luftangriffe zu 87 % zerstört. 1944 legten Lancaster-Bomber der britischen Royal Air Force das Zentrum von Koblenz in Schutt und Asche. Am 18. und 19. März 1945 nahm die 87. US-Infanteriedivision der US Army Koblenz ein.
Das historische Stadtbild war teilweise verloren.
In der Nachkriegszeit lag Koblenz in der Französischen Besatzungszone und infolgedessen im neu gegründeten Rheinland-Pfalz. In dessen Anfangsjahren war es vorläufiger Regierungssitz. Auf der Rittersturz-Konferenz 1948 wurde eine der grundsätzlichen Entscheidungen für den Zusammenschluss der drei westlichen Besatzungszonen („Trizone“) zur Bundesrepublik Deutschland und damit für die einstweilige Trennung von der Sowjetzone getroffen. Bei Aufstellung der Bundeswehr ab Mitte der 1950er Jahre wurde Koblenz zu einer großen Garnison. Die letzten Teile der französischen Truppen zogen 1969 ab. Koblenz wurde 1962 Großstadt mit 100.000 Einwohnern.
1953 erklärte Bundespräsident Theodor Heuss den Bereich um das Deutsche Eck zum Denkmal für die deutsche Wiedervereinigung. Anstelle der Statue von Kaiser Wilhelm I., die 1945 durch Artilleriebeschuss zerstört worden war, wurde die neue deutsche Flagge gehisst. 1993 wurde nach kontroversen Diskussionen eine Nachbildung der ursprünglichen Skulpturengruppe wieder auf dem Sockel platziert.
Die Südbrücke wurde 1975 eröffnet. Beim Bau dieser Rheinbrücke kam es zu zwei Unfällen, bei denen 19 Arbeiter starben.
Im Jahr 1992 konnte die Stadt Koblenz den 2000. Jahrestag der Stadtgründung feiern.
Im Jahr 2002 wurde das Obere Mittelrheintal von der UNESCO zum Weltkulturerbe erklärt. Dieser Teil des Rheins erstreckt sich über eine Strecke von 65 km am Rheinufer zwischen Bingen, Rüdesheim und dem historischen Zentrum von Koblenz, dem Schloss der fürstlichen Herrscher, Schloss Stolzenfels, dem ehemaligen Kastell, dem Deutschen Eck und den alten Festungsanlagen aus der preußischen Zeit.
Am 4. Dezember 2011 mussten eine britische Luftmine und andere Kampfmittel aus dem Zweiten Weltkrieg entschärft werden. Etwa 45.000 Einwohner mussten evakuiert werden.

### Eingemeindungen
Ehemals selbstständige Gemeinden und Gemarkungen, die in die Stadt Koblenz eingegliedert wurden:
| Jahr            | Orte                       | Zuwachs in ha |                  | Jahr                 | Orte | Zuwachs in ha |
| --------------- | -------------------------- | ------------- | ---------------- | -------------------- | ---- | ------------- |
| 1. Juli 1891    | Neuendorf mit Lützel       | 547           | 7. Juni 1969     | Kesselheim           | 484  |               |
| 1. April 1902   | Moselweiß                  | 382           | 7. Juni 1969     | Kapellen-Stolzenfels | 248  |               |
| 1. Oktober 1923 | Wallersheim                | 229           | 7. November 1970 | Arenberg-Immendorf   | 900  |               |
| 1. Juli 1937    | Ehrenbreitstein            | 120           | 7. November 1970 | Arzheim              | 487  |               |
| 1. Juli 1937    | Horchheim                  | 772           | 7. November 1970 | Bubenheim            | 314  |               |
| 1. Juli 1937    | Metternich                 | 483           | 7. November 1970 | Güls mit Bisholder   | 795  |               |
| 1. Juli 1937    | Neudorf                    |               | 7. November 1970 | Kripp                |      |               |
| 1. Juli 1937    | Niederberg                 | 203           | 7. November 1970 | Lay                  | 249  |               |
| 1. Juli 1937    | Pfaffendorf mit Asterstein | 369           | 7. November 1970 | Rübenach             | 1288 |               |

### Einwohnerentwicklung

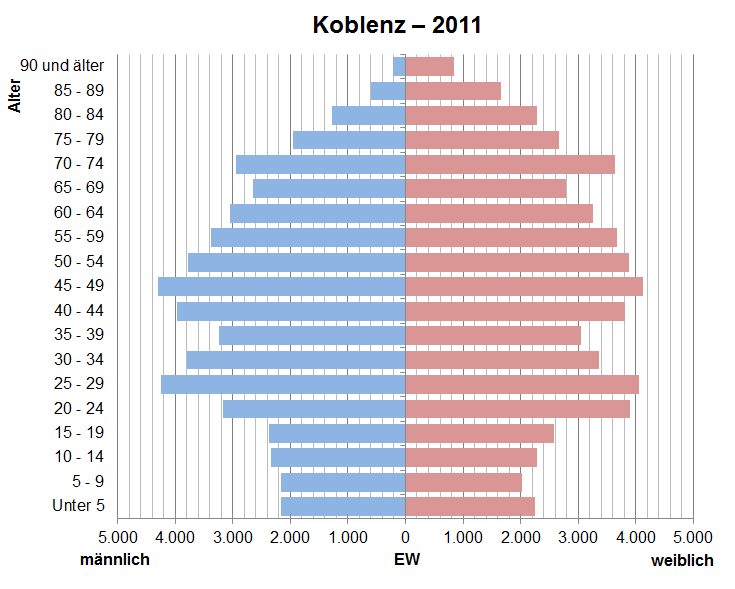
Bevölkerungspyramide für Koblenz (Datenquelle: Zensus 2011)

Durch zahlreiche Eingemeindungen wuchs die Bevölkerung von 45.000 im Jahr 1900 bis 1939 auf 91.000 an. Im Zweiten Weltkrieg verlor Koblenz rund 80 % seiner Einwohner: im April 1945 wurden 19.076 Kartenempfänger ermittelt. 1958 erreichte die Bevölkerungszahl wieder den Vorkriegsstand. 1962 wurde die Stadt mit 100.000 Einwohnern zur Großstadt. Am 7. November 1970 wuchs die Bevölkerung durch weitere Eingemeindungen um knapp 20.000 Personen auf rund 120.000 Einwohner. 2004 betrug der Anteil der nichtdeutschen Bewohner an der Gesamtbevölkerung nach Angaben der Stadtverwaltung 9,3 % (10.021 Personen). Den größten Anteil daran stellen Mitbürger aus der Türkei (1963), der Ukraine (872), Serbien und Montenegro (785) sowie Russland (711). Ende Juni 2005 lebten in Koblenz nach Fortschreibung des Statistischen Landesamtes Rheinland-Pfalz 106.501 Menschen mit Hauptwohnsitz. Nach Abschluss der Bundesgartenschau 2011 stieg die Einwohnerzahl stetig an und überschritt am 31. Mai 2014 die 110.000. Dieser Trend hielt an: laut Statistischem Landesamt hatte Koblenz zum Jahresende 2020 rund 113.000 Einwohner mit Hauptwohnsitz.
Die folgende Übersicht zeigt die Einwohnerzahlen nach dem jeweiligen Gebietsstand. Bis 1833 handelt es sich meist um Schätzungen, danach um Volkszählungsergebnisse (¹) oder amtliche Fortschreibungen der jeweiligen Statistischen Ämter beziehungsweise der Stadtverwaltung selbst. Die Angaben beziehen sich ab 1843 auf die „Ortsanwesende Bevölkerung“, ab 1925 auf die Wohnbevölkerung und seit 1987 auf die „Bevölkerung am Ort der Hauptwohnung“. Vor 1843 wurde die Einwohnerzahl nach uneinheitlichen Erhebungsverfahren ermittelt.
| Koblenz: Einwohnerzahlen von 1469 bis 2023                                           | Koblenz: Einwohnerzahlen von 1469 bis 2023 | Koblenz: Einwohnerzahlen von 1469 bis 2023 | Koblenz: Einwohnerzahlen von 1469 bis 2023 | Koblenz: Einwohnerzahlen von 1469 bis 2023 |
| ------------------------------------------------------------------------------------ | ------------------------------------------ | ------------------------------------------ | ------------------------------------------ | ------------------------------------------ |
| Jahr                                                                                 |                                            |                                            |                                            | Einwohner                                  |
| 1469                                                                                 | 1469                                       |                                            | 1.193                                      | 1.193                                      |
| 1663                                                                                 | 1663                                       |                                            | 1.409                                      | 1.409                                      |
| 1778                                                                                 | 1778                                       |                                            | 7.475                                      | 7.475                                      |
| 1800                                                                                 | 1800                                       |                                            | 7.992                                      | 7.992                                      |
| 1808                                                                                 | 1808                                       |                                            | 11.077                                     | 11.077                                     |
| 1812                                                                                 | 1812                                       |                                            | 11.793                                     | 11.793                                     |
| 1820                                                                                 | 1820                                       |                                            | 11.324                                     | 11.324                                     |
| 1836                                                                                 | 1836                                       |                                            | 13.307                                     | 13.307                                     |
| 1840                                                                                 | 1840                                       |                                            | 18.387                                     | 18.387                                     |
| 1846                                                                                 | 1846                                       |                                            | 19.475                                     | 19.475                                     |
| 1852                                                                                 | 1852                                       |                                            | 22.033                                     | 22.033                                     |
| 1861                                                                                 | 1861                                       |                                            | 22.175                                     | 22.175                                     |
| 1871                                                                                 | 1871                                       |                                            | 24.902                                     | 24.902                                     |
| 1875                                                                                 | 1875                                       |                                            | 29.300                                     | 29.300                                     |
| 1880                                                                                 | 1880                                       |                                            | 30.500                                     | 30.500                                     |
| 1885                                                                                 | 1885                                       |                                            | 31.669                                     | 31.669                                     |
| 1890                                                                                 | 1890                                       |                                            | 32.664                                     | 32.664                                     |
| 1895                                                                                 | 1895                                       |                                            | 39.639                                     | 39.639                                     |
| 1900                                                                                 | 1900                                       |                                            | 45.147                                     | 45.147                                     |
| 1905                                                                                 | 1905                                       |                                            | 53.897                                     | 53.897                                     |
| 1910                                                                                 | 1910                                       |                                            | 56.487                                     | 56.487                                     |
| 1916                                                                                 | 1916                                       |                                            | 49.421                                     | 49.421                                     |
| 1917                                                                                 | 1917                                       |                                            | 50.067                                     | 50.067                                     |
| 1919                                                                                 | 1919                                       |                                            | 56.676                                     | 56.676                                     |
| 1925                                                                                 | 1925                                       |                                            | 58.161                                     | 58.161                                     |
| 1933                                                                                 | 1933                                       |                                            | 65.257                                     | 65.257                                     |
| 1939                                                                                 | 1939                                       |                                            | 91.098                                     | 91.098                                     |
| 1945                                                                                 | 1945                                       |                                            | 47.982                                     | 47.982                                     |
| 1946                                                                                 | 1946                                       |                                            | 52.414                                     | 52.414                                     |
| 1950                                                                                 | 1950                                       |                                            | 66.444                                     | 66.444                                     |
| 1956                                                                                 | 1956                                       |                                            | 84.275                                     | 84.275                                     |
| 1961                                                                                 | 1961                                       |                                            | 99.240                                     | 99.240                                     |
| 1965                                                                                 | 1965                                       |                                            | 103.425                                    | 103.425                                    |
| 1970                                                                                 | 1970                                       |                                            | 101.374                                    | 101.374                                    |
| 1975                                                                                 | 1975                                       |                                            | 118.394                                    | 118.394                                    |
| 1980                                                                                 | 1980                                       |                                            | 113.676                                    | 113.676                                    |
| 1987                                                                                 | 1987                                       |                                            | 108.246                                    | 108.246                                    |
| 1990                                                                                 | 1990                                       |                                            | 108.733                                    | 108.733                                    |
| 1995                                                                                 | 1995                                       |                                            | 109.219                                    | 109.219                                    |
| 2000                                                                                 | 2000                                       |                                            | 107.950                                    | 107.950                                    |
| 2005                                                                                 | 2005                                       |                                            | 106.501                                    | 106.501                                    |
| 2011                                                                                 | 2011                                       |                                            | 107.825                                    | 107.825                                    |
| 2015                                                                                 | 2015                                       |                                            | 112.586                                    | 112.586                                    |
| 2020                                                                                 | 2020                                       |                                            | 113.388                                    | 113.388                                    |
| 2023                                                                                 | 2023                                       |                                            | 115.298                                    | 115.298                                    |
| Anm.: 1840 bis 1939, 1946 bis 1961, 1970, 1987 und 2011: Ergebnisse der Volkszählung |                                            |                                            |                                            |                                            |

## Politik

### Historisches
An der Spitze der Stadt Koblenz stand in kurfürstlicher Zeit der Schultheiß, der ab 1253 unmittelbarer landesherrlicher Beamter wurde. Daneben gab es einen Rat der Stadt, der im 16. Jahrhundert einem Amtmann unterstand. Ende des 18. Jahrhunderts, als die Stadt französisch besetzt wurde, erhielt sie die Mairieverfassung mit einem Maire an der Spitze. Koblenz war auch Sitz des Präfekten des Département de Rhin-et-Moselle. Nach dem Übergang an Preußen 1815 leitete ein Oberbürgermeister die Stadtverwaltung. Die Stadt wurde Sitz der Rheinprovinz, an deren Spitze der Oberpräsident stand. Ferner wurde sie Sitz des Landkreises Koblenz. 1856 wurde die preußische Städteordnung eingeführt. Bis zu diesem Zeitpunkt gehörten auch die Gemeinden Neuendorf, Moselweiß und Kapellen-Stolzenfels zur Bürgermeisterei Koblenz. Zum 1. Oktober 1887 wurde Koblenz eine kreisfreie Stadt, was sie bis heute auch im Land Rheinland-Pfalz ist. Lange Jahre war der Königsstuhl von Rhens der Ort, an dem die Koblenzer Bürgermeister ihre Amtskette überreicht bekamen.
- PARTEI: 2
- Linke: 2
- Grüne: 11
- SPD: 10
- FW: 5
- FDP: 2
- WGS: 3
- CDU: 15
- AfD: 6

### Stadtrat
Der Koblenzer Stadtrat besteht aus 56 ehrenamtlichen Ratsmitgliedern und dem hauptamtlichen Oberbürgermeister als Vorsitzenden. Die Ratsmitglieder werden alle fünf Jahre neu gewählt. Die letzten Stadtratswahlen fanden am 9. Juni 2024 statt.
| Wahljahr                                                                                             | CDU | SPD | Grüne | FDP | FBG | Linke | BIZ | FW | AfD | PARTEI | SfK | WGS | Gesamt | Wahl- beteiligung |
| --- | --- | --- | ----- | --- | --- | ----- | --- | -- | --- | ------ | --- | --- | ------ | ----------------- |
| 2024                                                                                                 | 15  | 10  | 11    | 2   | –   | 2     | –   | 5  | 6   | 2      | –   | 3   | 56     | 60,4 %            |
| 2019                                                                                                 | 14  | 11  | 14    | 2   | –   | 2     | –   | 4  | 4   | 2      | –   | 3   | 56     | 57,7 %            |
| 2014                                                                                                 | 21  | 14  | 8     | 2   | 3   | 2     | 3   | –  | 2   | –      | 1   | –   | 56     | 47,8 %            |
| 2009                                                                                                 | 19  | 14  | 6     | 5   | 5   | 1     | 6   | –  | –   | –      | –   | –   | 56     | 45,3 %            |
| 2004                                                                                                 | 25  | 17  | 5     | 4   | 5   | –     | –   | –  | –   | –      | –   | –   | 56     | 48,3 %            |
| 1999                                                                                                 | 29  | 20  | 3     | 2   | 2   | –     | –   | –  | –   | –      | –   | –   | 56     | 53,2 %            |
| 1994                                                                                                 | 24  | 23  | 5     | 2   | 2   | –     | –   | –  | –   | –      | –   | –   | 56     | 68,2 %            |
| Anmerkungen: FBG = Freie Bürgergruppe Koblenz; SfK = Schängel für Koblenz; WGS = Wählergruppe Schupp |     |     |       |     |     |       |     |    |     |        |     |     |        |                   |

### Stadtoberhäupter seit 1801

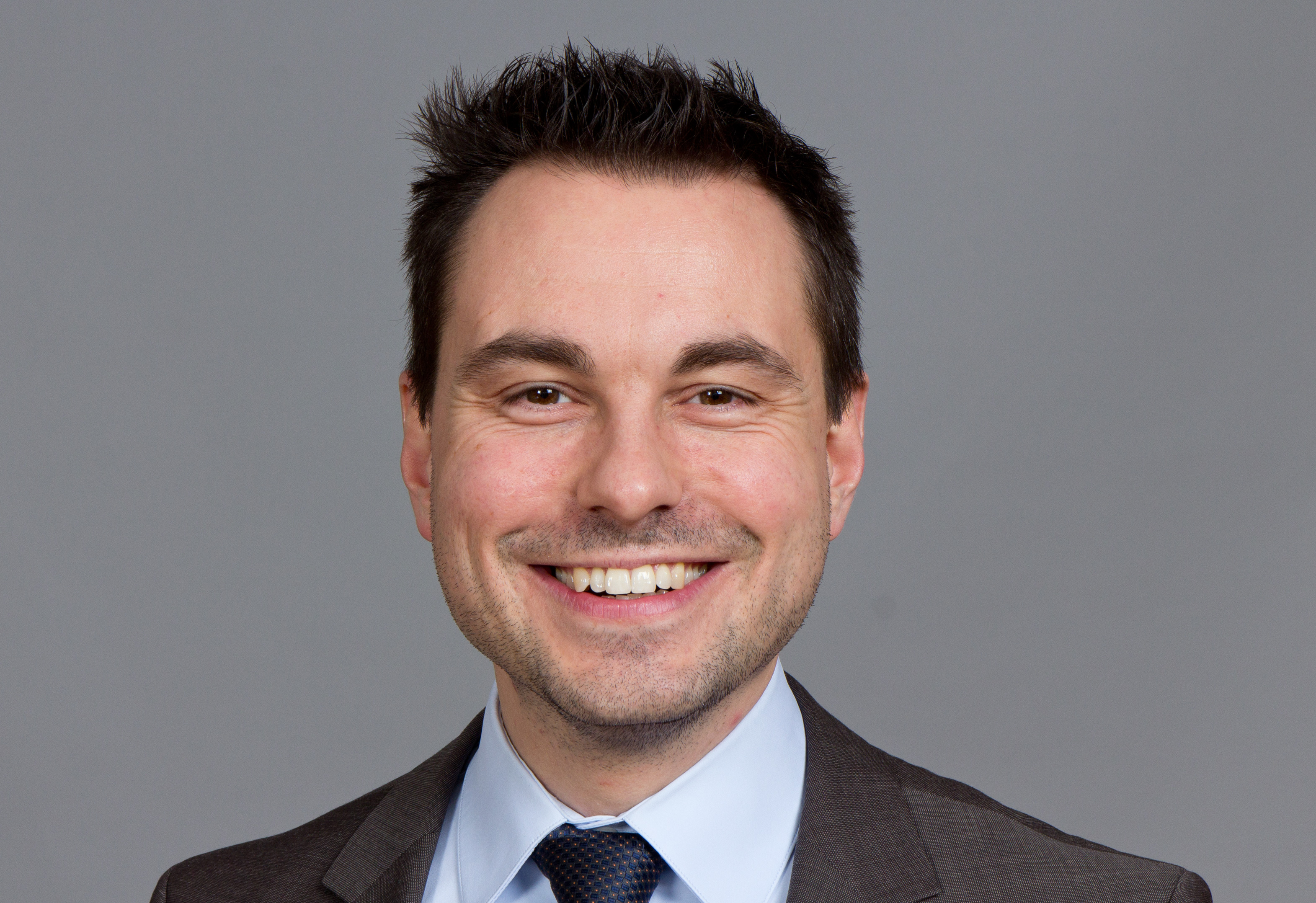
David Langner, Oberbürgermeister seit Mai 2018

Da Koblenz eine kreisfreie Großstadt ist, lautet die Amtsbezeichnung für das Stadtoberhaupt Oberbürgermeister. Dieser wird von den Bürgern in einer Direktwahl für acht Jahre gewählt. Die vorletzte Wahl des Oberbürgermeisters fand (zeitgleich zur Bundestagswahl) am 27. September 2009 statt. In das Amt wurde mit 54,4 Prozent Joachim Hofmann-Göttig, als unabhängiger Kandidat der SPD, gewählt. Er setzte sich damit gegen seinen Konkurrenten Peter Labonte (CDU), Oberbürgermeister der Stadt Lahnstein, durch. Dienstantritt des Oberbürgermeisters war der 1. Mai 2010. Sein Nachfolger wurde am 15. Oktober 2017 in einer Stichwahl bestimmt: Gewählt wurde David Langner (SPD) mit 69,8 % der abgegebenen Stimmen, auf seinen Mitbewerber Bert Flöck (CDU) entfielen 30,2 %. Langner trat sein Amt am 1. Mai 2018 an.
Maire
- 1801–1804: Peter Franz Elz
- 1804–1808: Johann Nikolaus Nebel
- 1808–1811: Johann Dominik Gayer
- 1812–1813: Emmerich Joseph von Eltz-Rübenach
- 1813–1814: Johann Josef Mazza

Oberbürgermeister
- 1814–1818: Johann Josef Mazza
- 1818–1847: Abundius Maehler
- 1847–1857: Friedrich Wilhelm Alexander Bachem
- 1857–1867: Hubert Josef Cadenbach
- 1867–1887: Karl Heinrich Lottner
- 1888–1900: Emil Schüller
- 1900–1914: Karl Ortmann
- 1915–1919: Bernhard Clostermann
- 1919–1931: Karl Russell, Zentrum
- 1931–1933: Hugo Rosendahl, Zentrum
- 1933–1939: Otto Wittgen, NSDAP
- 1939–1940: Theodor Habicht, NSDAP
- 1940–1945: Nikolaus Simmer, NSDAP
- 1945: Konrad Gorges, NSDAP
- 1945: Franz Lanters, NSDAP[24]
- 1945–1946: Wilhelm Kurth, SPD
- 1946: Wilhelm Guske, SPD
- 1946–1960: Josef Schnorbach, CDU
- 1960–1972: Willi Werner Macke, CDU
- 1972–1994: Willi Hörter, CDU
- 1994–2010: Eberhard Schulte-Wissermann, SPD
- 2010–2018: Joachim Hofmann-Göttig, SPD
- seit 2018: David Langner, SPD

### Stadtvorstand
Der Stadtvorstand setzt sich zusammen aus dem Oberbürgermeister und den drei Beigeordneten (Bürgermeister, Kulturdezernent und Baudezernent), womit alle vier Dezernate der Stadtverwaltung im Stadtvorstand repräsentiert sind. Den Vorsitz im Stadtvorstand führt der Oberbürgermeister, der als einziger in einer Urwahl bestimmt wird. Die Beigeordneten hingegen werden vom Stadtrat gewählt. Seit 2018 heißt die Bürgermeisterin Ulrike Mohrs (CDU). Das Bildungs- und Kulturdezernat wird seit dem 16. Dezember 2023 von Ingo Schneider geleitet, Andreas Lukas leitet seit dem 1. Mai 2024 das Baudezernat.

### Landes- und Bundespolitik
Auf Landesebene ist Koblenz in zwei Wahlkreise unterteilt. Zum Wahlkreis Koblenz gehören alle linksrheinischen Ortsbezirke der Stadt. Bei der Landtagswahl 2021 gewann Anna Köbberling (SPD) hier das Direktmandat. Über die Landesliste wurden Joachim Paul (AfD), Herbert Mertin (FDP) und Carl-Bernhard von Heusinger (Grüne) in den Landtag gewählt. Das Direktmandat im Wahlkreis Koblenz/Lahnstein, der die rechtsrheinischen Gebiete von Koblenz umfasst, hat derzeit Roger Lewentz (SPD) inne.
Auf Bundesebene gehört die Stadt zum Bundestagswahlkreis Koblenz. Direkt gewählter Abgeordneter ist seit der Bundestagswahl 2017 Josef Oster (CDU). Daneben gehört der über die Landesliste gewählte Thorsten Rudolph (SPD) dem Bundestag an.

### Wappen
|  |  |
|  |  |

| Wappen von Koblenz | Blasonierung: „In Silber ein durchgehendes rotes Balkenkreuz, belegt mit einer goldenen Krone mit drei langstieligen rautenkleeblättrigen Zinken.“ |
| Wappen von Koblenz | Wappenbegründung: Die Stadtfarben sind Rot-Weiß. Das heutige Wappen taucht erstmals im 14. Jahrhundert auf. Das Kreuz auf silbernem Grund steht für das Wappen des Erzbistums Trier, dem Koblenz seit 1018 angehörte und dessen Residenzstadt Koblenz-Ehrenbreitstein etwa 1629 bis 1786 sowie Koblenz von 1786 bis 1794 war. Die auf den Kreuzungspunkt des Kreuzes gelegte goldene Krone ist das lokale Wappensymbol und steht für die Himmelskönigin Maria, die Schutzpatronin der Stadt, der die Stadtpfarrkirche „Unserer lieben Frau“ geweiht ist. |

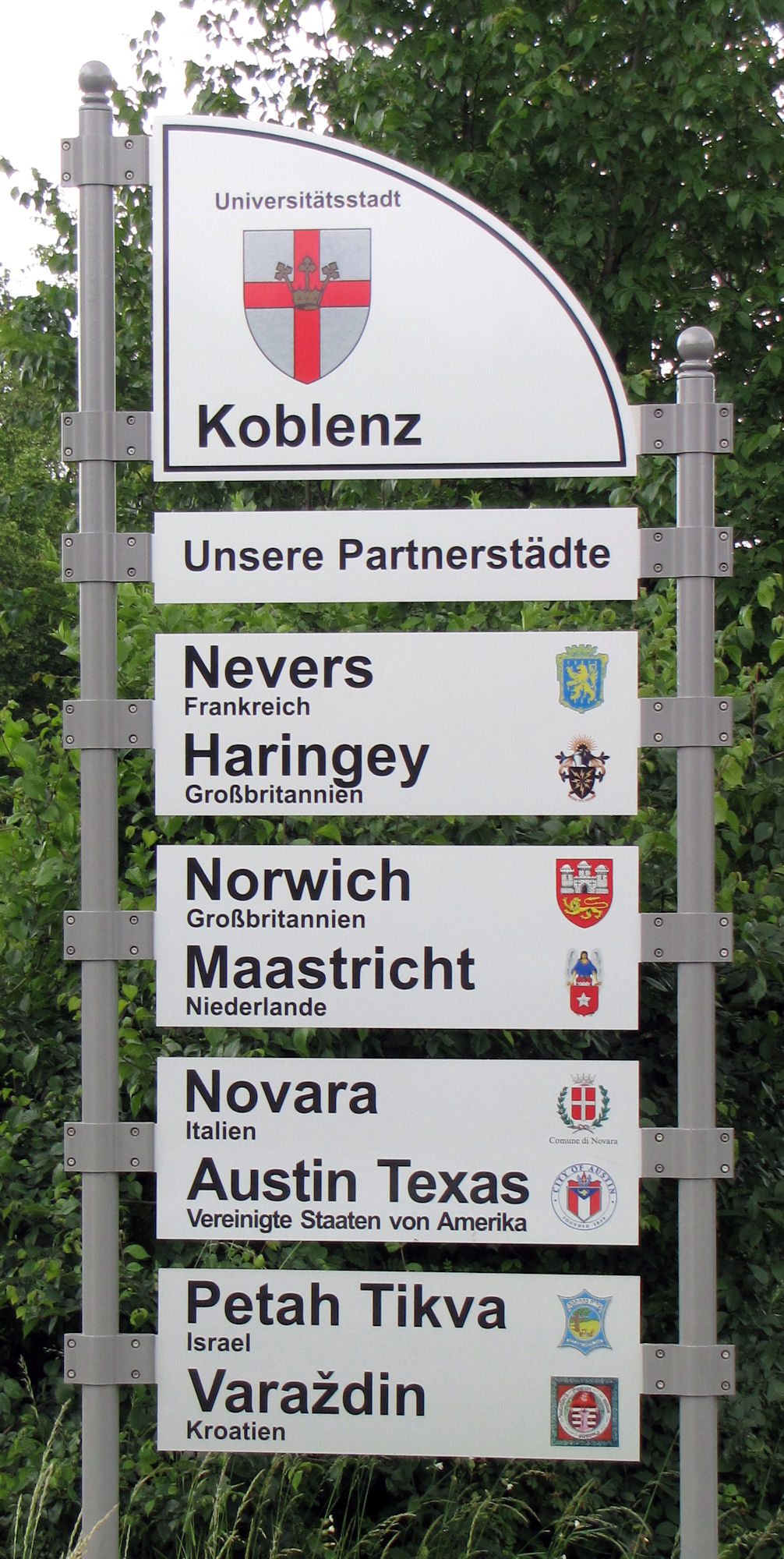
Partnerstädte von Koblenz

Im Jahr 1810 erhielt die Stadt ein neues Wappen, das jedoch offenbar nie zur Anwendung kam. Ab 1814 führte Koblenz definitiv wieder das vertraute Wappen.
In der Zeit, in der Koblenz eine königlich-preußische Residenzstadt war (1850–1918), fand auch eine Variante des bis heute üblichen Wappens Verwendung; bei ihr war eine zweite, königliche Krone über das Wappen gesetzt.

### Partnerstädte
Koblenz unterhält Städtepartnerschaften weltweit bisher zu acht Städten:
- Nevers (Frankreich), seit 1963
- London Borough of Haringey (Vereinigtes Königreich), seit 1969
- Norwich (Vereinigtes Königreich), seit 1978
- Maastricht (Niederlande), seit 1981
- Novara (Italien), seit 1991
- Austin (Texas, Vereinigte Staaten), seit 1992
- Petah Tikva (Israel), seit 2000
- Varaždin (Kroatien), seit 2007

### Klimanotstand
Am 26. September 2019 hat der Koblenzer Stadtrat den Klimanotstand ausgerufen. Er stimmte mit einer knappen Mehrheit von Grünen, SPD und Linken dem entsprechenden Antrag zu.

## Religionen

### Konfessionsstatistik
Der Anteil der katholischen und evangelischen Kirchenmitglieder sinkt seit vielen Jahren in Koblenz. In Koblenz stellt mit 50,4 % (Stand Anfang 2025) die Gruppe derjenigen die Mehrheit, die einer sonstigen oder keiner öffentlich-rechtlichen Glaubensgemeinschaft angehört.

### Christentum

#### Katholisch
Die Katholiken in Koblenz sind in 29 Pfarreien organisiert, welche sich zu 5 Pfarreiengemeinschaften zusammengeschlossen haben und dem Dekanat Koblenz im Bistum Trier angehören. Eine Vielzahl katholischer Vereine wie der Sozialdienst katholischer Frauen (SkF), der Leseverein, das Kolpingwerk mit dem Kolpinghaus, die DJK, Jugendverbände (Pfadfinder, KSJ, KaJu) und Einrichtungen wie die Caritas mit ihren vielfältigen sozialen Einrichtungen und Aktivitäten prägen das gesellschaftliche Leben in Koblenz mit. Eine der drei bischöflichen Pressestellen hat ihr Büro in Koblenz (neben Trier und Saarbrücken).
Durch die Zugehörigkeit zum Erzstift Trier (Amt und Stadt Coblenz) wurde die Stadt Koblenz über Jahrhunderte von den Bischöfen von Trier regiert.

#### Klöster und Orden in Koblenz
Im Ortsteil Arenberg steht das Kloster Arenberg, in dem die Arenberger Dominikanerinnen (Schwestern der heiligen Katharina von Siena) leben. In den Pfarrer-Kraus-Anlagen zwischen Arenberg und Immendorf wurde von 1845 bis 1860 von Pfarrer Johann Baptist Kraus die Landschaftsbilderbibel Die heiligen Orte zu Arenberg, genannt Roter Hahn geschaffen, die seit 1987 unter Denkmalschutz steht. In Pfaffendorf steht das Kloster Bethlehem der Klarissen-Kapuzinerinnen von der Ewigen Anbetung. Das Gebäude des 1904 von Mutter M. Ignatia von Herling gegründeten Klosters wurde 1944 zu zwei Dritteln zerstört und wird seit 1953 von den Schwestern wieder bewohnt. Im Ortsteil Ehrenbreitstein befindet sich seit 1628 das Kapuzinerkloster Koblenz.
Im ehemaligen Jesuitenkloster am Jesuitenplatz lebt ein Konvent der Arnsteiner Patres. Im Katholischen Klinikum Koblenz-Montabaur und dessen Vorläufern wirkt seit über 150 Jahren die Kongregation der Schwestern vom Heiligen Geist.

#### Evangelisch
Während der Reformationszeit gab es lediglich einige wenige evangelische Gemeindemitglieder in benachbarten Gemeinden. Durch das im Jahr 1784 von dem Trierer Kurfürst Clemens Wenzeslaus von Sachsen erlassene Toleranzedikt wurden reiche Evangelische offiziell geduldet und ihr Zuzug gestattet. 1802 erhielten diese die Kapelle des früheren Dominikanerinnenklosters St. Martin in der Görgengasse als Gottesdienstraum. Als Koblenz 1815 Hauptstadt der preußischen Rheinprovinz wurde, nahm die Zahl evangelischer Gemeindemitglieder stärker zu. 1818 wies ihnen Friedrich Wilhelm III. die schon früher säkularisierte Florinskirche zu, die er gegen Entschädigung aus städtischem Besitz enteignet hatte. Im Jahre 1902 wurde schließlich die Christuskirche gebaut. Gegenwärtig gehören die evangelischen Kirchengemeinden – sofern sie nicht einer Freikirche angehören – zum Kirchenkreis Koblenz der Evangelischen Kirche im Rheinland.

#### Weitere Konfessionen
In Koblenz gibt es eine Reihe weiterer christlicher Gemeinschaften. Diese sind u. a. die altkatholische Pfarrgemeinde St. Jakobus, die Freie Christengemeinde bzw. das Christuszentrum, die Assemblée Évangelique de Koblenz, die Evangelische Stadtmission, die Freie evangelische Gemeinde, die rumänisch-orthodoxe Kirchengemeinde Epiphania, die russisch-orthodoxe Kirchengemeinde und die Neuapostolische Gemeinde. In der St.-Jakobus-Kapelle Am Alten Hospital feiert die altkatholische Pfarrgemeinde ihre Gottesdienste.
Die Konfessionen und Gemeinschaften vertreten ihre gemeinsamen Interessen in der Arbeitsgemeinschaft christlicher Kirchen (ACK) Koblenz.

### Judentum

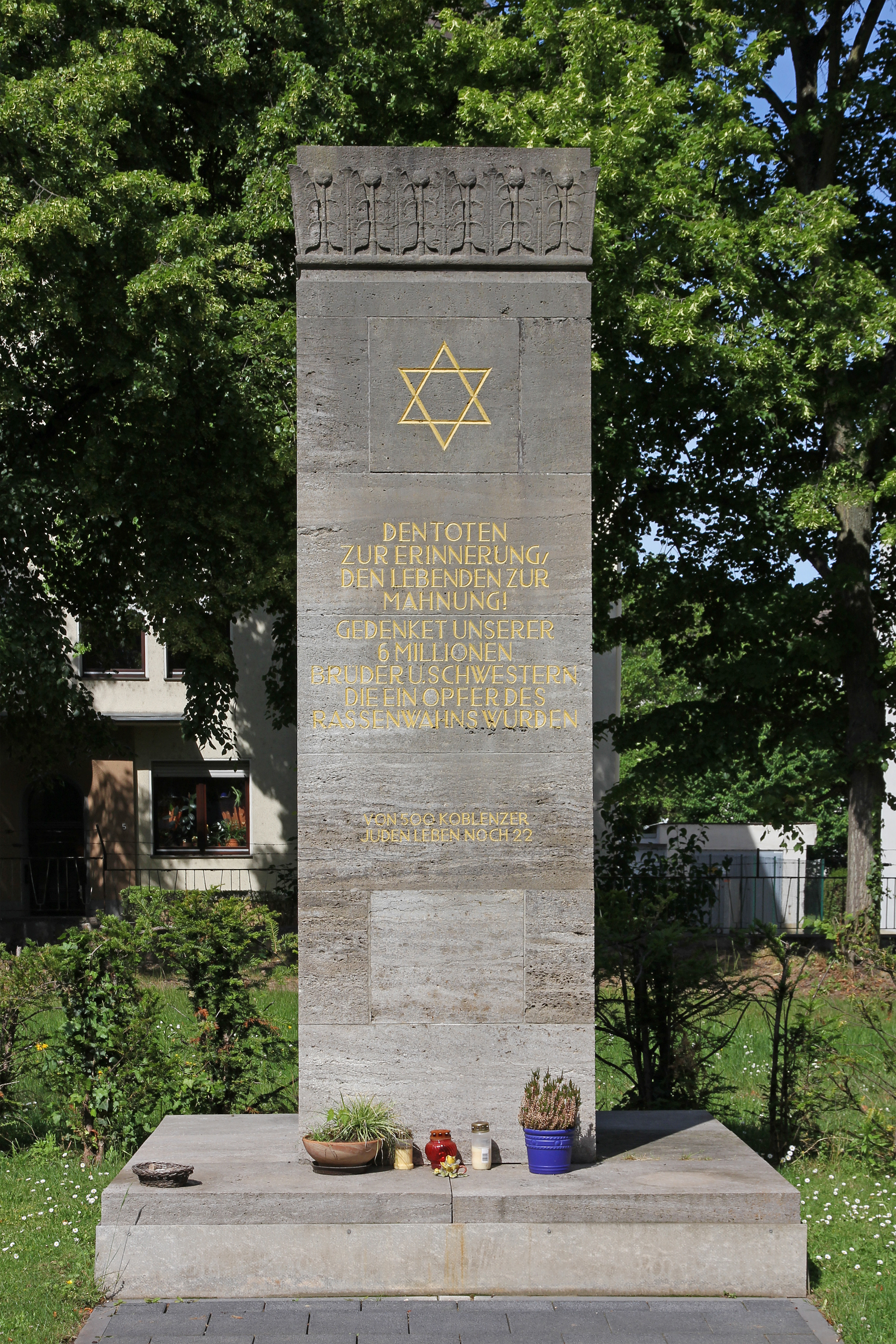
Denkmal an die von den Nationalsozialisten ermordeten Juden auf dem jüdischen Friedhof

Jüdisches Leben, mit einer bedeutenden Gemeinde, gibt es in Koblenz, mit Unterbrechungen aufgrund von Pogromen, seit dem Mittelalter und wurde erstmals 1104 in einer Zollordnung erwähnt. Die ehemalige Judengasse, heutige Münzstraße, war das Zentrum des jüdischen Viertels in Koblenz.
Unter französischer Herrschaft wurde 1808 das Consistoire Koblenz geschaffen, das die inneren Angelegenheiten der Juden regelte. Die Synagoge Koblenz befand sich seit 1851 im vom Koblenzer Baumeister Johann Claudius von Lassaulx umgebauten Bürresheimer Hof, einem Adelshof aus dem Jahre 1660. In der Reichspogromnacht vom 9./10. November 1938 wurde die Einrichtung völlig verwüstet, genau so wie der Jüdische Friedhof im Stadtteil Rauental.
In der dortigen 1925 errichteten Trauerhalle wurden aber noch bis zur Deportation Gottesdienste gehalten. Nach dem Krieg wurde diese Halle von französischen Soldaten wieder hergerichtet und dient seither als Synagoge und Gemeindehaus der kleinen Gemeinde. Der im Krieg zerstörte Bürresheimer Hof wurde in seiner barocken Form wieder aufgebaut und diente bis 2013 als Bücherei. Innerhalb der Bücherei wurde ein Gedenkraum für die Opfer des Nationalsozialismus eingerichtet. Am Gebäude ist eine Gedenktafel zur Erinnerung an die Synagoge angebracht.

### Islam

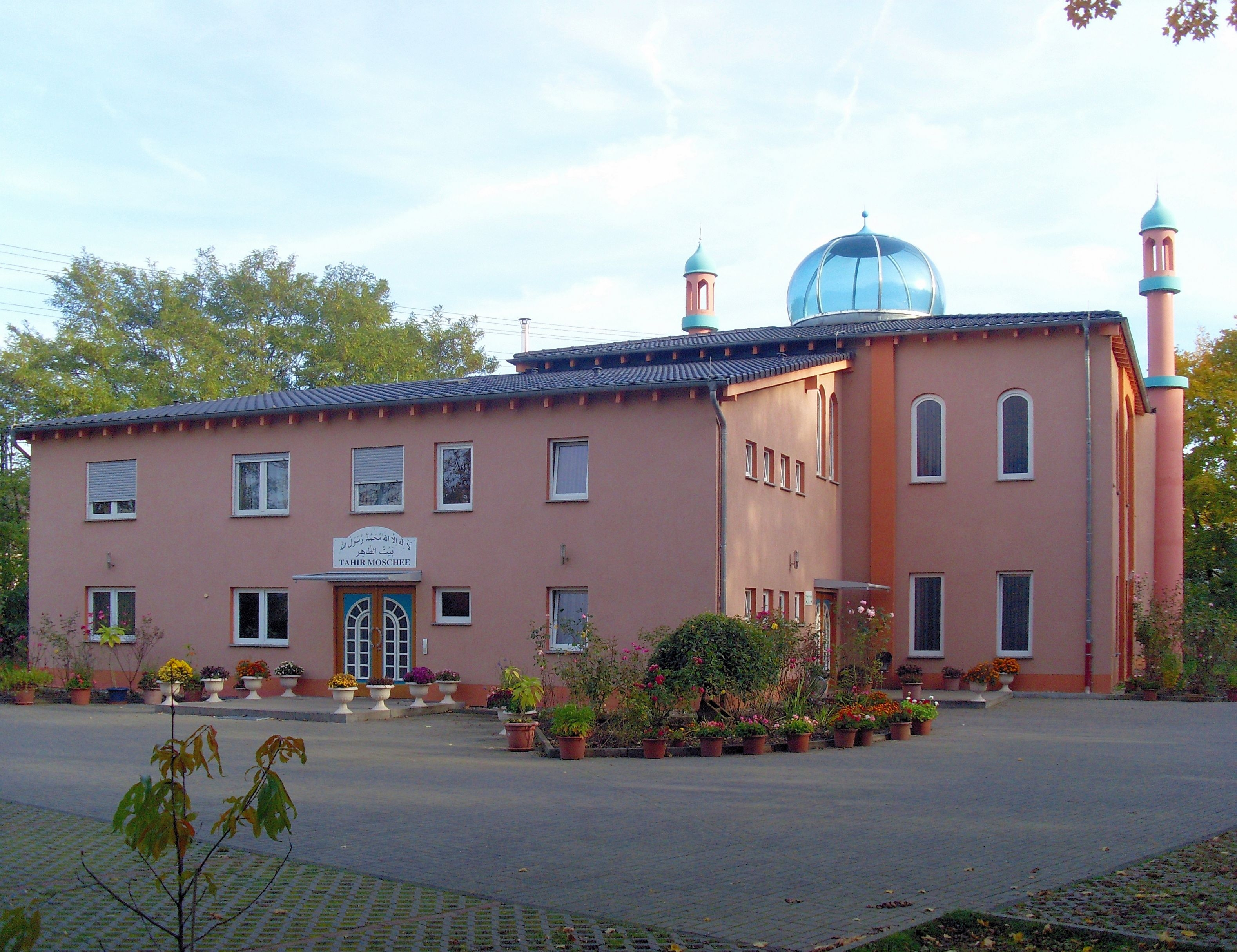
Tahir-Moschee

Moscheen betreiben die Islamverbände Türkisch-Islamische Union der Anstalt für Religion/DITIB (Emir Sultan Camii), der Verband der Islamischen Kulturzentren/VIKZ (Süleymaniye Camii), die Islamisch Bosnische Gemeinschaft e. V. (Bosnische Moschee) und die pakistanische Gemeinschaft Pak Dar-ul-Islam e. V. (Aqsa-Moschee). Außerdem besteht noch der „Verein der islamischen Kultur Koblenz“, welcher bis zur Schließung aus baurechtlichen Gründen Anfang 2018 die einzige arabischsprachige Moschee in Koblenz betrieb.
Im Mai 2004 wurde im Stadtteil Lützel die Tahir-Moschee der Ahmadiyya Muslim Jamaat eröffnet. Dies ist der erste repräsentative islamische Sakralbau in Koblenz.
Im Jahr 2015 wurde die Arbeitsgemeinschaft muslimischer Gemeinden in Koblenz gegründet.

## Kultur und Sehenswürdigkeiten

### Theater
- Theater Koblenz
- Kulturfabrik (KuFa)
- Theater am Ehrenbreitstein
- Café Hahn
- Das Ensemble Koblenz

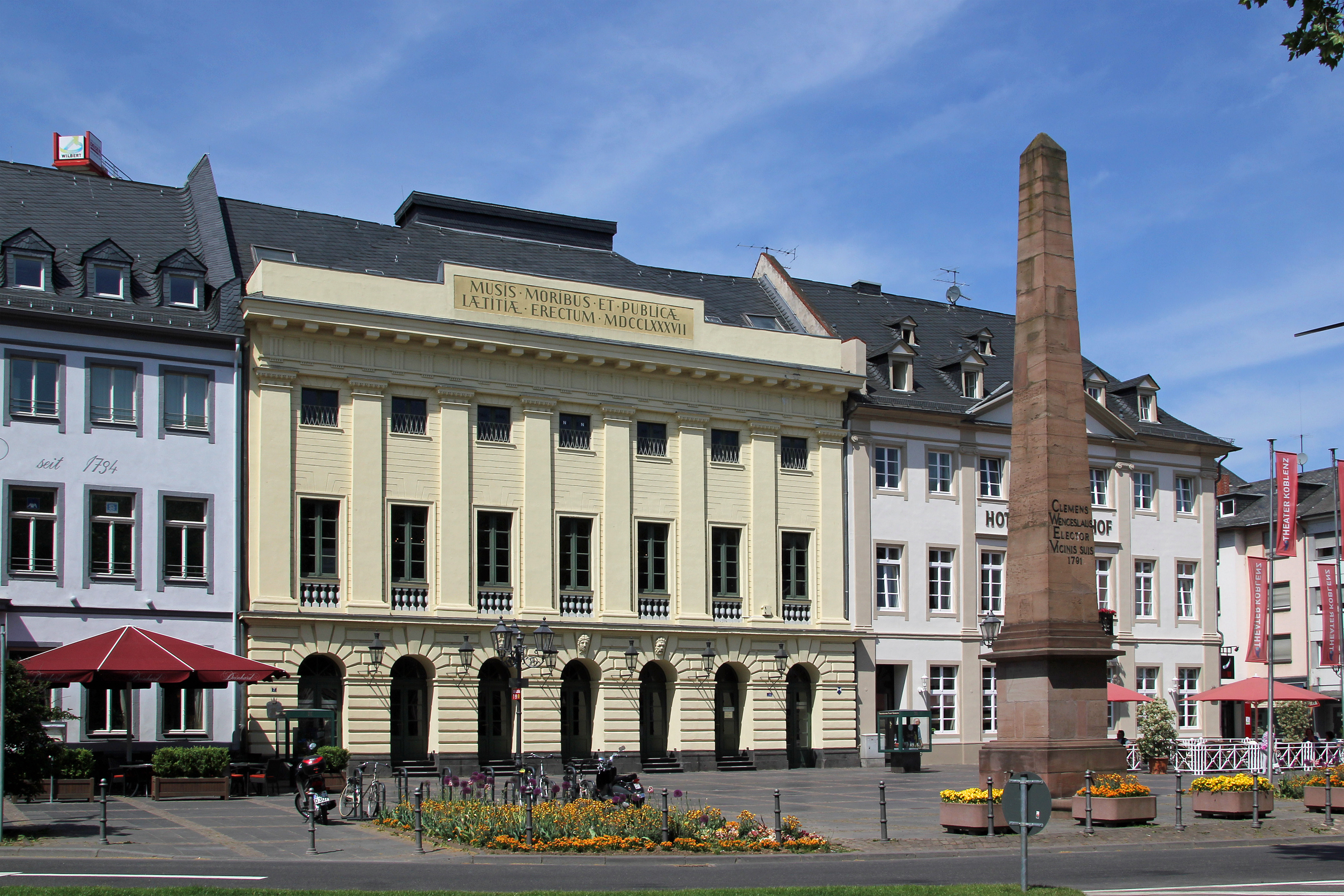
Theater Koblenz

- Konradhaus (seit 2014 geschlossen)

### Museen
- DB Museum Koblenz
- Deinhard-Kellermuseum
- Haus Metternich

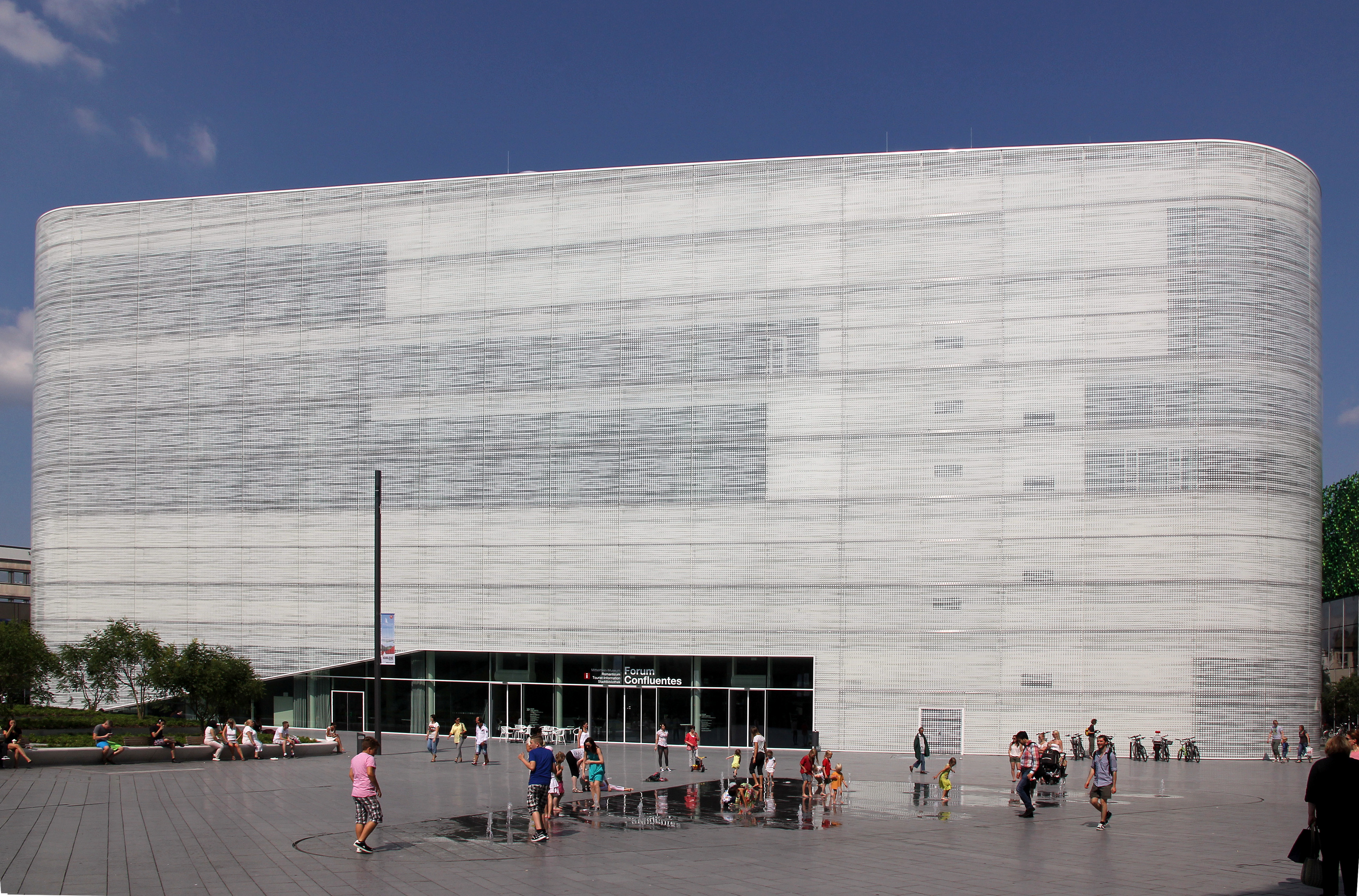
Im Forum Confluentes sind seit 2013 das Mittelrhein-Museum, die Stadtbibliothek und das Romanticum untergebracht

- Landesmuseum Koblenz auf der Festung Ehrenbreitstein
- Ludwig Museum im Deutschherrenhaus
- Mittelrhein-Museum im Forum Confluentes
- Mosellum an der Staustufe Koblenz
- Mutter-Beethoven-Haus (Beethoven-Gedenkstätte)
- Rhein-Museum Koblenz, Museum für Kulturgeschichte und Schifffahrt
- Rheinisches Fastnachtsmuseum im Kehlturm des Fort Konstantins
- Museum im Schloss Stolzenfels
- Wehrtechnische Studiensammlung Koblenz (WTS)
- Romanticum Koblenz
- Dauerausstellung „Koblenz im Zweiten Weltkrieg“ im Fort Konstantin

### Musik

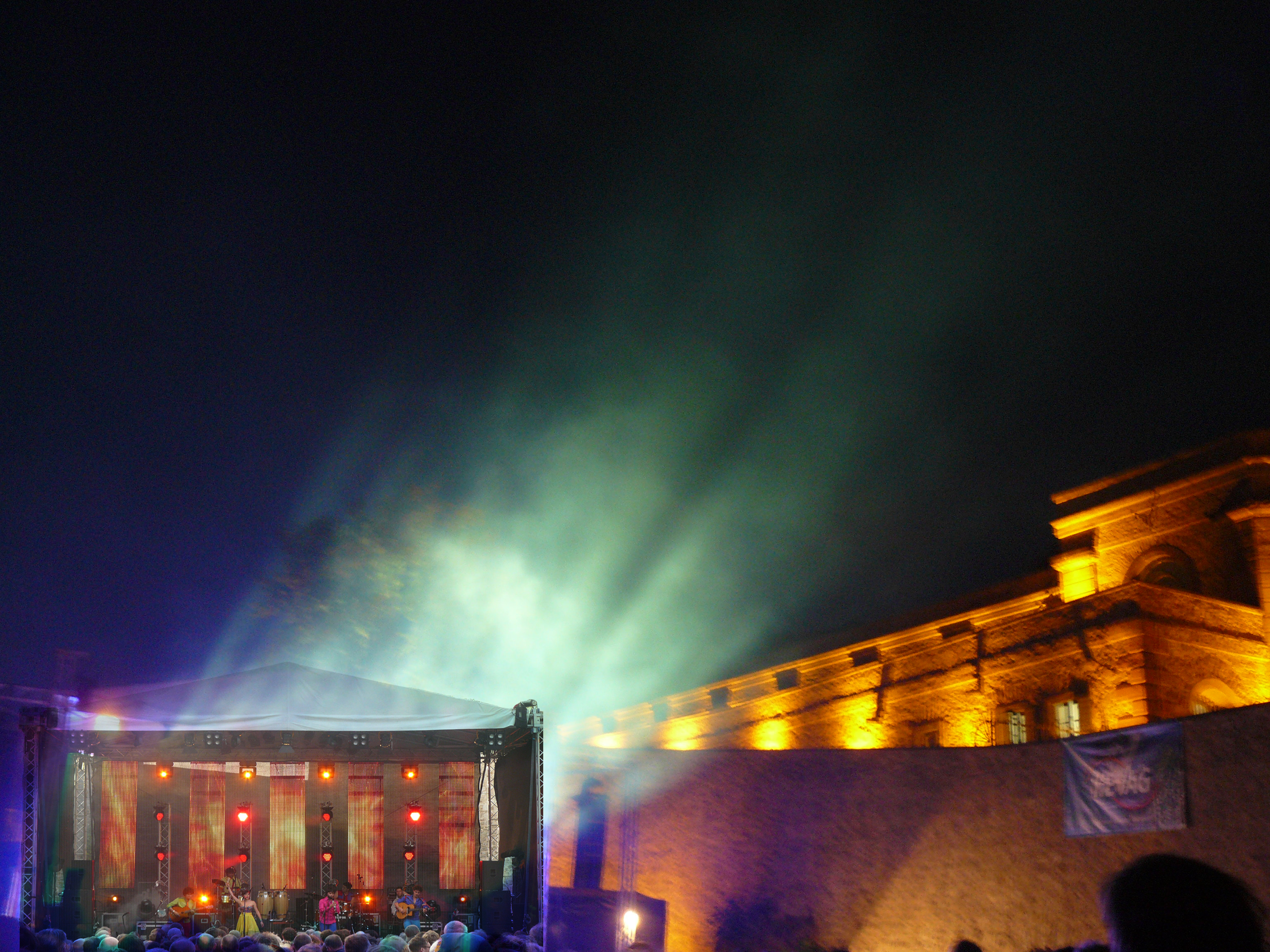
Weltmusikfestival Horizonte auf der Festung Ehrenbreitstein

Koblenz ist bekannt für seine alternative Musikszene, aus der unter anderem Bands und Projekte wie Blackmail, Desaster, KEN, Scumbucket, Hekate, Mill und Heldmaschine (Völkerball) hervorgingen.
Das international bekannte Festival für klassische Gitarre Koblenz International Guitar Festival & Academy findet seit 1993 in Folge statt. Die Besucher erwarten Konzerte, Meisterkurse, Workshops, Vorträge sowie der Gitarrenwettbewerb Koblenz International Guitar Competition „Hubert Käppel“.
Das ebenfalls jährlich stattfindete Weltmusikfestival Horizonte wurde zum ersten Mal 2003 veranstaltet. Bei dem Openair-Festival präsentieren Künstler aller fünf Kontinente eine Mischung aus traditioneller und zeitgenössischer Musik ihrer jeweiligen Heimat. Musiker und Musikerinnen wie z. B. Calexico, Daniela Mercury, Nigel Kennedy oder Jorge Ben Jor waren zu Gast beim Weltmusikfestival Horizonte. Bei dem Fest auf der Festung Ehrenbreitstein geht es vor allem darum, interkulturelle Kontakte zu fördern und den Künstlern die Möglichkeit zu bieten, ihre jeweilige Kultur zu präsentieren.
Koblenz ist darüber hinaus Sitz eines der drei rheinland-pfälzischen Landesorchester, des Staatsorchesters Rheinische Philharmonie. Das Orchester, dessen Wurzeln bis ins Jahr 1654 zurückreichen, spielt in Koblenz u. a. jährlich acht große Sinfoniekonzerte in der Rhein-Mosel-Halle, die vom Musik-Institut Koblenz veranstaltet werden. Eigene Konzertveranstaltungen finden im Görreshaus in der Koblenzer Altstadt statt. Das Görreshaus ist Proben- und Konzertsaal des Orchesters und zählt mit seinem historischen Görressaal zu den schönsten Profanbauten am Mittelrhein. Seit 1945 bestreitet die Rheinische Philharmonie alle Opernproduktionen des Theaters Koblenz.
Der Verein Alte Musik am Mittelrhein e. V. fördert und organisiert Konzerte mit Alter Musik unter Berücksichtigung der historischen Aufführungspraxis. Die Cappella Confluentes und das Ensemble Cappella Musica Sacra spielen Alte Musik auf Originalinstrumenten der jeweiligen Zeit oder auf originalgetreuen Nachbauten.
Das Deutsche Saxophon Ensemble hat seinen Sitz im Ort.
Der seit 1964 bestehende Fanfarenzug Koblenz-Karthause holte 2007 die Landesmeisterschaft des Landesverbandes für Spielmannswesen nach Koblenz und erspielte eine Silbermedaille. Im Jahr 2009 fand diese Veranstaltung erneut in Koblenz statt und 2015 wurde der Fanfarenzug Karthause zweifacher Rheinland-Pfalz-Meister. Bei der ersten Teilnahme an deutschen Meisterschaften in Lindau/Harz im Jahr 2016 errang der Fanfarenzug Karthause drei deutsche Meistertitel. Der Jugendzug wie der Seniorenzug wurden in der Klasse Naturton erweitert.

### Bauwerke

#### Schlösser und Burgen

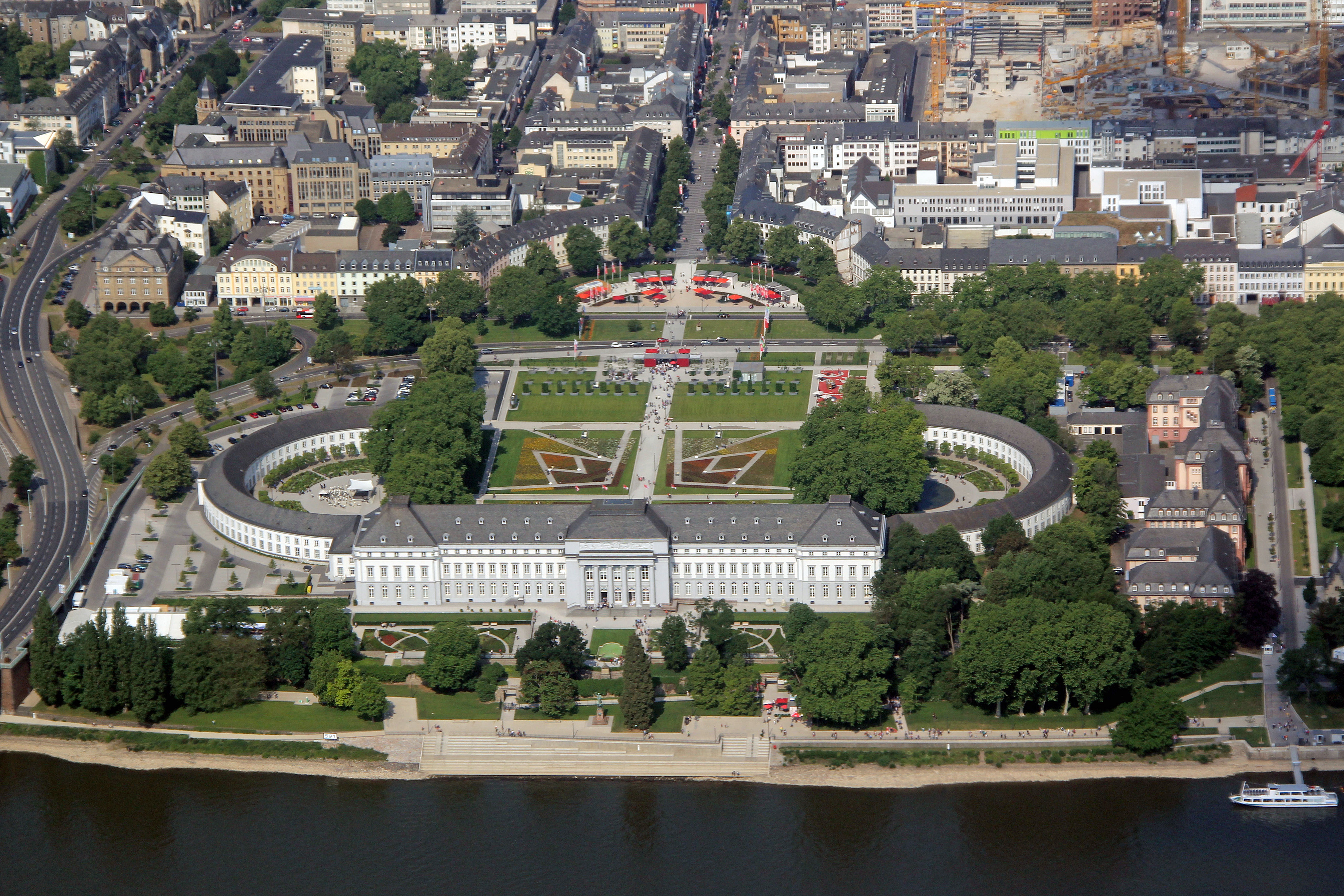
Kurfürstliches Schloss

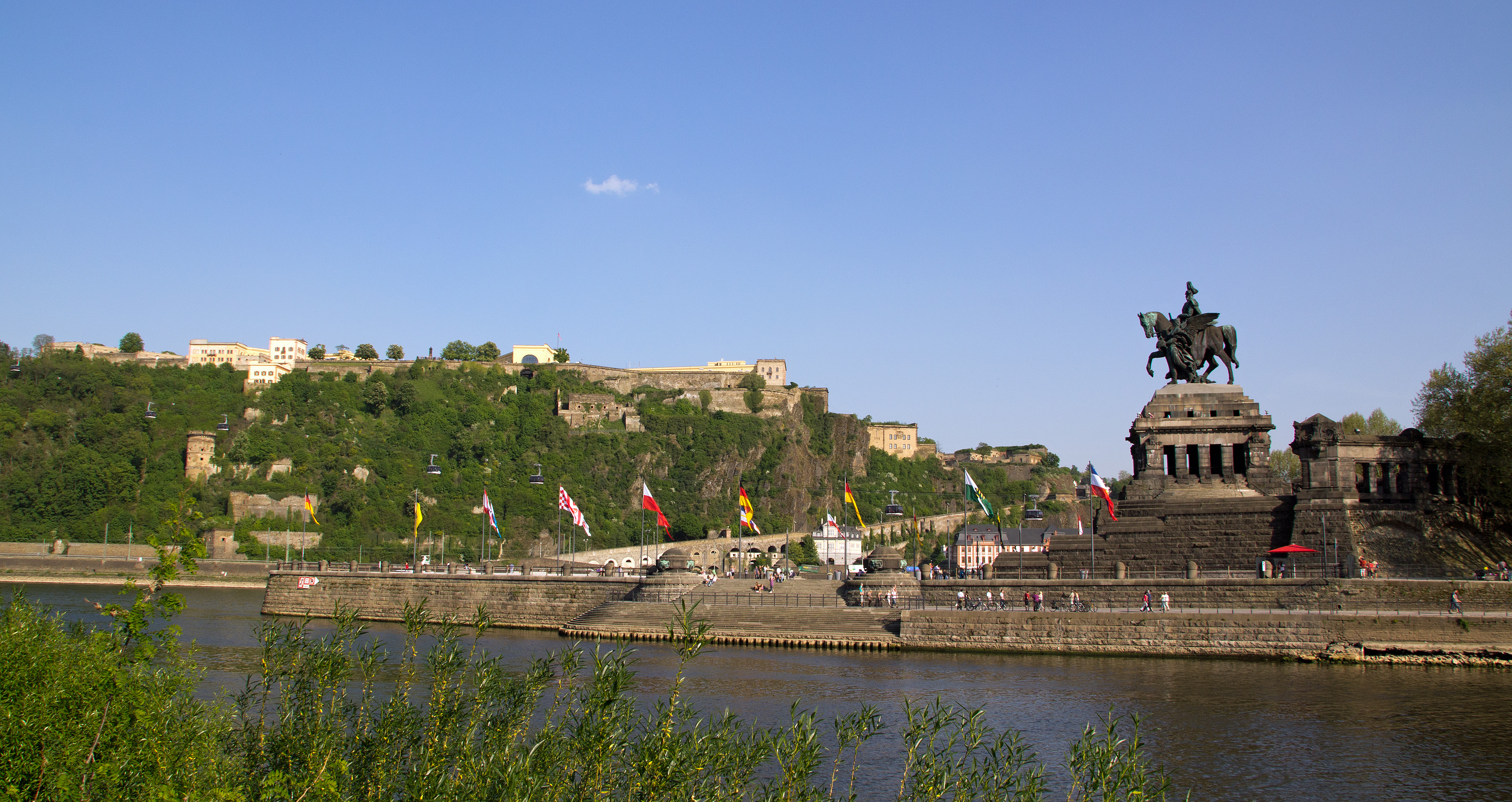
Deutsches Eck im Vordergrund, im Hintergrund die Festung Ehrenbreitstein

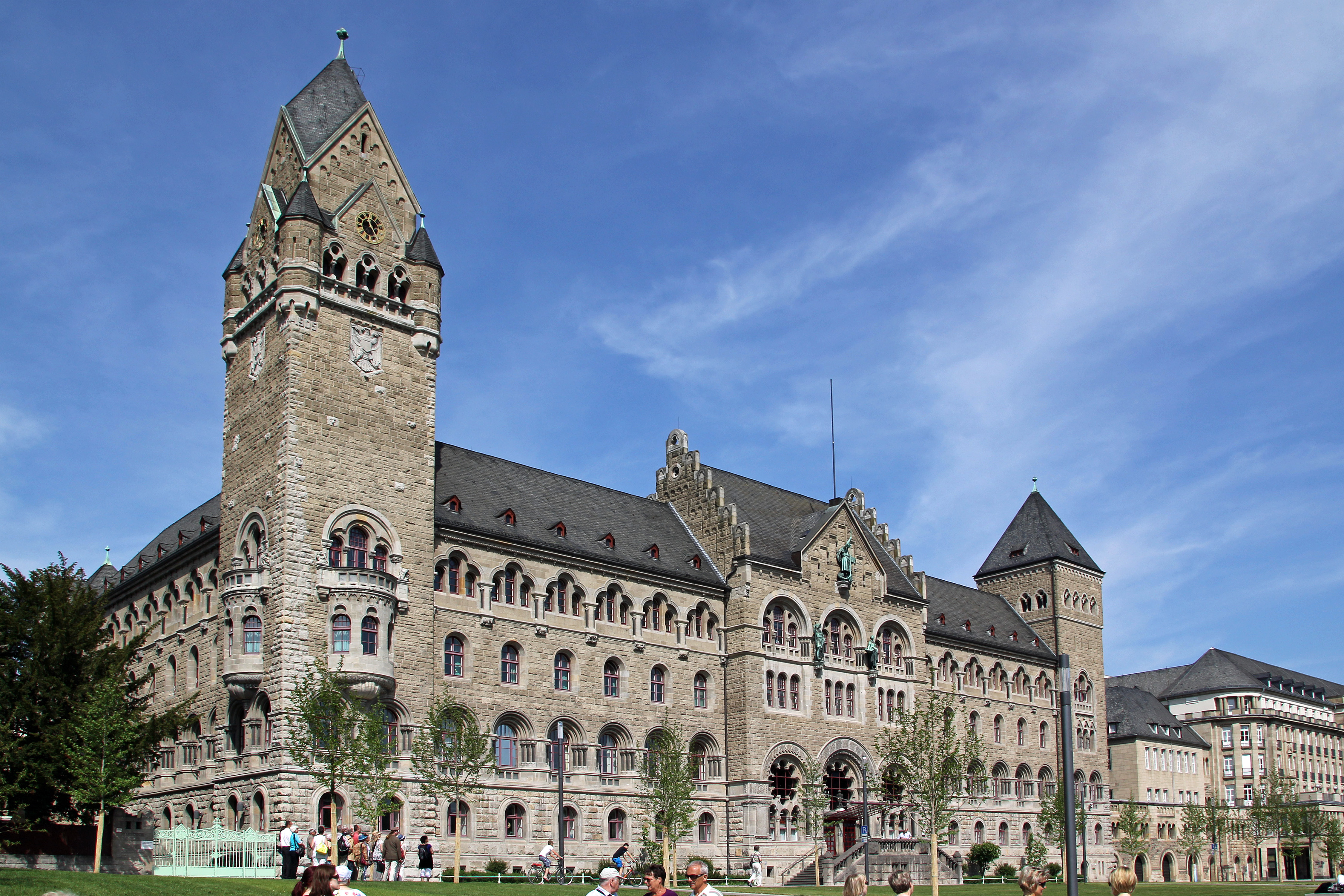
Ehemaliges preußisches Regierungsgebäude in den Rheinanlagen in Koblenz, heute Sitz des BAAINBw

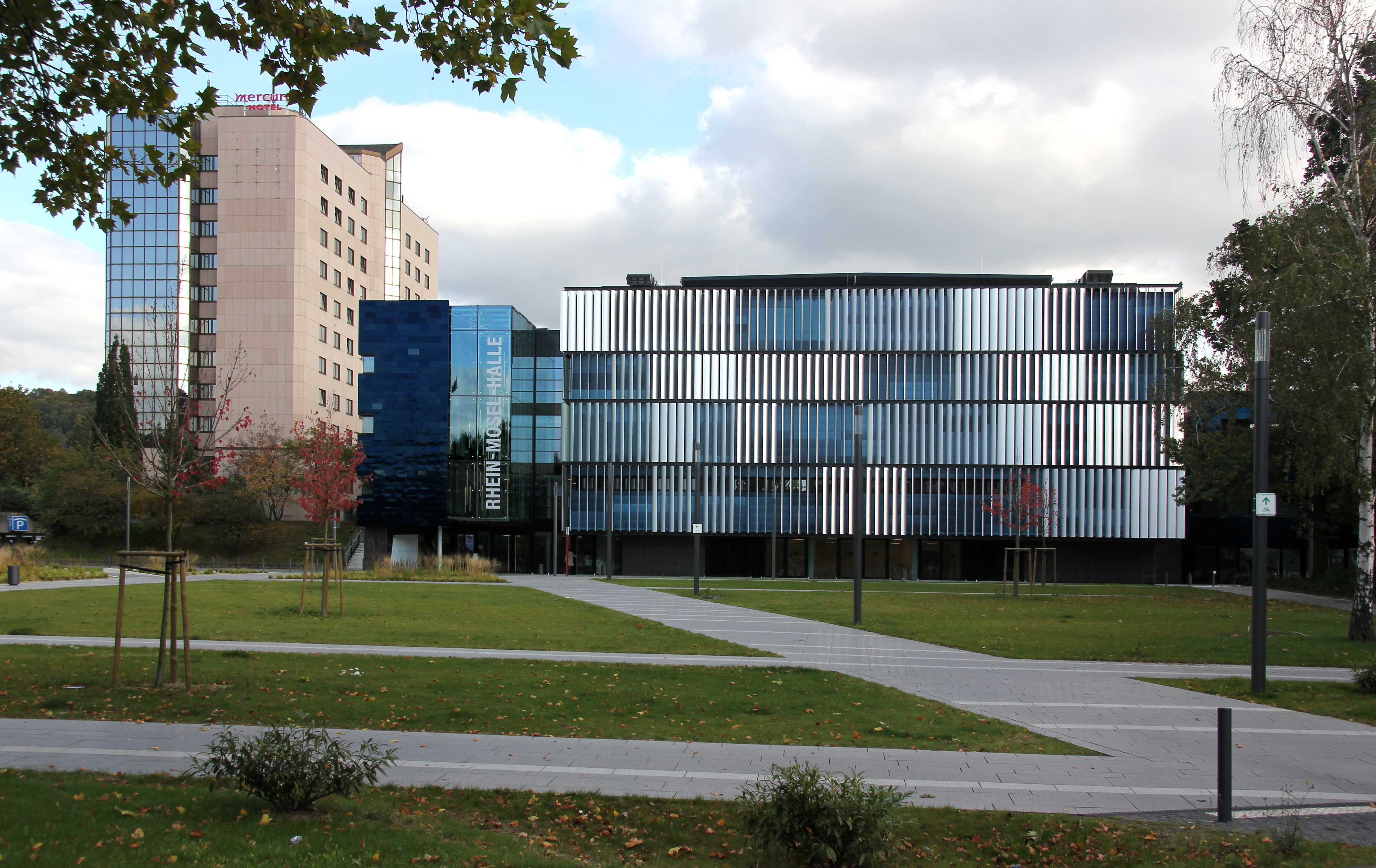
Rhein-Mosel-Halle

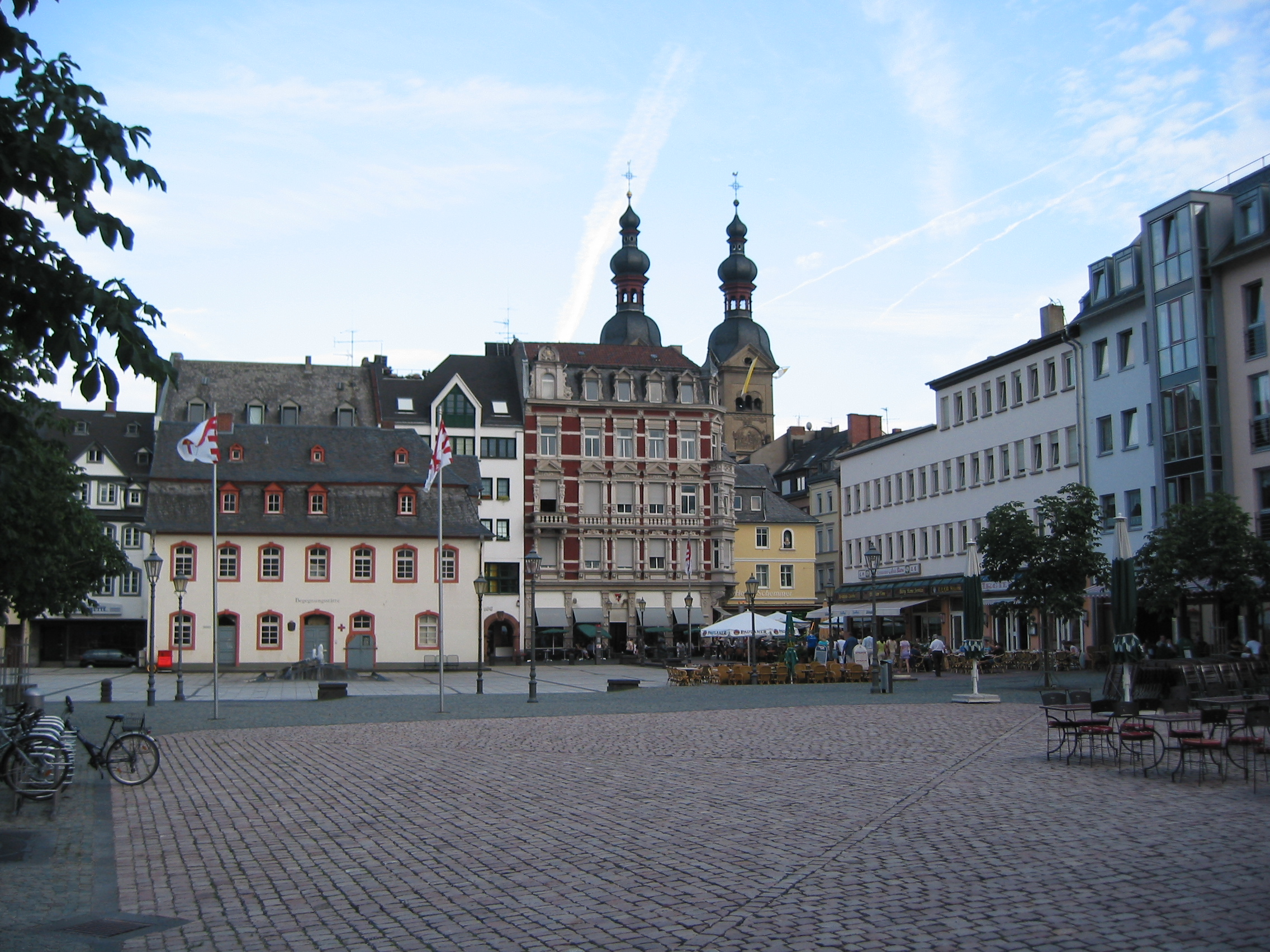
Münzplatz

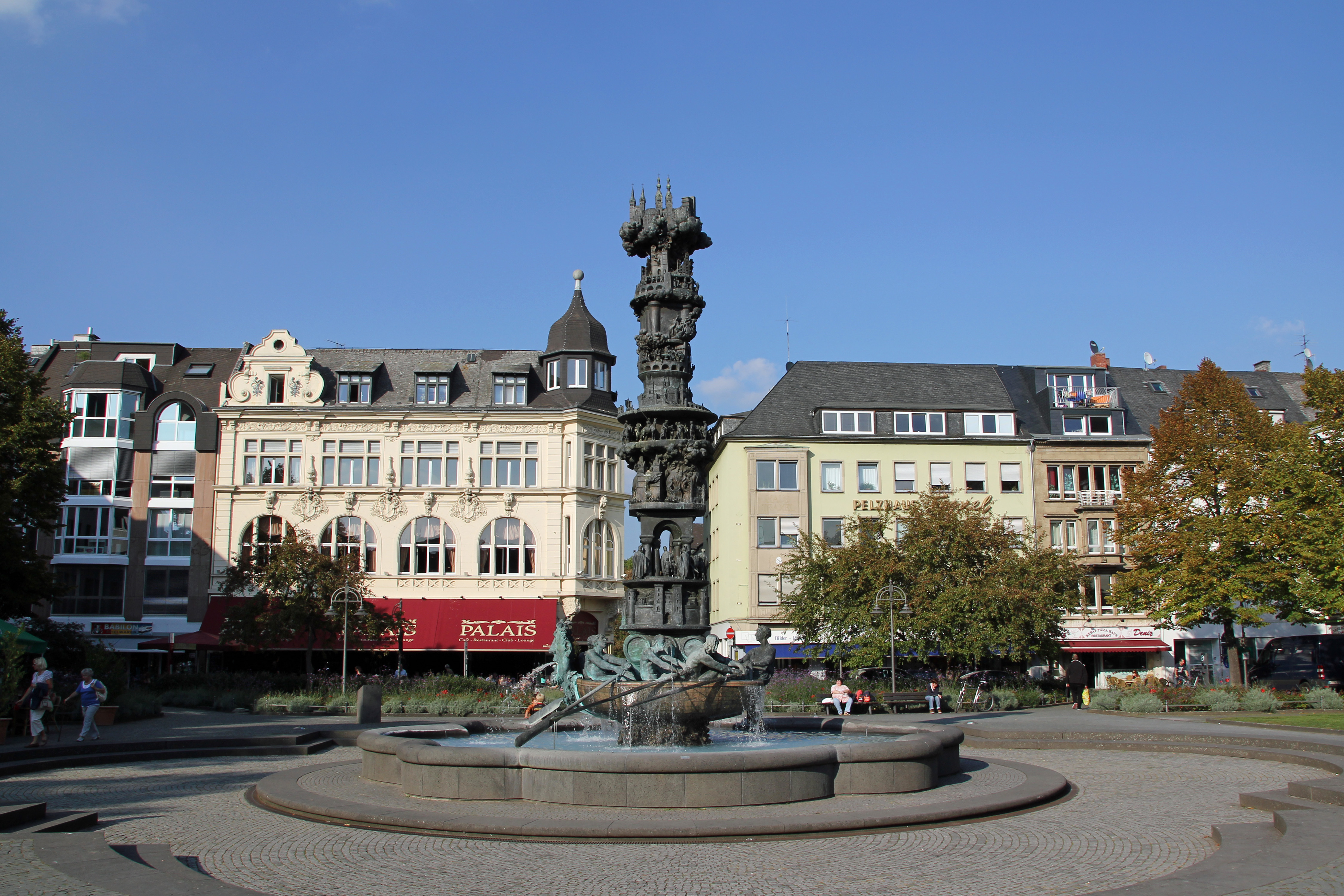
Historiensäule auf dem Görresplatz

- Kurfürstliches Schloss: Das am Rhein gelegene und von 1777 bis 1793 erbaute Schloss war die letzte Residenz der Kurfürsten von Trier. Seit 1960 ist es Eigentum des Bundes und beherbergt heute unter anderem Büros der BIMA.
- Alte Burg: Die ehemalige kurfürstliche Wasserburg aus dem 13. Jahrhundert wurde als Zwingburg gegen die nach Unabhängigkeit strebenden Koblenzer Bürger erbaut. Heute ist das Stadtarchiv darin eingerichtet.
- Schloss Stolzenfels: Erbaut im 13. Jahrhundert als Zollburg am Rhein, wurde sie 1689 im Pfälzischen Erbfolgekrieg durch die Franzosen zerstört. Im 19. Jahrhundert ließ sie der preußische König Friedrich Wilhelm IV. als Schloss wieder aufbauen. Seither gilt Schloss Stolzenfels als herausragendstes Beispiel der Rheinromantik.

Ehemalige Burgen:
- Burg Helfenstein: Verschwundene Höhenburg auf dem Ehrenbreitstein, die um 1160 errichtet wurde.
- Burg Mühlenbach: Verschwundene Niederungsburg im Stadtteil Arenberg, die um 1300 errichtet wurde. Erhalten geblieben ist noch der Hauptturm der ehemaligen Burganlage.

Ehemalige Schlösser:
- Schloss Philippsburg: Im 17. Jahrhundert verlegte Kurfürst Philipp Christoph von Sötern den Regierungssitz von Trier an den Rhein, in den Schutz der sichersten Festung des Kurfürstentums. Nachdem französische Revolutionstruppen Koblenz erobert hatten, sprengten sie 1801 die Festung Ehrenbreitstein. Dabei wurde das Schloss so in Mitleidenschaft gezogen, dass es abgebrochen werden musste.
- Schloss Schönbornslust: Ehemaliges Jagdschloss in Kesselheim, erbaut 1748–1752 von Kurfürst Franz Georg von Schönborn. Im Zuge der Eroberung durch die französischen Revolutionstruppen 1794 zerstört und schließlich 1806 vollständig abgebrochen.

#### Festungen
In Koblenz sind einige der preußischen Festungsanlagen aus dem 19. Jahrhundert erhalten geblieben. Die Preußen bauten damals die Stadt als eines der umfangreichsten Festungssysteme Europas aus. Bis heute thront die Festung Ehrenbreitstein als Nachfolgebau der kurfürstlichen Befestigung über dem Rheintal und ist als einzige der damaligen Anlagen fast vollständig erhalten geblieben. Weitere Bauten der Festung Koblenz sind zum Teil erhalten geblieben, so auf der Karthause das Fort Großfürst Konstantin, auf dem Asterstein das Fort Asterstein und die Feste Kaiser Franz in Lützel.

#### Sakralbauten

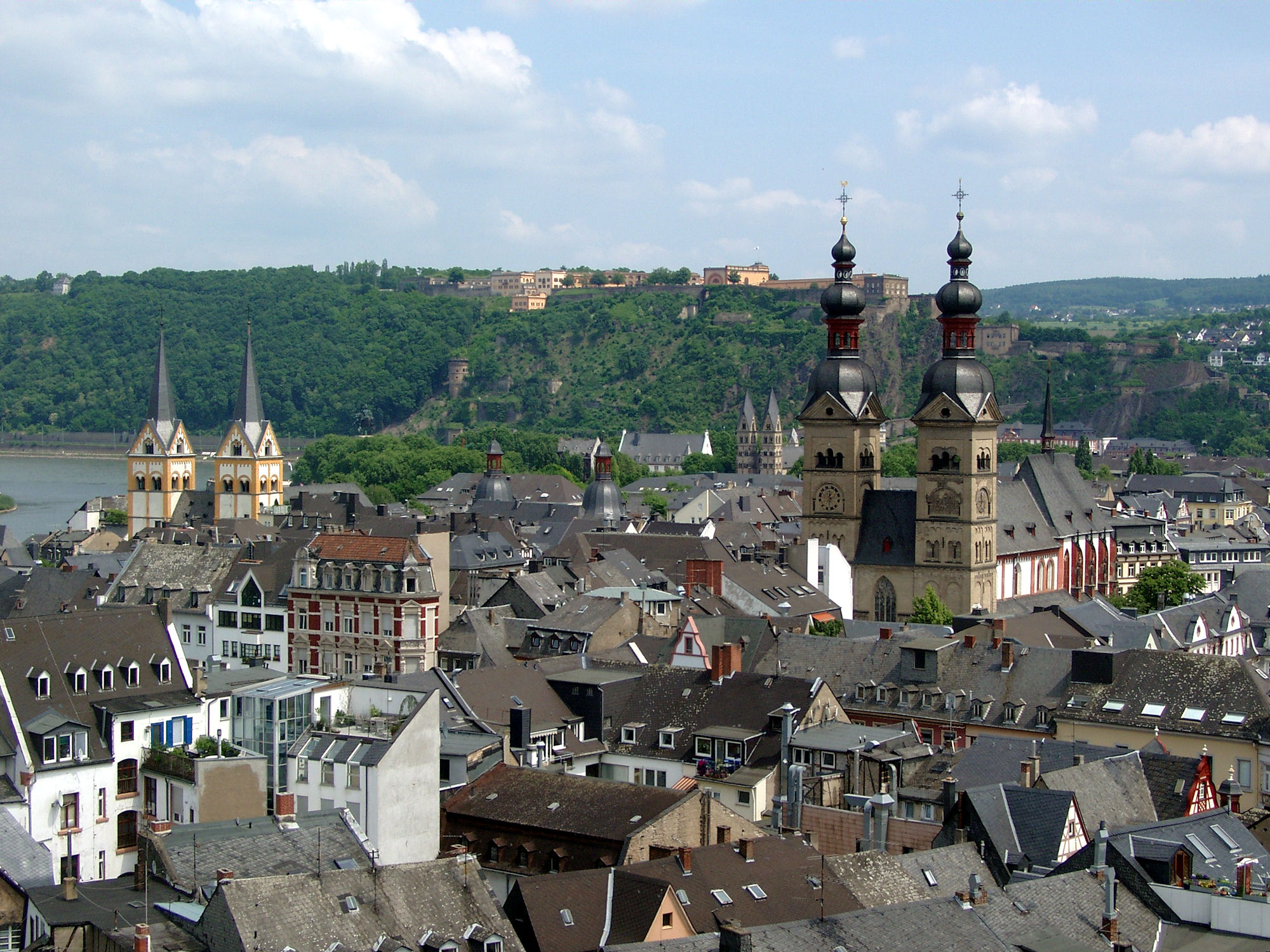
Koblenzer Altstadt: Florinskirche (links), Liebfrauenkirche (rechts) und im Hintergrund die Basilika St. Kastor

Das älteste Kirchengebäude von Koblenz ist die von 817 bis 836 errichtete Basilika St. Kastor in der Koblenzer Altstadt. Diese Kirche, in der deutsche Geschichte gemacht wurde, ist wegen ihres umfassend erhaltenen romanischen Baubestandes und der zum großen Teil überlieferten Ausstattung sehenswert. Weitere bedeutende Kirchengebäude in der Altstadt sind die kath. Liebfrauenkirche und die ev. Florinskirche. Diese beiden Kirchen gehen auf das 12. Jahrhundert zurück und beherrschen das Stadtbild von Koblenz. Die kath. Jesuitenkirche eines ehemaligen Jesuitenkollegs aus dem 17. Jahrhundert ist der vierte Kirchenbau im Altstadtbereich.
Mit Aufgabe der Stadtbefestigung und der folgenden Stadterweiterung nach Süden Ende des 19. Jahrhunderts entstanden die kath. Herz-Jesu-Kirche am ehemaligen Löhrtor, die kath. Kirche St. Josef in der neuen Südlichen Vorstadt und die Christuskirche, der erste evangelische Kirchenbau in Koblenz, am Friedrich-Ebert-Ring.
Seit dem Mittelalter gibt es eine jüdische Gemeinschaft in Koblenz. Eine Synagoge bestand bis zu ihrer Zerstörung in der Pogromnacht von 1938 im Bürresheimer Hof im Herzen der Altstadt. Seit dem Zweiten Weltkrieg dient die ehemalige Friedhofshalle am jüdischen Friedhof im Rauental der jüdischen Kultusgemeinde als Gebetshaus.
Im Jahre 2004 wurde in Lützel die Tahir-Moschee (Moschee des Reinen), der erste muslimische Sakralbau, errichtet; 2012 im gleichen Stadtteil die Aqsa-Moschee.

#### Profane Bauwerke
- Die Wahrzeichen der Stadt:
  - Deutsches Eck: Landzunge an der Mündung der Mosel in den Rhein; hier wurde 1897 ein monumentales Reiterstandbild Kaiser Wilhelms I. errichtet.
  - Schängelbrunnen: ein 1940 vor dem Rathaus errichteter Brunnen, der dem Koblenzer Schängel, einem Lausbuben, ein Denkmal setzt.
- Alte Münze: ehemaliges Münzmeisterhaus der kurfürstlichen Münze auf dem Münzplatz.
- Altes Kaufhaus mit kurfürstlichem Schöffenhaus und Bürresheimer Hof am Florinsmarkt: 2013 seitens der Stadt Koblenz an einen Privatinvestor (ISSOflorinsmarkt GmbH & Co. KG) verkauft.
- Balduinbrücke: zweitälteste erhaltene Brücke über die Mosel aus dem 14. Jahrhundert.
- CGM Arena.
- Deutscher Kaiser: spätgotischer Wohnturm am Moselufer.
- Deutschherrenhaus: Haus des Deutschen Ordens aus dem 13. Jahrhundert, heute ist das Museum Ludwig dort untergebracht.
- Dreikönigenhaus: 2013 seitens der Stadt Koblenz an einen Privatinvestor (ISSOflorinsmarkt GmbH & Co. KG) verkauft.
- Gebäude der ehemaligen preußischen Regierung (sogenanntes Altes Regierungsgebäude) in den Rheinanlagen, heute Sitz der Leitung des Bundesamtes für Ausrüstung, Informationstechnik und Nutzung der Bundeswehr.
- Gebäude des Oberpräsidiums (= Provinzialregierung) der preußischen Rheinprovinz in der Stresemannstraße, heute Sitz der Struktur- und Genehmigungsdirektion Nord.
- Haus Metternich: Geburtshaus des österreichischen Staatskanzlers Fürst Clemens von Metternich.
- Gebäude der ehemaligen Kaiserlichen Oberpostdirektion am Friedrich-Ebert-Ring, heute Sitz des Landesbetriebs Mobilität Rheinland-Pfalz.
- Historisches Rathaus: ehemaliges Jesuitenkolleg und -gymnasium aus dem 16. Jahrhundert.
- Kastorbrunnen: ein kurioses Zeugnis der Napoleonischen Kriege vor der Basilika St. Kastor.
- Koblenzer Hof: ehemaliges Grand-Hotel in den Rheinanlagen.
- Krämerzunfthaus: ehemaliges Zunftgebäude der Krämer und Sitz der städtischen Mehlwaage.
- Martin-Gropius-Bau: authentisches Dokument der Backsteinbaukunst der Berliner Schule, erbaut 1878 von Martin Gropius und Heino Schmieden als preußisches Garnisonslazarett.
- Mutter-Beethoven-Haus: Geburtshaus der Mutter von Ludwig van Beethoven in Ehrenbreitstein.
- Rhein-Mosel-Halle.
- Vier Türme: vier Eckhäuser in der Altstadt mit kunstvollen Erkertürmen aus dem 17. Jahrhundert.
- Weindorf Koblenz: dörflich gestalteter Gastronomiebetrieb in den Rheinanlagen, in dem Weine aus den deutschen Weinbaugebieten verköstigt werden.

### Denkmäler
- Kaiser-Wilhelm I.-Denkmal am Deutschen Eck
- Ehrenmal des Deutschen Heeres auf der Festung Ehrenbreitstein
- Friedrich-Mohr-Denkmal vor dem Eichendorff-Gymnasium
- Historiensäule auf dem Joseph-Görres-Platz
- Johannes-Müller-Denkmal auf dem Jesuitenplatz
- Joseph-Görres-Denkmal in den Rheinanlagen
- Kaiserin-Augusta-Denkmal in den Rheinanlagen
- Mahnmal für die Opfer des Nationalsozialismus in Koblenz auf dem Reichenspergerplatz
- Peter-Altmeier-Denkmal in den Moselanlagen
- Rittersturz-Denkmal in Erinnerung an die Rittersturz-Konferenz
- Barbara-Denkmal (Wiederaufstellung Herbst 2014)

### Plätze
- Am Plan
- Bahnhofplatz
- Clemensplatz
- Deinhardplatz mit dem Clemensbrunnen
- Florinsmarkt
- Jesuitenplatz mit dem Johannes-Müller-Denkmal
- Joseph-Görres-Platz mit der Historiensäule
- Kapuzinerplatz mit dem Kapuzinerkloster und dem Pegelbrunnen
- Münzplatz mit dem Geburtshaus des Fürsten Metternich und der Alten Münze
- Reichenspergerplatz mit dem Mahnmal Koblenz
- Willi-Hörter-Platz (zuvor Teil der Gymnasialstraße) mit dem historischen Rathaus und dem Schängelbrunnen
- Zentralplatz

### Friedhöfe

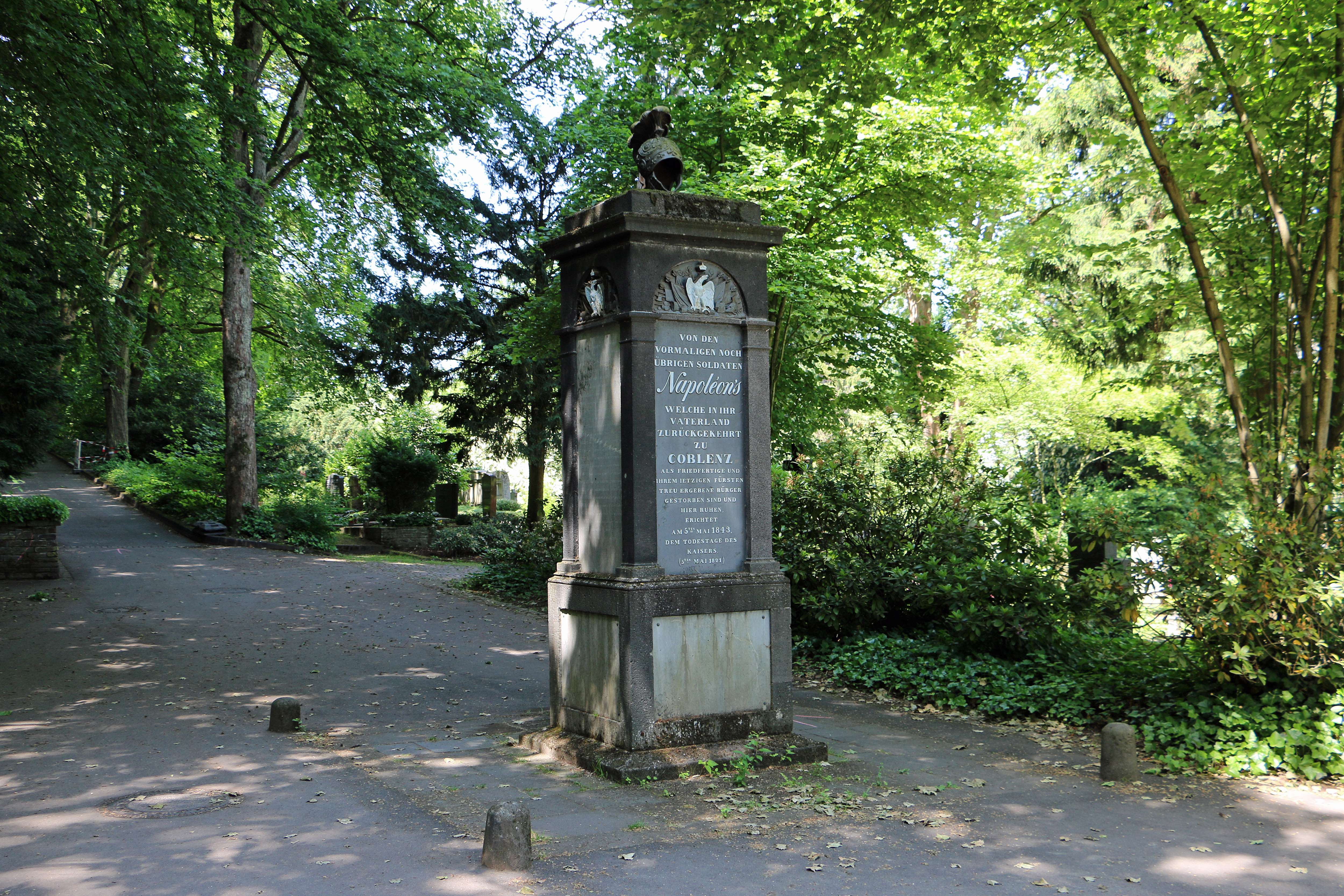
Denkmal für die deutschen Veteranen der Armee Napoleons auf dem Hauptfriedhof

Im Koblenzer Stadtgebiet existieren 22 Friedhöfe:
- Hauptfriedhof. Der 1820 begründete zentrale Friedhof in der Goldgrube am Nordhang zur Karthause gelegen hat den Charakter eines Landschaftsparks. Er ist Ruhestätte einiger bedeutender Personen.
- Das Arboretum Koblenz ist eine Baumsammlung, auf dem Gelände des Hauptfriedhofs, mit rund 500 Baumarten aus aller Welt und ist das ganze Jahr über frei zugänglich.
- Viele Koblenzer Stadtteile haben kleinere Friedhöfe.
- Im Stadtteil Rauental befindet sich der jüdische Friedhof von Koblenz.
- Im Stadtteil Lützel befindet sich der Franzosenfriedhof, ein Soldatenfriedhof für gestorbene französische Kriegsgefangene mit dem Marceau-Denkmal.

### Parks

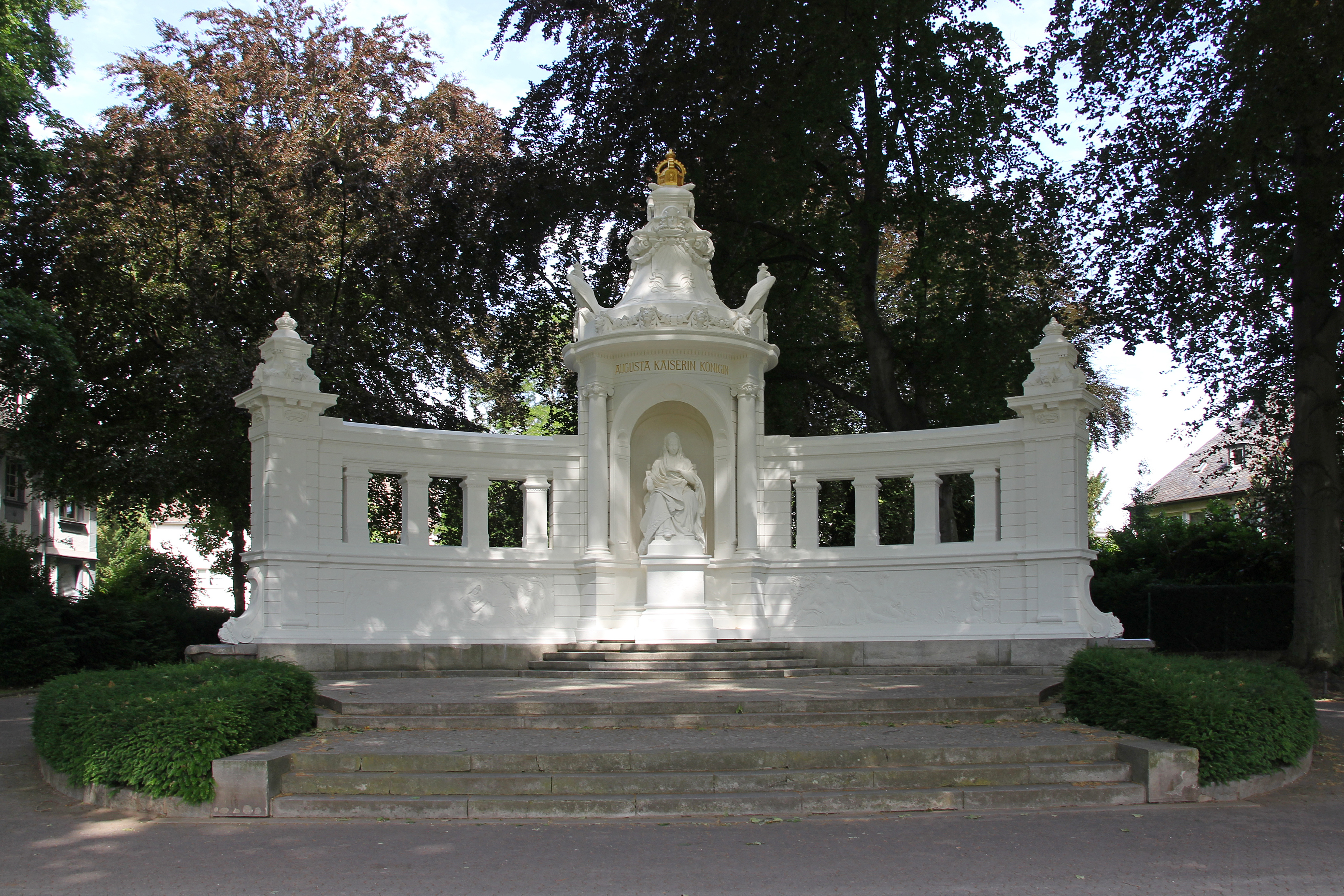
Das Kaiserin-Augusta-Denkmal in den Rheinanlagen von Koblenz

Die deutsche Kaiserin Augusta ließ ab 1856 in Koblenz die Rheinanlagen als Park gestalten. Sie war auch Gönnerin des katholischen Pfarrers Kraus und unterstützte seine Bestrebungen, im Stadtteil Arenberg die heute nach ihm benannten Pfarrer-Kraus-Anlagen, eine Landschaftsbilderbibel, zu schaffen. Im Stadtteil Lützel liegt auf dem Gelände der ehemaligen Bubenheimer Flesche der Lützeler Volkspark. In Horchheim befindet sich der Mendelssohn-Park.
Die Stadt Koblenz war Ort der Bundesgartenschau 2011. Der Bereich um das Deutsche Eck, mit dem Park am Deutschen Eck und dem Paradiesgarten im Blumenhof, das Kurfürstliche Schloss mit dem Schlosspark und die Festung Ehrenbreitstein waren Teil des Veranstaltungsgeländes. Auf dem Platz vor der Festung entstand der Festungspark, ein großzügiger Landschaftspark mit einer hölzernen Aussichtsplattform. Um das Gelände am Deutschen Eck mit dem Plateau vor der Festung Ehrenbreitstein zu verbinden, wurde mit der Rheinseilbahn die größte Luftseilbahn Deutschlands errichtet. Nach dem Bericht der Landesregierung war die Bundesgartenschau 2011 die größte Veranstaltung in der Geschichte von Rheinland-Pfalz. Mit einer erreichten Besucherzahl von über 3,5 Millionen Menschen war sie die erfolgreichste Bundesgartenschau seit Einführung des elektronischen Zählsystems im Jahr 1997.
Nach dem Festungspark Ehrenbreitstein wurde 2019 der Festungspark Asterstein im gleichnamigen Stadtteil am Fort Asterstein und 2021 der Festungspark Kaiser Alexander auf der Karthause an der ehemaligen Feste Kaiser Alexander sowie der Festungspark Kaiser Franz an der Feste Kaiser Franz in Lützel eröffnet.

### Naturschutzgebiete
Zu Koblenz gehören die Naturschutzgebiete Eiszeitliches Lößprofil im Stadtteil Metternich und Tongrube auf Escherfeld im Stadtteil Horchheimer Höhe.

### Sport

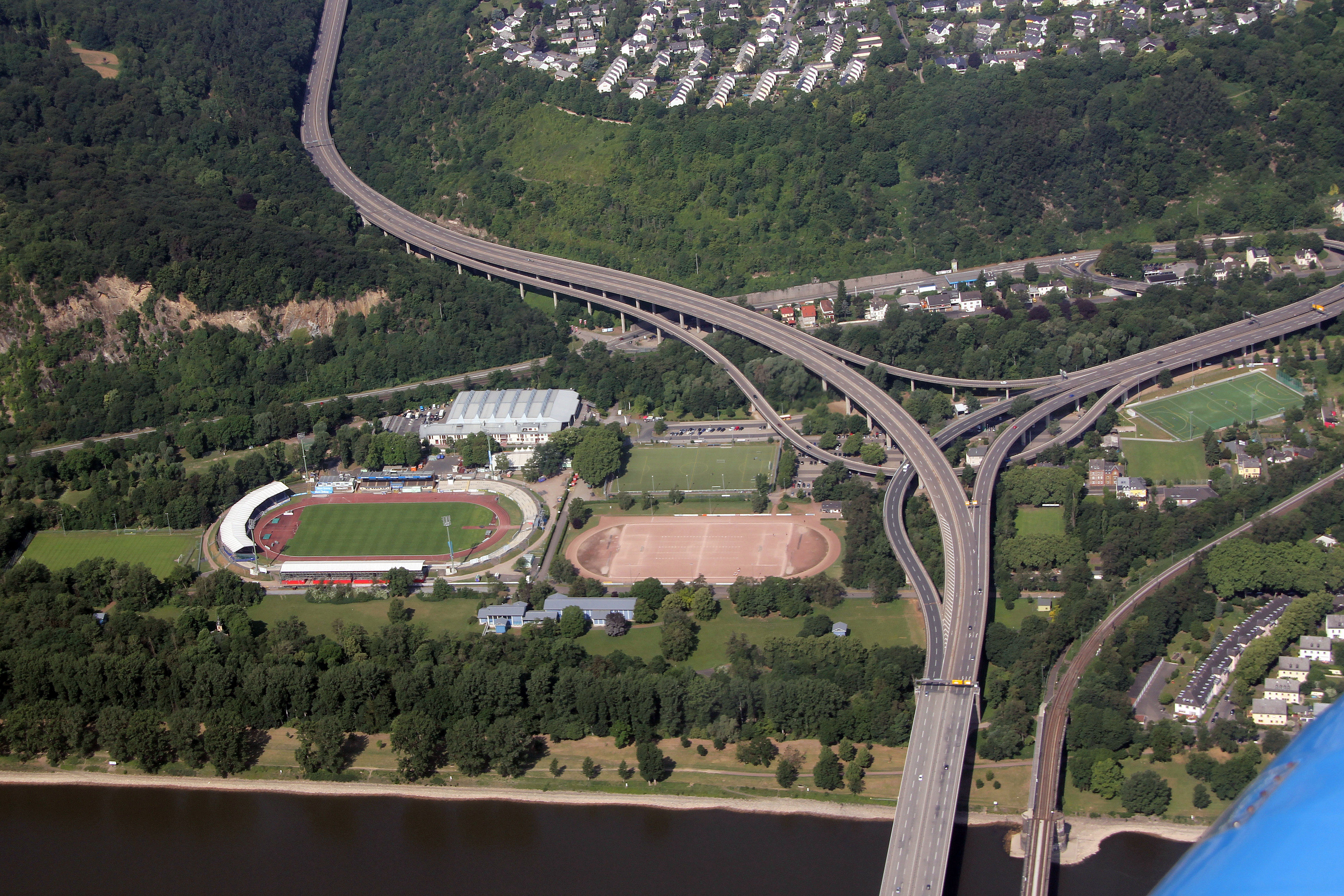
Der Sportpark Oberwerth mit dem Stadion und der CGM Arena 2011

Es bestehen rund 150 Koblenzer Sportvereine mit insgesamt 42.000 Mitgliedern; etwa 50 verschiedene Sportarten werden angeboten. Rollstuhltanz beispielsweise kann man in der Rollstuhl-Sportgemeinschaft (RSG) Koblenz e. V. ausüben.
Ein bekannter Verein der Stadt ist der Fußballverein TuS Koblenz, bis 1981 TuS Neuendorf bzw. zeitweise SpVgg Neuendorf. Die erfolgreichste Zeit des Vereins war die Nachkriegszeit, in der die Neuendorfer 1948 nach einem Sieg gegen den Hamburger SV das Halbfinale um die deutsche Meisterschaft erreichten, dort aber dem 1. FC Kaiserslautern mit mehreren späteren Weltmeistern deutlich unterlegen waren. Ebenfalls das Halbfinale erreichte die Mannschaft im DFB-Pokal 1953/54 und unterlag erst im Wiederholungsspiel dem späteren Titelgewinner VfB Stuttgart. 1968 und 1969 nahm die Turn- und Spielvereinigung jeweils an der Aufstiegsrunde zur Bundesliga teil, scheiterte aber beide Male recht deutlich am Aufstieg in die höchste deutsche Spielklasse. Nach Jahrzehnten im lediglich regionalen Fußballgeschehen spielte die TuS von 2006 bis 2010 in der 2. Fußball-Bundesliga. Inzwischen spielt der Verein nur noch in der fünftklassigen Oberliga Rheinland-Pfalz/Saar und in der gleichen Spielklasse wie der Nachbar FC Rot-Weiß Koblenz, der nach Jahrzehnten als TuS Rot-Weiß Koblenz (die Fußballabteilung wurde 2021 ausgegliedert) auf lediglich lokaler Ebene, zwischenzeitlich von 2019 bis 2023 in der Regionalliga Südwest vertreten war und in der Zeit eine Klasse höher als die TuS Koblenz spielte.
Heimstätte beider Clubs ist das Stadion Oberwerth, seit 1946 für die TuS Koblenz, von 2018 bis 2021 für den TuS Rot-Weiß Koblenz und seit 2021 für den FC Rot-Weiß Koblenz, in dem einst bis zu 40.000 Zuschauer einen Platz fanden, inzwischen jedoch nur noch für 9500 Zuschauer zugelassen ist, aber auch damit die größte Koblenzer Sportstätte darstellt. Die Sportschule Oberwerth steht als Ausbildungs- und Tagungszentrum in unmittelbarer Nähe des Stadions Oberwerth Vereinen und anderen Verbänden zur Verfügung.
Eine herausragende Persönlichkeit des Koblenzer Sports ist der Fußballtrainer Rudi Gutendorf. In der Nachkriegszeit als Spieler in der großen Zeit der TuS Neuendorf aktiv, wurde er vor allem als Trainer bekannt. Nach mehreren Engagements in der Bundesliga und der mit dem Meidericher SV errungenen Vizemeisterschaft trainierte er über Jahrzehnte hinweg Dutzende Mannschaften auf der ganzen Welt und gilt auf internationaler Ebene als Rekordhalter bezüglich der Anzahl seiner unterschiedlichen Trainerstationen.
Der Standort Koblenz ist Olympiastützpunkt für die Sportarten Fechten und Rudern. Die Stadt war mehrfach Etappenstation der Rheinland-Pfalz-Rundfahrt sowie 1992 Etappenziel der Tour de France. Koblenz war außerdem Ziel des Mittelrhein-Marathon, der in den Jahren 2005 bis 2015 von Oberwesel bis ans Deutsche Eck führte. Nachfolger des Mittelrhein-Marathons ist der Koblenzer Sparkassen Marathon der seit 2017 im September stattfindet und im Stadion Oberwerth startet und endet.
2021 bewarb sich die Stadt zusammen mit dem Landkreis Mayen-Koblenz als Host Town für die Gestaltung eines viertägigen Programms für eine internationale Delegation der Special Olympics World Summer Games 2023 in Berlin. 2022 wurde sie als Gastgeberin für Special Olympics Ecuador ausgewählt. Damit wurde sie Teil des größten kommunalen Inklusionsprojekts in der Geschichte der Bundesrepublik mit mehr als 200 Host Towns.
Der Koblenzer Stadtwald wird für sportliche Aktivitäten verschiedener Art genutzt und entlang der rechten Rheinseite führt der Wanderweg Rheinsteig durch Koblenz.
In Koblenz gibt es vier Schwimmbäder, das Beatusbad in der Goldgrube, das Schulbad auf der Karthause, das Freibad auf dem Oberwerth und ein Soldatenbad in der Falckenstein-Kaserne in Lützel. Das Stadtbad in der Altstadt wurde 2012 geschlossen, in der Folge abgerissen und wird durch einen Neubau am Rauentaler Moselbogen ersetzt. Das Freibad in Stolzenfels ist dauerhaft geschlossen, ein Soldatenbad in Horchheim wurde abgerissen.
Der mitgliederstärkste Sportverein in Koblenz ist mit 6372 Mitgliedern (Stand: 31. Dezember 2021) die Sektion Koblenz des Deutschen Alpenvereins, welche zwei Hütten, einige Wege und Klettersteige betreibt.
Weitere große Sportvereine in Koblenz lauten wie folgt:
| Sportverein                                                         | Sportart | Gründung  | Mitglieder |
| ------------------------------------------------------------------- | --- | --------- | ---------- |
| Aero-Club Koblenz e. V.                                             | Segelflug, Motorflug/Motorsegler, Ultraleichtflug | 1951      | 200        |
| AFC Koblenz Red Knights e. V. (heute: AFC Koblenz Gladiators e. V.) | American Football | 2014      | 100        |
| Coblenzer Turngesellschaft 1880 e. V.                               | Cheerleading, Fechten, Gerätturnen, Kickboxen, Leichtathletik, Rhythmische Sportgymnastik                                                                                         | 1880      | 1700       |
| Koblenzer Ruderclub Rhenania 1877/1921 e. V.                        | Rudern, Tennis, Volleyball | 1877/1921 | ?          |
| VfR Eintracht Koblenz e.V.                                          | Badminton, Boule, Fußball, Schach, Skigymnastik, Tennis, Tischtennis und Turnen                                                                                                   | 1949      | über 1400  |
| Königsbacher SC Koblenz e. V.                                       | Fechten | 1952      | ?          |
| Kunstturnvereinigung Koblenz e. V.                                  | Kunstturnen | 1984      | 60         |
| Post-Sportverein Koblenz e. V.                                      | Basketball, Bogenschießen, Drachenboot, Faustball, Fotografieren, Gymnastik, Kanu, Nordic Walking, Rudern, Schwimmen, Segeln, Seniorensport, Skifahren, Stand Up Paddling, Tennis | 1931      | ?          |
| Schwimmclub Poseidon Koblenz e. V.                                  | Schwimmen, Triathlon, Wasserball | 1920      | 1400       |
| SRL Triathlon Koblenz e. V.                                         | Triathlon | 1985      | 150        |
| SV 03/25 Koblenz                                                    | Schach | 1903/1925 | 40         |
| Tennisclub Oberwerth Koblenz e. V.                                  | Tennis | 1892      | ?          |
| TTC Olympia Koblenz e. V. 1953                                      | Tischtennis | 1953      | 82         |
| Turnverein 1891 Moselweiss e. V.                                    | Breitensport, Handball, Tischtennis, Turnen | 1891      | ?          |
| Turn- und Sportfreunde Rot-Weiß Koblenz e. V.                       | Badminton, Behindertensport, Boule, Boxen, Faustball, Fußball, Hockey, Judo, Karate, Kendō, Leichtathletik, Präventionssport, Skifahren, Tischtennis, Turnen, Volleyball          | 1947      | 1800       |
| Turn- und Sportgemeinde Koblenz-Horchheim 1887/99 e. V.             | Fitnesssport, Gesundheitssport, Handball, Rehasport, Tischtennis, Turnen | 1887/1899 | 1040       |

Sportverbände wie der Fußballverband Rheinland; der Basketballverband Rheinland-Pfalz; der Handballverband Rheinland; der Tennisverband Rheinland, der Ruderverband Rheinland; der Landeskanuverband Rheinland-Pfalz, der Gehörlosen-Sportverband Rheinland-Pfalz und der Behinderten- und Rehabilitationssport-Verband Rheinland-Pfalz haben ihren Sitz in Koblenz.

### Koblenzer Dialekt
Der in Koblenz gesprochene Dialekt, das sogenannte Kowelenzer Platt, gehört zum Moselfränkischen. Er unterscheidet sich von anderen Dialekten des Rheinlands vor allem im Tonfall. Dem singenden, melodischen Sprechen der nördlichen Rheinländer steht eine ebene Tonlage mit einer besonderen Vorliebe für breite Laute und Verlängerung der Lautdauer im Koblenzer Dialekt gegenüber („dau“ = du). Die moselfränkischen Mundarten sind im Gegensatz zum Limburgischen und Ripuarischen keine Tonsprachen. In der Vergangenheit, vor allem aber in der Zeit der Zugehörigkeit zu Frankreich (1794–1814), flossen auch viele französische Lehnwörter ein, darunter Plümo (Federbett), Filou (Lausbub), Monnie (Geld), Drottewaar (Bürgersteig). Da die Lautverschiebungen von Stadtteil zu Stadtteil verschieden sind, kommt es oft zu einem Mischdialekt.
Koblenz verfügt über die älteste Mundart-Wortsammlung im Rheinland. Bereits 1787 publizierte der Koblenzer J. H. von Bleul eine Wortliste in mehreren Folgen im Allgemeinen Churtrierischen Intelligenzblatt. Ein weiteres Wörterbuch mit einigen Texten im Anhang ist das Wörterbuch der Coblenzer Mundart von 1869. Hannelore Kraeber veröffentlichte mit dem Neuen Wörterbuch der Koblenzer Mundart eine dokumentierte Koblenzer Sprachsammlung aus über 200 Jahren. Diese gilt als Rarität unter den Mundartaufzeichnungen. Es handelt sich um ein Wörterbuch mit Texten/Textauszügen und einem Abriss der Aussprache und Grammatik. In einem weiteren Band stellt Kraeber Koblenzer Ereignisse des 20. Jahrhunderts, auch in vielen Mundarttexten, dar.
Schaut man sich einmal die Zusammensetzung des Wortschatzes der Koblenzer Mundart an, so fällt auf, dass unter den Entlehnungen solche aus dem Französischen (Gallizismen) dominieren, an zweiter Stelle aber schon jiddische Wörter (Jiddismen) rangieren, vor den Latinismen und Anglizismen.
Ein Beispiel für den Koblenzer Dialekt ist das Schängellied, die Hymne von Koblenz, sowie das identitätsstiftende Video Dau bist Kowelenz aus dem Jahre 2006, eine Parodie auf die Kampagne Du bist Deutschland.

### Kleidung

Haartracht mit Tugendpfeil und besticktem Band statt Mützchen. (Anton Hürter 1902).

Der Tugendpfeil ist eine speziell geformte Haarnadel der für Koblenz und das linke Rheinufer typischen Haartracht bis zum Beginn des 20. Jahrhunderts.

### Koblenzer Karneval

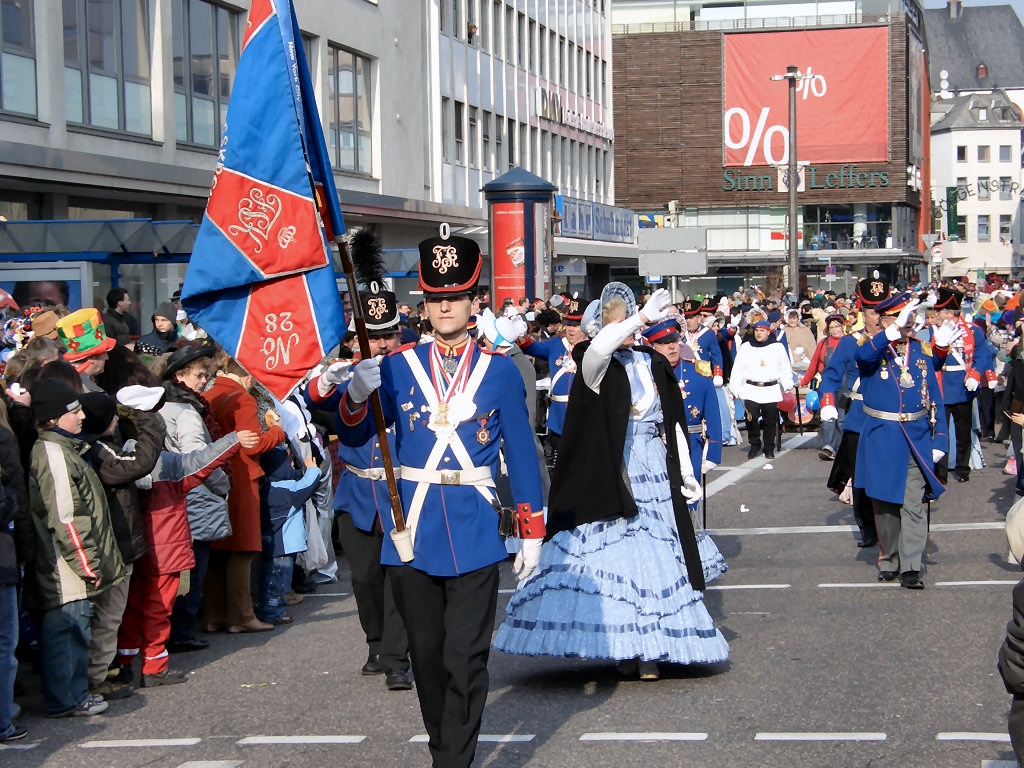
Rosenmontagszug 2005

Seit dem 13. Jahrhundert, verbürgt durch den Zisterziensermönch Caesarius, findet das Karnevalstreiben am Eck statt; in den ersten Jahrhunderten unter den Blicken sittenstrenger Kirchenvertreter, bis der religiös motivierte Karneval mit dem Ausbruch des Dreißigjährigen Krieges zu Grabe getragen wird. Trotz Zerstörung, Brandschatzung und Tod gelang dem Koblenzer Karneval 1688 die Rückkehr in die Stadt, die nun aber neuzeitlich geprägt war. Prunk und kurfürstliche Pracht bestimmten bis zur Übergabe der Stadt an das napoleonische Frankreich seinen Charakter. Aus dem bisher aristokratischen Karneval wurde nun eine rein bürgerliche Veranstaltung.
Napoleons Niederlage und Preußens Aufstieg ab 1815 kennzeichnen einen weiteren, wahrscheinlich den wichtigsten Abschnitt der Koblenzer Karnevalsgeschichte: die von Köln ausgehende Karnevalsreform von 1823. Die Folge dieser Reform ist eine Institutionalisierung des Koblenzer Karnevals 1824 und damit zahlreiche Vereinsgründungen.
Bürgerlicher Eigensinn und der Wille, sich selbst zu organisieren, standen damals schon im Widerspruch zur preußischen Staatsraison, was die weitere Entwicklung der fünften Jahreszeit zu Beginn des 19. Jahrhunderts lähmte. Zwar gelingt es den Koblenzern 1827 einen ersten Fastnachtsumzug zu veranstalten, doch schon bald stoßen die veranstalterischen Freiheiten an ihre bürokratischen Grenzen.
Erst nach 1860 zeichnete sich eine Entspannung zwischen den Narren und der Obrigkeit ab. Immer wieder wird der Koblenzer Karneval durch politische Krisen und das um die Jahrhundertwende aufkommende Desinteresse unterbrochen. Wegen der wirtschaftlichen und touristischen Bedeutung erhielt während der 1920er das närrische Treiben in Koblenz einen zusätzlichen Antrieb. Unterbrochen durch den Zweiten Weltkrieg wächst das Interesse bis in die Gegenwart.
Der Koblenzer Karneval wird heute im Wesentlichen durch die engagierte Gemeinschaftsarbeit der „Arbeitsgemeinschaft Koblenzer Karneval“ (AKK) am Leben gehalten. Einige der bekanntesten Vereine im Koblenzer Karneval sind die Große Koblenzer Karnevalsgesellschaft von 1847 e. V., die KKG Rot-Weiß-Grün „Kowelenzer Schängelcher“ 1922 e. V., die K. K. Funken „Rot-Weiß“ 1936 e. V., die Narrenzunft „Gelb-Rot“, die Karnevalsgesellschaft Funken Rot-Weiß-Gold 1946 e. V. und das AHC. Das AHC besteht seit dem Jahr 1936, in dem der Koblenzer Kaufmann Willi Lescrinier diese Narrenvereinigung als „Reserve-Offiziers-Korps“ der Prinzengarde Infanterie der Großen Koblenzer Karnevalsgesellschaft gründete, ihr Kommandant wurde und Prinz Karneval als „Prinz Willi von Lescrinesien“ verkörperte. AHC bedeutet übersetzt Alt-Herren-Corps. Die beliebtesten Stationen des Karnevals sind neben einer Vielzahl von Saalveranstaltungen und Sitzungen der Rosenmontagszug durch die gesamte Innenstadt, die Ernennung und Wahl des Prinzen und seiner „Dame Confluentia“, sowie die Erstürmung des Rathauses und der Falckenstein-Kaserne durch die Koblenzer Narren unter der Führung des Elferrates und der Tollitäten.
Der nicht-käufliche Grundsatz:
An dem Brauchtum lasst uns halten
eingedenk der Eigenart
dass die Welt nur kann gestalten
wer die Werte sich bewahrt!

### Kulinarische Spezialitäten
- Debbekooche (Döbbekuchen)
- Dunkes
- Gedämpde
- Rheinischer Sauerbraten
- Schrottele – Lackierte Affe – Sooßekardoffele
- Kalte Ente
- Krebbelcher (Kartoffelpuffer)

### Regelmäßige Veranstaltungen

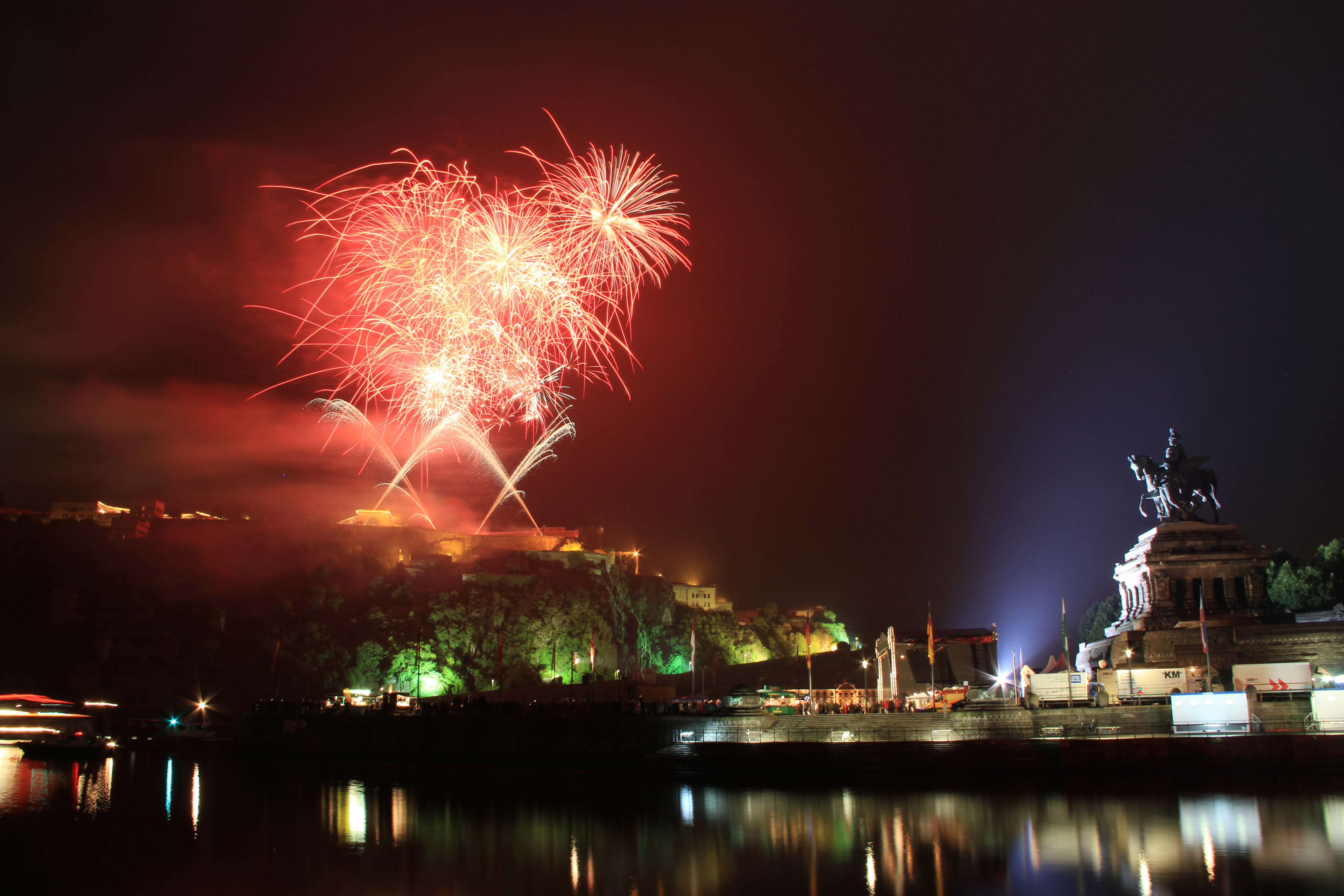
Rhein in Flammen 2011 in Koblenz, abgeschossen von der Festung Ehrenbreitstein, im Vordergrund das Deutsche Eck

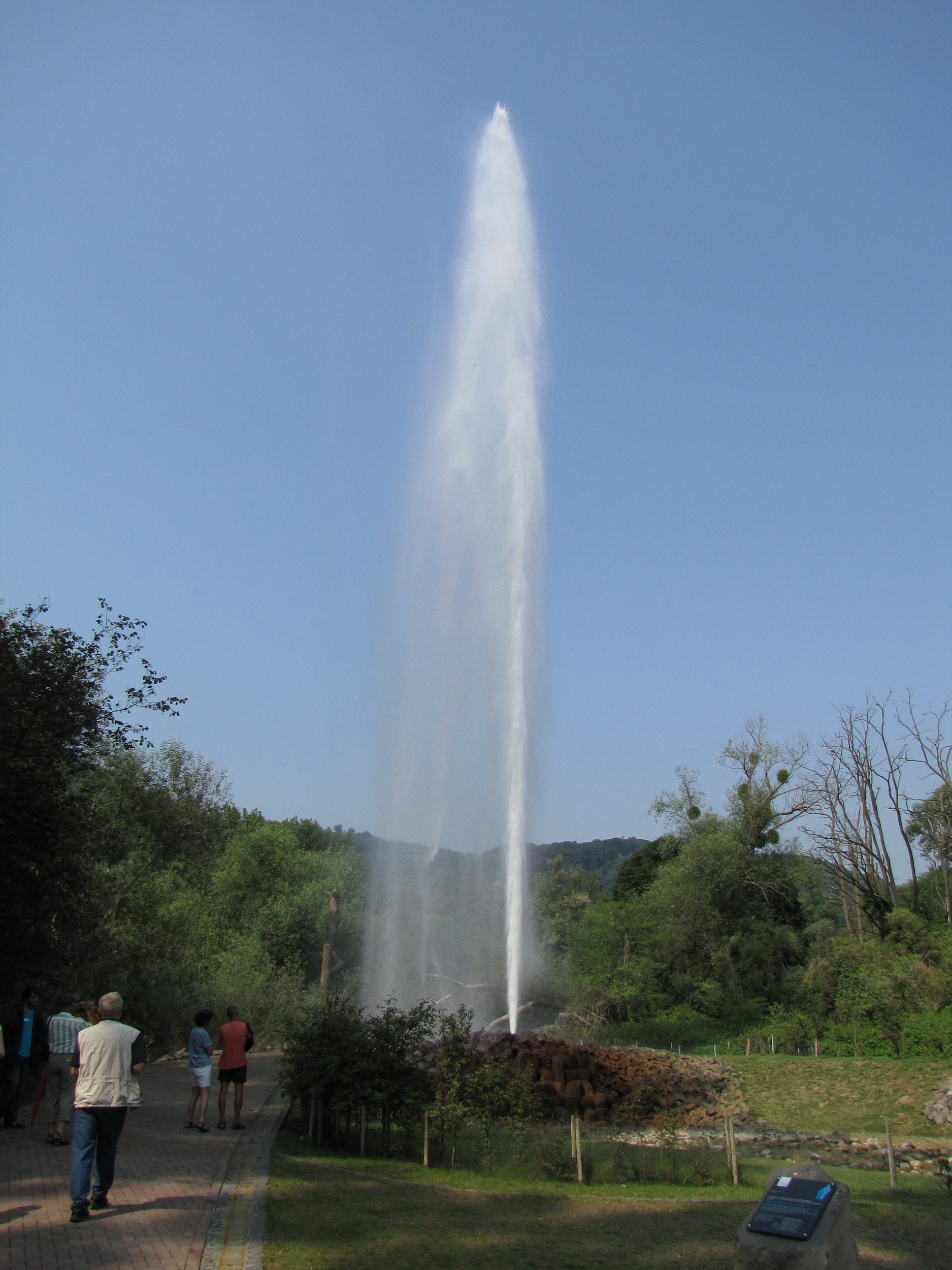
Der Geysir Andernach, der höchste Kaltwassergeysir der Welt

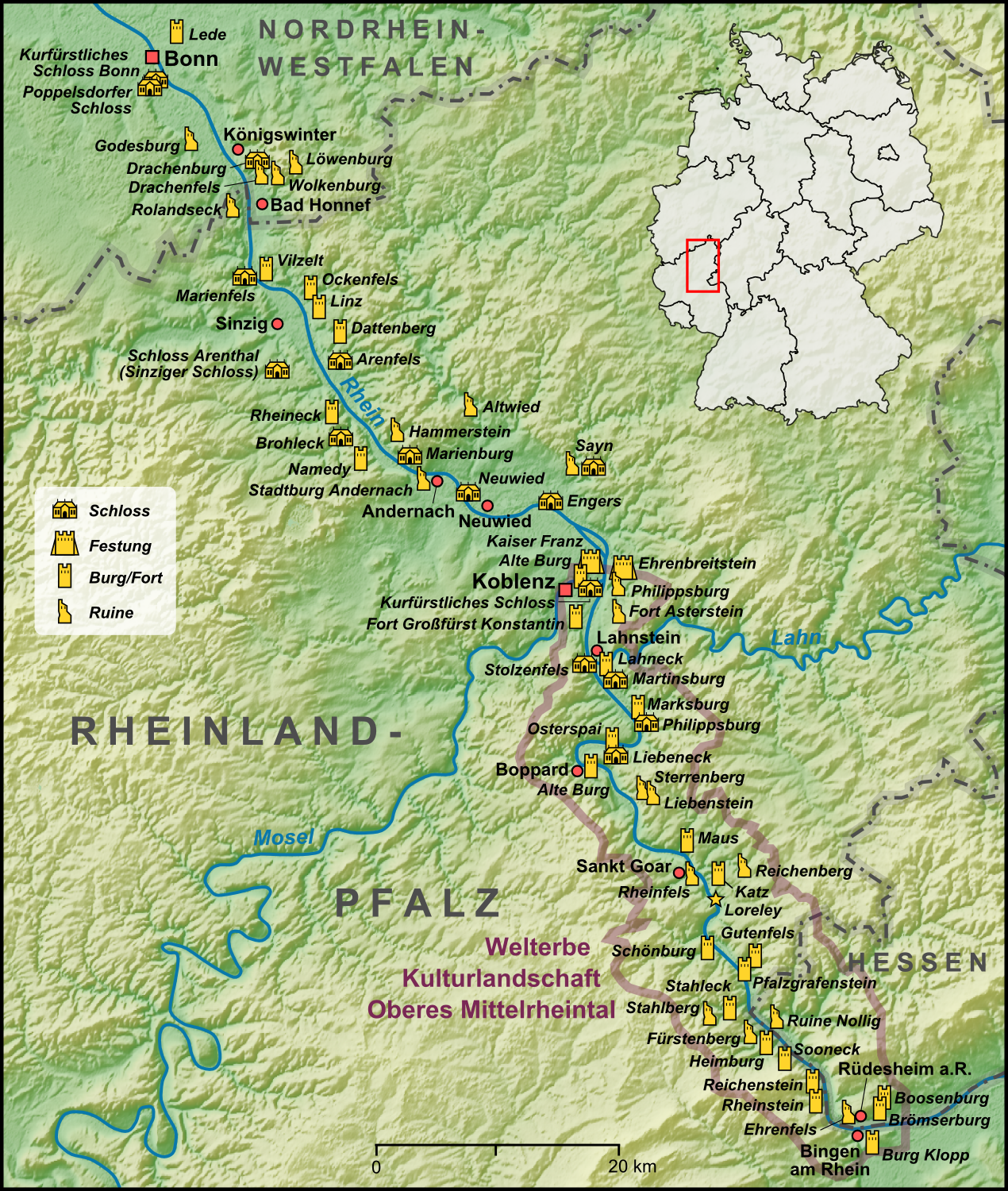
Koblenz inmitten des Mittelrheintals

- Februar/März: Rosenmontagszug (Karnevalsumzug)
- März: Koblenzer Literaturtage mit Literaturmatinee
- April bis September: Weindorf-Saison
- April: Landpartie in der Festung Ehrenbreitstein
- April/Mai: Blüten- und Weinfest in Koblenz-Güls
- Mai: Kulturtage Ehrenbreitstein
- Mai/Juni: (Pfingsten) Koblenz International Guitar Festival und Academy
- Mai bis September: Kirmes in verschiedenen Stadtteilen
- Juni: Kaiserin Augusta Fest (am UNESCO Welterbetag am ersten Sonntag im Juni)
- Juni/Juli: Firmenlauf der Koblenzer Firmen
- Juli: Altstadtfest
- Juli: Weltmusikfestival Horizonte, alternatives Musikfestival in der Festung Ehrenbreitstein
- August: Gaukler- und Kleinkunstfestival
- August: Koblenzer Sommerfest mit Rhein in Flammen (jeweils zweites Wochenende)
- August: Christopher Street Day (jeweils drittes Wochenende)
- September: Lange Nacht der Museen
- September: Weinfest in Lay
- September: Mendelssohn-Tage
- September: Koblenzer SchängelMarkt (jeweils drittes Wochenende)
- Oktober: Erntedankfest
- November: Video/Filmtage Rheinland-Pfalz/Thüringen (abwechselnd in Gera und Koblenz)
- November: „Meerdeszüch“ (Martinsumzüge) der Kinder
- November/Dezember: Koblenzer Weihnachtsmarkt

### Sehenswürdigkeiten in der Umgebung
- Burg Eltz
- Burg Lahneck
- Geysir Andernach
- Goloring
- Kannenbäckerland
- Laacher See
- Loreley
- Marksburg
- Monument General Hoche
- Moseltalbrücke (A 61)
- Nürburgring
- Schloss Sayn
- Vulkanpark (Landkreis Mayen-Koblenz)

## Wirtschaft und Infrastruktur
Im Jahre 2021 erbrachte Koblenz, innerhalb der Stadtgrenzen, ein Bruttoinlandsprodukt (BIP) von 8,729 Milliarden € und belegte damit Platz 48 innerhalb der Rangliste der deutschen Städte nach Wirtschaftsleistung und den dritten Platz in Rheinland-Pfalz. Das BIP pro Kopf lag im selben Jahr bei 76.889 € (Rheinland-Pfalz: 43.514 €, Deutschland 44.828 €) und damit weit über dem regionalen und nationalen Durchschnitt. Das BIP je Erwerbsperson beträgt 76.889 € und liegt damit recht hoch. 2021 wuchs das BIP der Stadt nominell um 9,2 %. In der Stadt waren 2021 ca. 109.000 Erwerbstätige beschäftigt. Die Arbeitslosenquote lag im Juni 2025 bei 6,6 % und damit über dem Durchschnitt von Rheinland-Pfalz von 5,2 % (im benachbarten Landkreis Mayen-Koblenz betrug sie 4,5 %).
Im Zukunftsatlas 2025 belegte die kreisfreie Stadt Koblenz Platz 106 von 400 Landkreisen, Kommunalverbänden und kreisfreien Städten in Deutschland und zählt damit zu den Orten mit „leichten Zukunftschancen“.

### Unternehmen

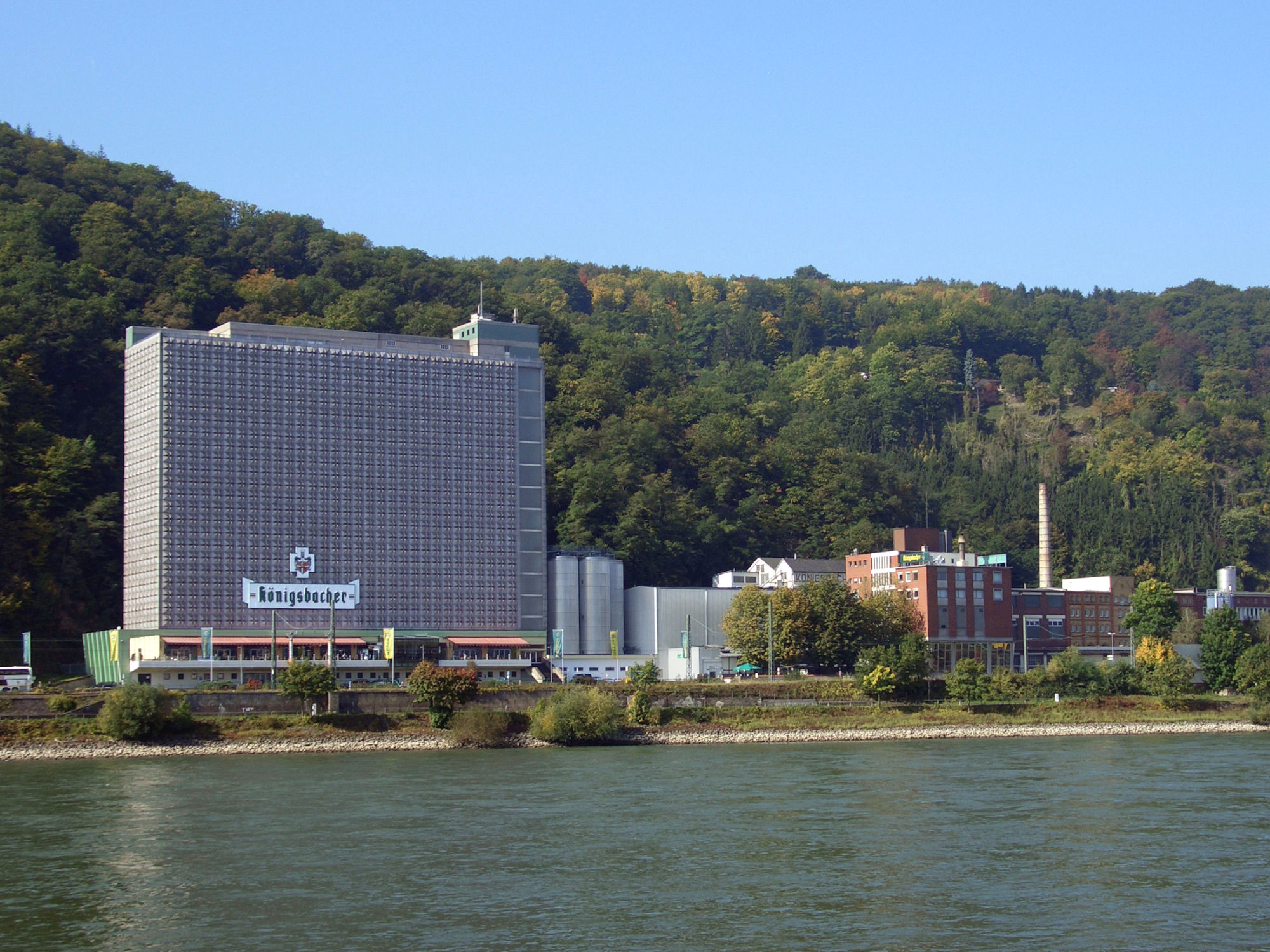
Königsbacher Brauerei, später Koblenzer Brauerei

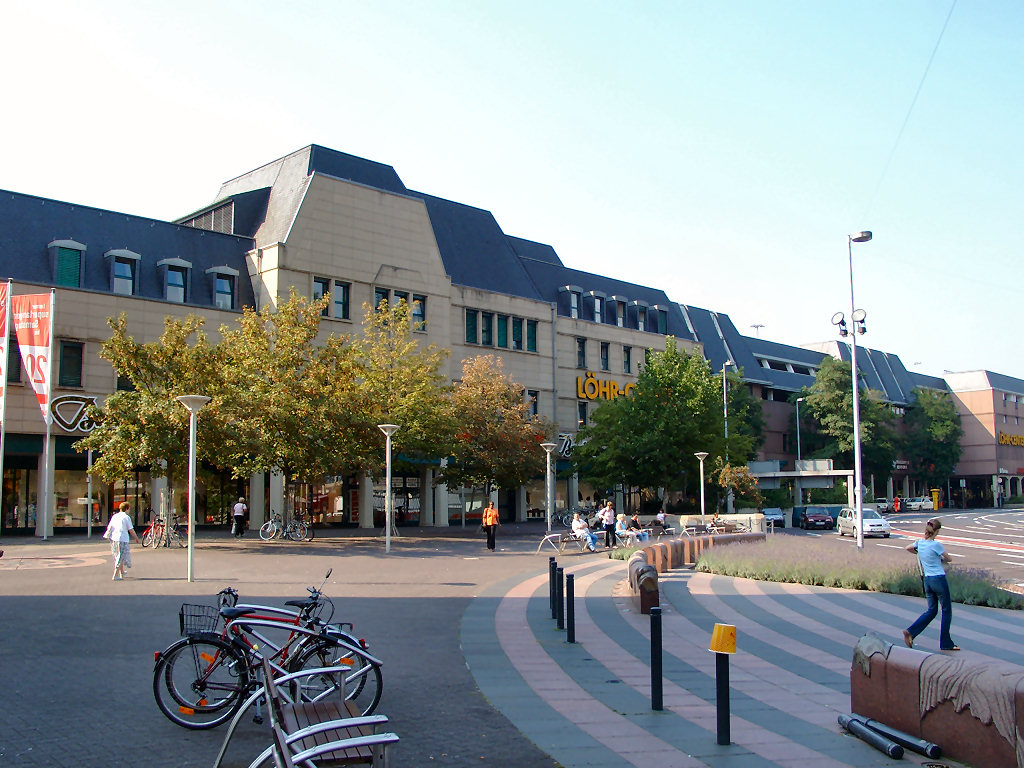
Löhr-Center

Aktuell sind in Koblenz Unternehmen der Maschinen- und Autozulieferindustrie, Softwarefirmen, Versorger, Banken, Versicherungen und diverse Bundes- und Landesbehörden beheimatet:
- Novelis (ehemals Aleris bzw. Corus): Aluminiumplatten und Aluminiumbänder für die Flugzeug-, Schiffs- und Fahrzeugindustrie
- Canyon Bicycles GmbH: Fahrradhersteller
- CompuGroup Medical: Anbieter von eHealth-Produkten
- Debeka: Versicherung und Bausparen
- Deinhard KG: Sekt und Wein seit 1843
- Dornbach GmbH: Wirtschaftsprüfungsgesellschaft, Steuerberatungsgesellschaft, laut Lünendonk-Liste eine der führenden Wirtschaftsprüfungsgesellschaften in Deutschland
- Energieversorgung Mittelrhein (EVM): Wasser-, Strom- und Gasversorgung
- Forum Mittelrhein: Einkaufszentrum auf dem Zentralplatz, seit Herbst 2012
- GÖRLITZ AG (ein Unternehmen der IDS-Gruppe): Energiedatenerfassung, Hard- und Softwareentwicklung
- Handwerkskammer Koblenz
- KEVAG Telekom GmbH: Telefon und Internet
- Koblenzer Brauerei, ehemalige Königsbacher Brauerei: Traditionsreiche Bierbrauerei seit 1689
- Löhr-Center: Einkaufszentrum seit 1984
- Lotto Rheinland-Pfalz GmbH: Lottogesellschaft des Landes Rheinland-Pfalz
- Mittelrhein Verlag GmbH: Zeitungsverlag, u. a. die Rhein-Zeitung
- MKB Mittelrheinische Bank, gegründet 1950
- PSD Bank Koblenz, gegründet 1872
- Rhein-Mosel Verkehrsgesellschaft mbH: Busverkehr
- Scania Deutschland GmbH: Deutscher Firmensitz des schwedischen Nutzfahrzeugherstellers
- Sparkasse Koblenz: Größte Sparkasse in Rheinland-Pfalz
- Stabilus GmbH: Hersteller von Gasfedern und Dämpfern
- ZF TRW: Automobil-Sicherheitssysteme, Hauptstandort für Bremssysteme
- Volksbank RheinAhrEifel

### Landwirtschaft

#### Weinbau
In Koblenz wird seit der Römerzeit Weinbau betrieben. Zurzeit gibt es 15 Weingüter im Stadtgebiet, die sich auf Ehrenbreitstein, Moselweiß, Güls und Lay verteilen und vorwiegend Riesling anbauen. Insgesamt bewirtschaften die Weingüter in Koblenz ca. 40 Hektar Rebflächen. Die Weinbaugebiete Mittelrhein und Mosel grenzen hier aneinander. Die Sekt- und Weinkellerei Deinhard hat in Koblenz ihren Ursprung. Am Deinhardplatz steht das Stammhaus des Unternehmens.

#### Obstbau
Güls war vor dem Zweiten Weltkrieg der größte Kirschenumschlagplatz Deutschlands und auch heute noch wird in Koblenz und Umgebung vermehrt Steinobst angebaut.

### Tourismus
Tourismus ist ein wichtiger Wirtschaftsfaktor für die Stadt Koblenz. In Koblenz gibt es (Stand 1. Juli 2020) 56 Beherbungsstätten, mit insgesamt 4122 Betten. Im Jahr 2021 besuchten 236.510 Gäste, bei 542.298 Übernachtungen die Stadt.

### Medien

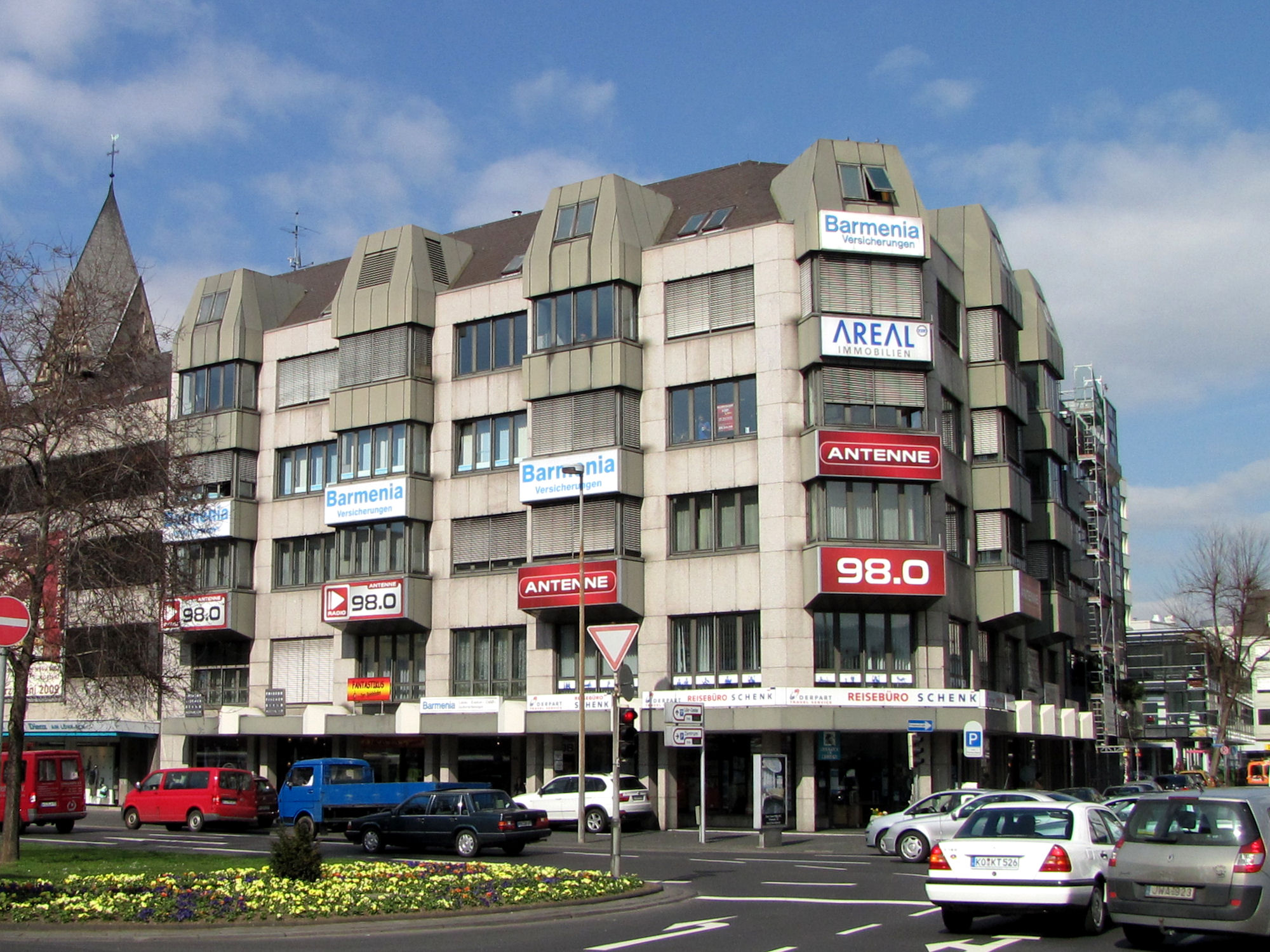
Das Funkhaus von Antenne Koblenz 98.0

- In Koblenz befindet sich ein Studio des Südwestrundfunks (SWR), das Studio Rheinland des privaten Hörfunksenders Radio RPR, der Lokalsender Antenne Koblenz 98.0 und von bigFM. Als regionale Fernsehsender gibt es den TV Mittelrhein und den Offenen Kanal Koblenz.
- Als Tageszeitung erscheint die Rhein-Zeitung, als Wochenzeitungen die Blick Aktuell, KoblenzErleben, der Koblenzer Schängel und der SuperSonntag. Für den größten Koblenzer Stadtteil Karthause erscheint monatlich das Stadtteilmagazin Der Karthäuser.
- In Koblenz herausgegebene, mittlerweile eingestellte Zeitungen waren der Rheinische Merkur, der Koblenzer General-Anzeiger, die Koblenzer Volkszeitung und das Nationalblatt.
- Die Online-Magazine Anarchique.de, konnect.de (Koblenzer Szenemagazin) und RZ-Online sowie die städtische Internetseite koblenz.de informieren über Veranstaltungen in Koblenz und Umgebung.
- Folgende Sendeanlagen versorgen Koblenz mit Hörfunk- und Fernseh-Programmen: Fernmeldeturm Koblenz, SWR-Sender Koblenz (Dieblich-Naßheck), Sender Bendorf-Vierwindenhöhe, Sender Rauental (Sendeantenne auf Gebäudedach bei 50°21′35,21″ n 7°34′41,24″ o)[62], Sender Koblenz (stillgelegt).
- Das Landesmedienzentrum Rheinland-Pfalz (LMZ) betreut den Bildungsserver Rheinland-Pfalz, produziert didaktisch strukturierte Medien für Schulen und Bildungsträger, ist eine wichtige Bezugsquelle für audiovisuelle Medien und Geräte und beteiligt sich an den Multimedia-Schulungsinitiativen für Lehrkräfte. (Im Oktober 2010 wurde das Landesmedienzentrum zum Pädagogischen Landesinstitut Rheinland-Pfalz Koblenz umbenannt.)

### Verkehr

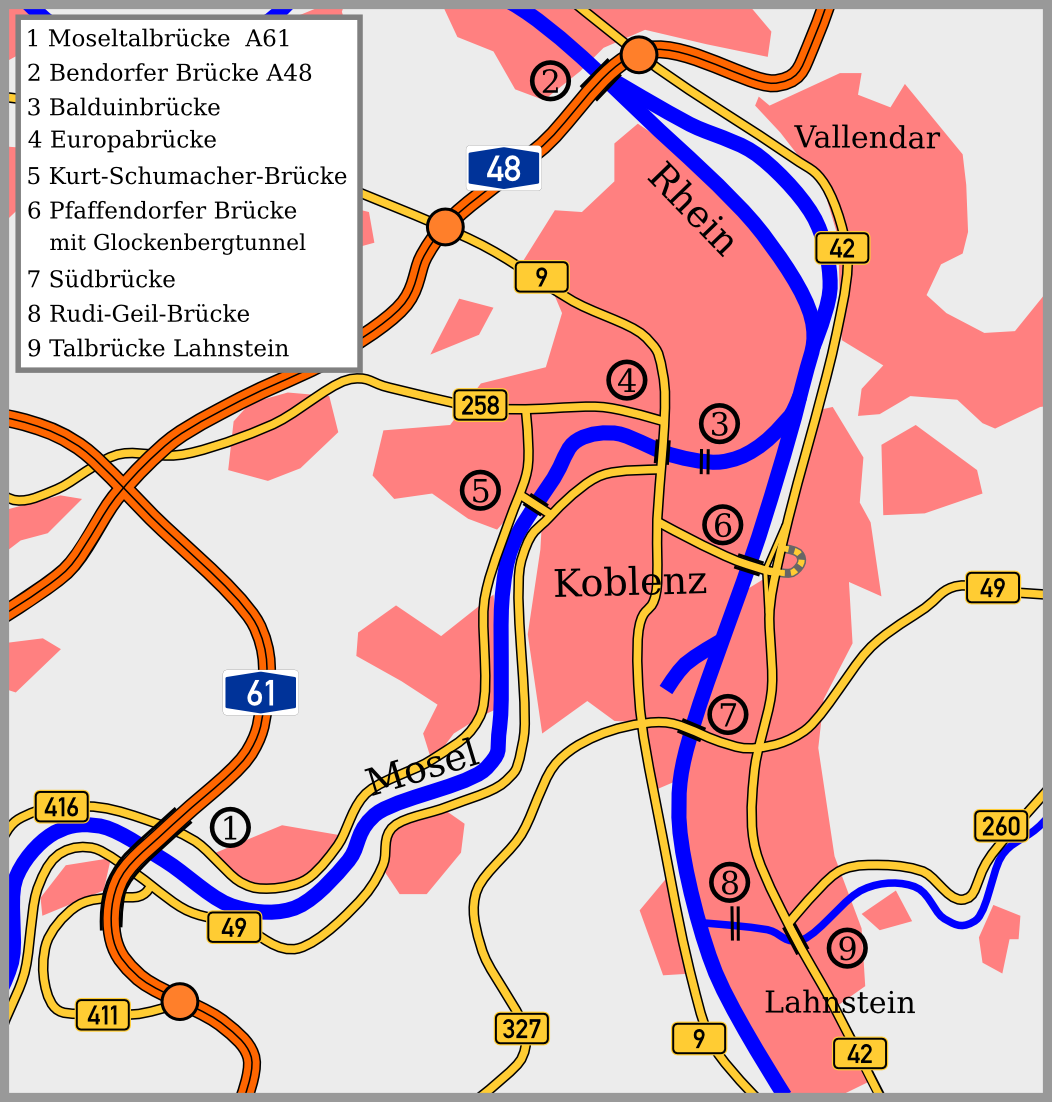
Bundesstraßen und -autobahnen

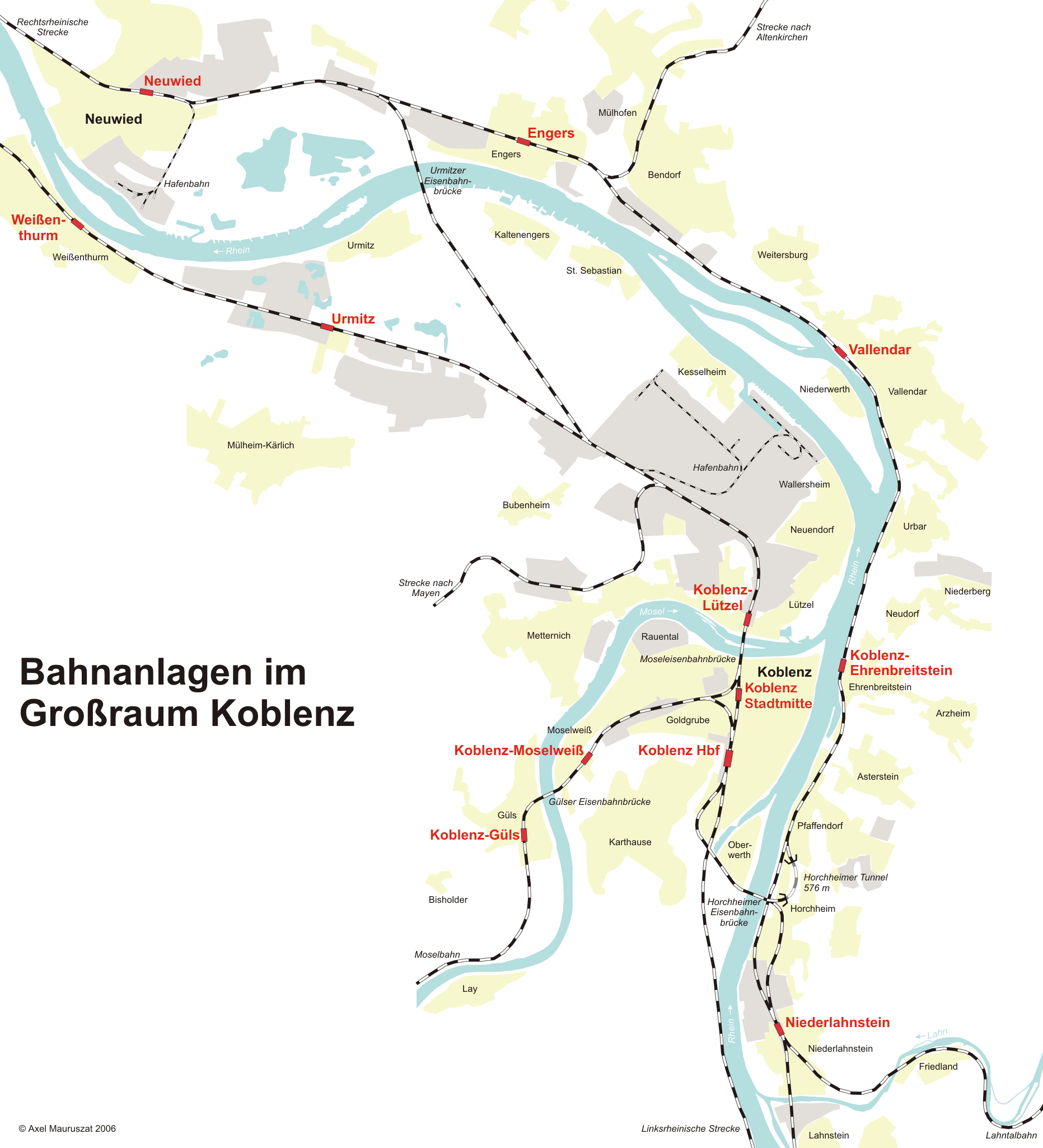
Eisenbahnanlagen im Großraum Koblenz

#### Straßenverkehr
Im Westen der Stadt führt die Bundesautobahn 61 Ludwigshafen–Mönchengladbach vorbei, im Norden die West-Ost-Verbindung der Bundesautobahn 48, die die A 1 Saarbrücken–Köln mit der A 3 Frankfurt–Köln verbindet. Ferner führen die Bundesstraßen 9, 42, 49, 416 und 327 durch das Stadtgebiet. Der Glockenbergtunnel ermöglicht einen kreuzungsfreien Anschluss der Pfaffendorfer Brücke an die B 42.
Folgende Brücken überqueren
- den Rhein: Bendorfer Autobahnbrücke, Pfaffendorfer Brücke, Horchheimer Eisenbahnbrücke, Südbrücke
- die Mosel: Balduinbrücke, Moseleisenbahnbrücke, Europabrücke, Staustufe Koblenz, Kurt-Schumacher-Brücke, Gülser Eisenbahnbrücke

#### Eisenbahnverkehr
Der Koblenzer Hauptbahnhof ist ein Bahnhof des Fern- und Nahverkehrs. Er liegt an der Linken Rheinstrecke zwischen Bonn und Mainz. Die Hauptstrecke am rechten Rheinufer (Wiesbaden–Köln) kann in Niederlahnstein oder Neuwied erreicht werden. In Koblenz zweigen die Moselstrecke über Treis-Karden – Cochem nach Trier (und weiter nach Luxemburg oder Saarbrücken) ab, ferner die Lahntalbahn Koblenz–Wetzlar, auf der Regional-Express-Züge jedoch bis Gießen weiterfahren. Zudem gibt es die Haltepunkte bzw. Bahnhöfe Koblenz-Ehrenbreitstein, Koblenz-Güls, Koblenz-Lützel, Koblenz-Moselweiß und Koblenz Stadtmitte; letzterer wurde am 14. April 2011 eröffnet. Weitere Stationen sind in Koblenz-Horchheim sowie zwischen Koblenz-Rauental und Koblenz-Goldgrube geplant. Die Rheinanschlussbahn verbindet den Rheinhafen Koblenz mit dem Güterbahnhof Koblenz-Lützel. Bis 1988 war das Bahnbetriebswerk Koblenz-Mosel ein Standort für die Wartung von Lokomotiven. Seit 2008 unterhält die Trans Regio Deutsche Regionalbahn GmbH an gleicher Stelle ein Betriebswerk. Die Bahnstrecke Koblenz-Lützel–Mayen Ost, die über Metternich und Rübenach verläuft, ist seit 2003 stillgelegt.
Koblenz ist außerdem Sitz des Zweckverbands Schienenpersonennahverkehr Rheinland-Pfalz Nord, der für die Bestellung von SPNV-Verkehrsleistungen im nördlichen Rheinland-Pfalz zuständig ist.

#### Rad- und Wanderwegenetz
Es gibt entlang der Hauptstraßen ein ausgebautes Radwegenetz in Koblenz. Vor allem die Radwege entlang der beiden Flüsse Rhein (Rhein-Radweg) und Mosel (Mosel-Radweg) sind gut ausgebaut und erfreuen sich großer Beliebtheit. Von Koblenz aus führen die Radwege in die Eifel, den Hunsrück und in den Westerwald.
In das rheinland-pfälzische Wanderwegenetz ist Koblenz gut eingebunden. So binden die Prädikatswanderwege Rheinsteig auf der rechten Rheinseite und RheinBurgenWeg im Süden von Koblenz-Karthause Koblenz an. Zusätzlich führt seit April 2014 der im Wechsel auf beiden Seiten der Mosel verlaufende Moselsteig bis zum Deutschen Eck. In Stolzenfels beginnt der Mosel-Camino als Teil des Jakobswegs nach Santiago de Compostela über Trier und durch Koblenz verläuft zusätzlich der Linksrheinische Jakobsweg und führt nach Bingen am Rhein.

#### Luftverkehr
Luftanbindung erfolgt durch die etwa eine Fahrstunde entfernten Großflughäfen Köln-Bonn („Konrad Adenauer“) und Frankfurt sowie durch den relativ nah gelegenen Flughafen Frankfurt-Hahn (Anbindung von Koblenz aus mit dem Shuttle-Bus). Der vor allem von Geschäftsreisenden genutzte Flugplatz Koblenz-Winningen bei Winningen liegt nur etwa fünf Kilometer moselaufwärts entfernt. Koblenz selbst hatte bis 1965, mit dem Flugfeld Koblenz-Karthause, einen eigenen Flugplatz im heutigen Stadtteil Karthause. Der Bezirk der Karthause heißt auch heute noch „Am Flugfeld“.

#### Schiffsverkehr

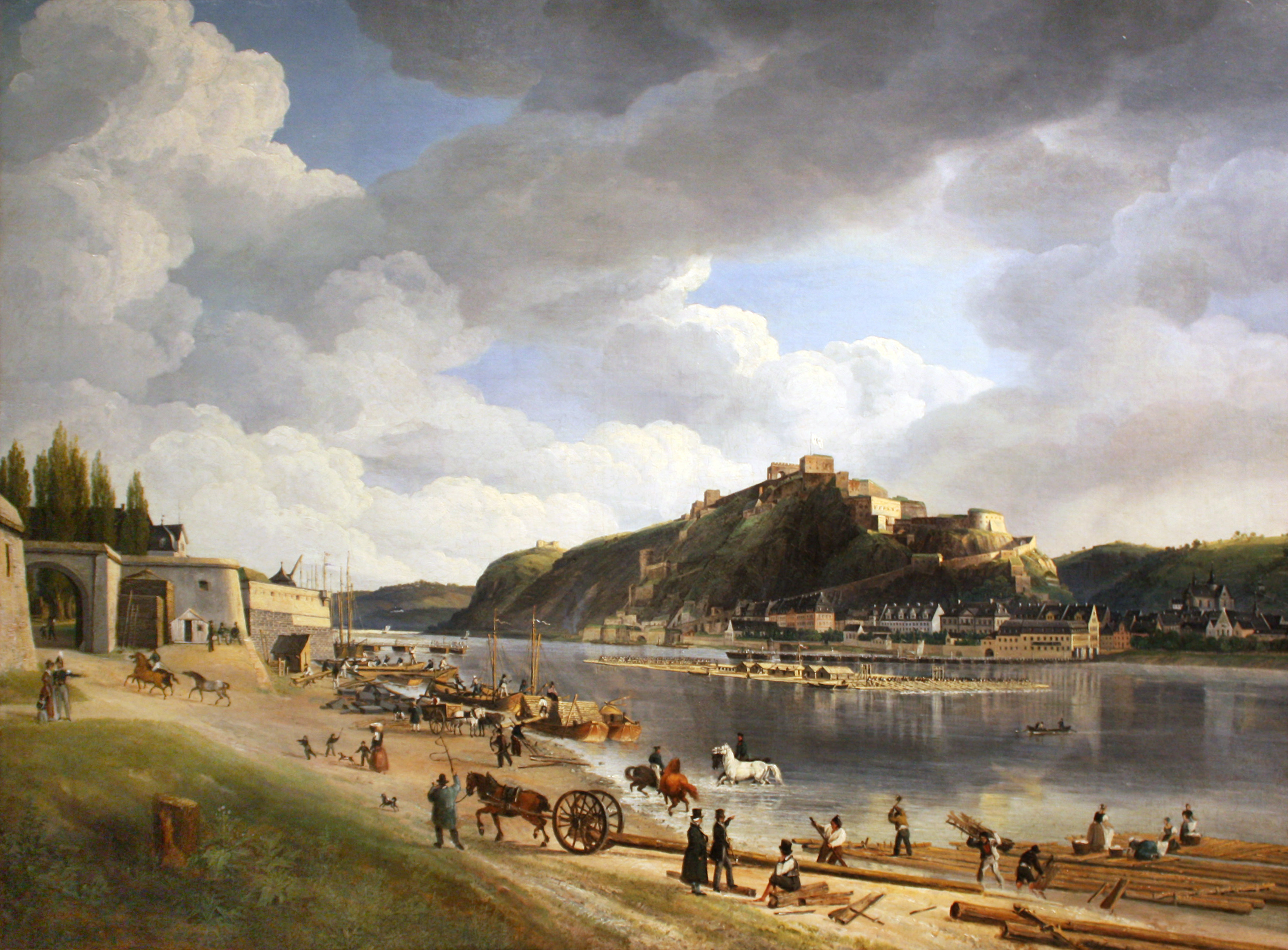
Lasinsky: Floß bei der Durchfahrt durch die Koblenzer Schiffbrücke, 1828

In Koblenz beginnt oder endet die windungsreiche Engtalstrecke des Mittelrheins Bingen/Koblenz. Deshalb hatte Koblenz bis zu den 1950er Jahren noch eine Lotsenstation. Auch für die bis zum Ende des 19. Jahrhunderts (vereinzelt noch bis zuletzt 1946) betriebene Flößerei war Koblenz eine wichtige Etappe. Ab hier wurden die Flöße zu größeren Holländerflößen von bis zu 400 m zusammengestellt, um dann bis nach Dordrecht gebracht zu werden.
Koblenz kann per Schiff über die Bundeswasserstraßen Rhein und Mosel erreicht werden. Der nächstgelegene Güterhafen im Industriegebiet ist der Rheinhafen Koblenz, ein Verknüpfungspunkt des Schienen-, Straßen- und Wasserverkehrs. Die Rheinanlagen sind Anlegestelle der KD (Köln-Düsseldorfer) Flotte. Die KD-Schiffe und Schiffe lokaler Reedereien starten von hier ins romantische Mittelrhein- und Moseltal. An der Mosel im Bereich vom Stadtteil Lützel liegt der Bauhafen Koblenz. Jachthäfen gibt es in der Rheinlache am Oberwerth, am Rheinufer in Ehrenbreitstein, am Moselufer in Metternich und mit dem Bootshafen in Güls. An Stelle der ehemaligen Schiffbrücke verkehrt die Rheinfähre Koblenz. Von April bis Oktober verkehrt die Moselfähre „Liesel“ zwischen dem Peter-Altmeier-Ufer und dem Campingplatz in Neuendorf. Seit der Kanalisierung der Mosel zwischen 1958 und 1964 und dem Bau der Staustufe Koblenz ist die Stadt neben Rotterdam und Duisburg-Ruhrort auch mit den Industriegebieten in Lothringen und Luxemburg verbunden.

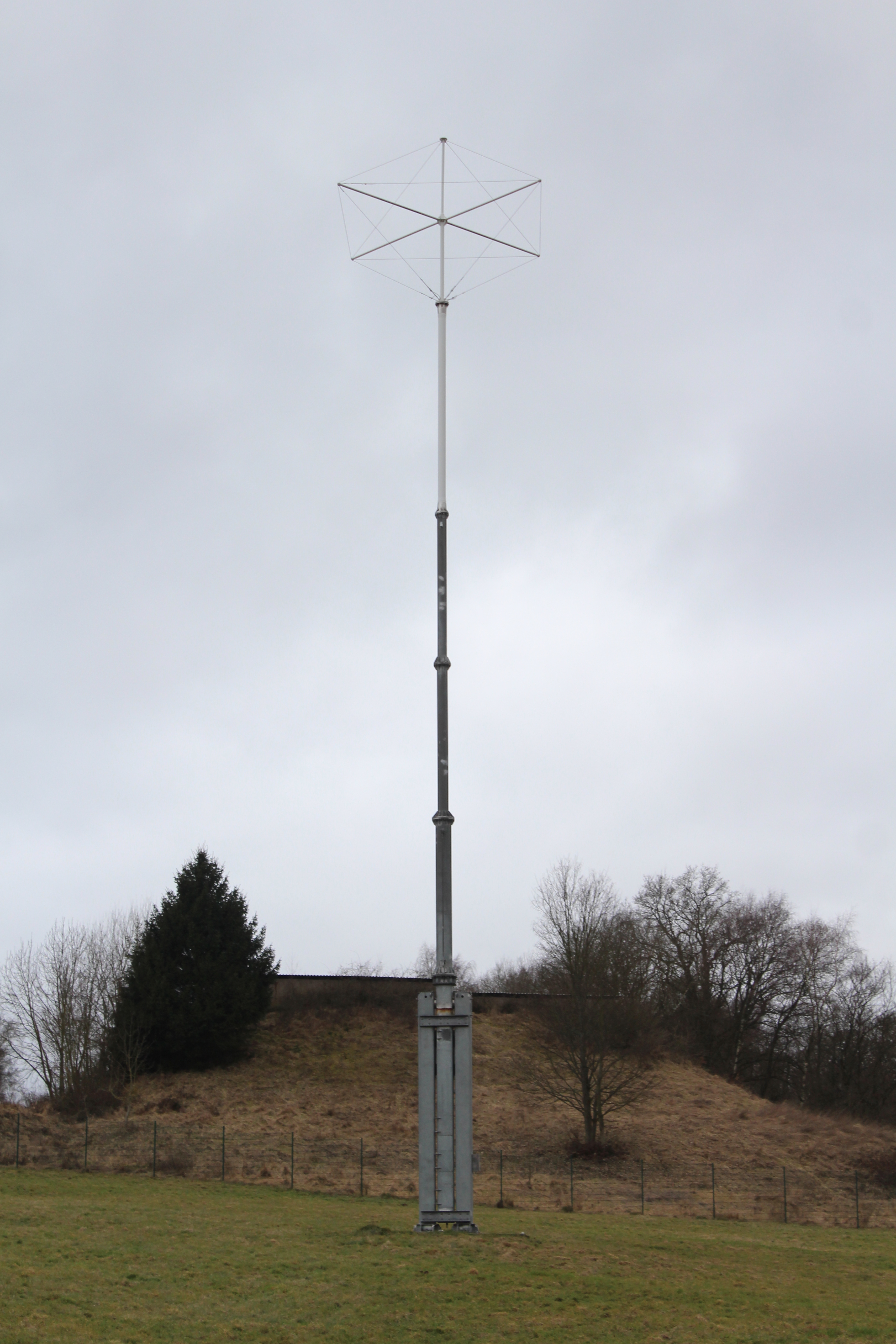
DGPS-Sender Koblenz

Östlich von Koblenz steht an der alten Heerstraße ein DGPS-Sender, der auf der Frequenz 302,5 kHz Korrektursignale für entsprechende Navigationsgeräte verbreitet. Er verwendet als Sendeantenne einen 25,2 Meter hohen, geerdeten Stahlrohrturm mit Speisung der Sendeenergie in 16,2 Metern Höhe.

#### Öffentlicher Personennahverkehr
Der öffentliche Personennahverkehr wird mit Bussen der Koveb, der Rhein-Mosel Verkehrsgesellschaft mbH (RMV) sowie deren Tochtergesellschaft Rheinhunsrückbus GmbH (rhb) und weiterer Privatunternehmen betrieben. Die Stadt gehört dem Verkehrsverbund Rhein-Mosel (VRM) an.

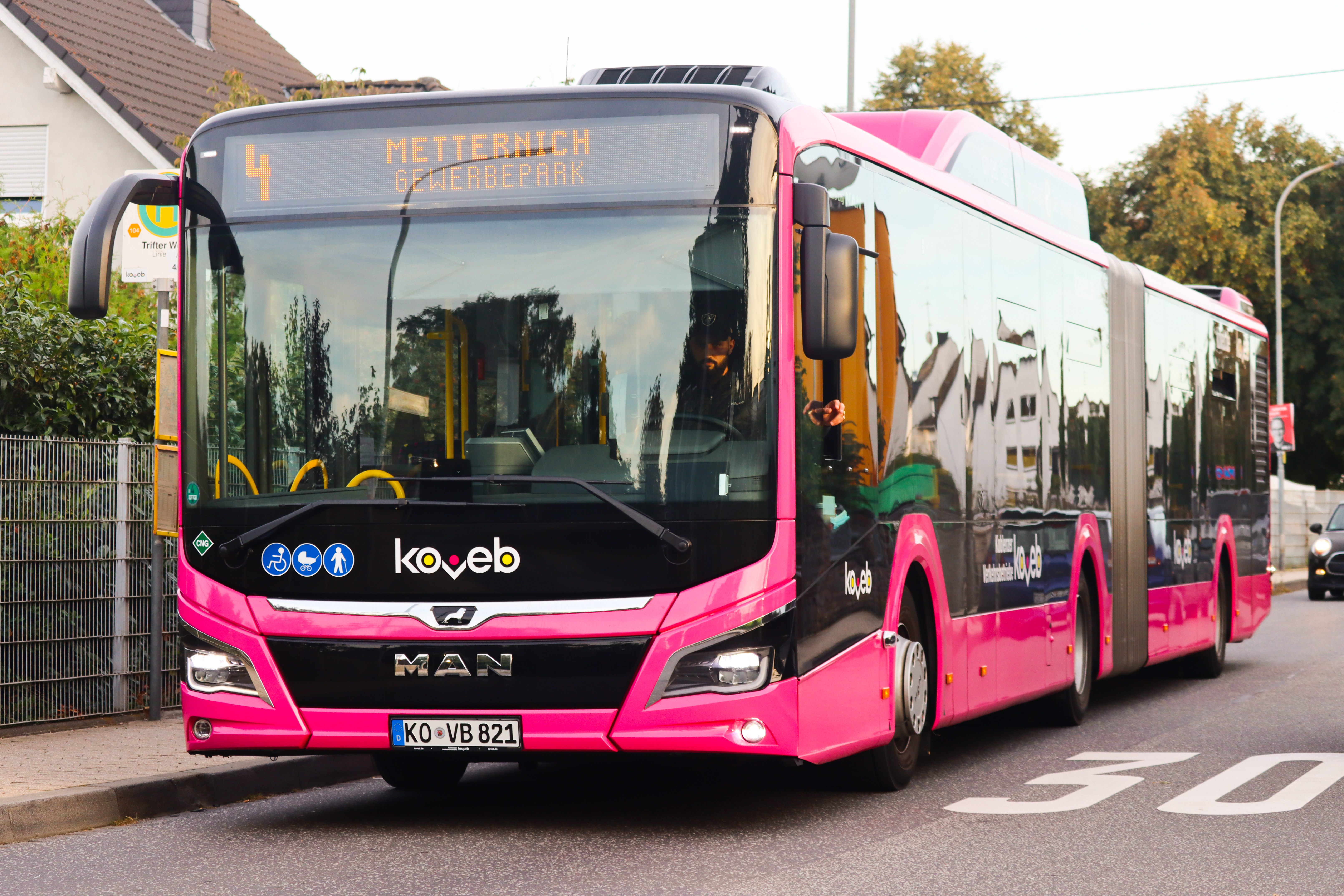
Ein Bus des städtischen Verkehrsunternehmens.

Von 1899 bis 1967 bestand in Koblenz ein ausgedehntes Netz der elektrischen Straßenbahn. Außerdem verkehrten von 1941 bis 1970 mehrere Obuslinien der Koblenzer Elektrizitätswerk und Verkehrs-AG.

#### Seilbahn

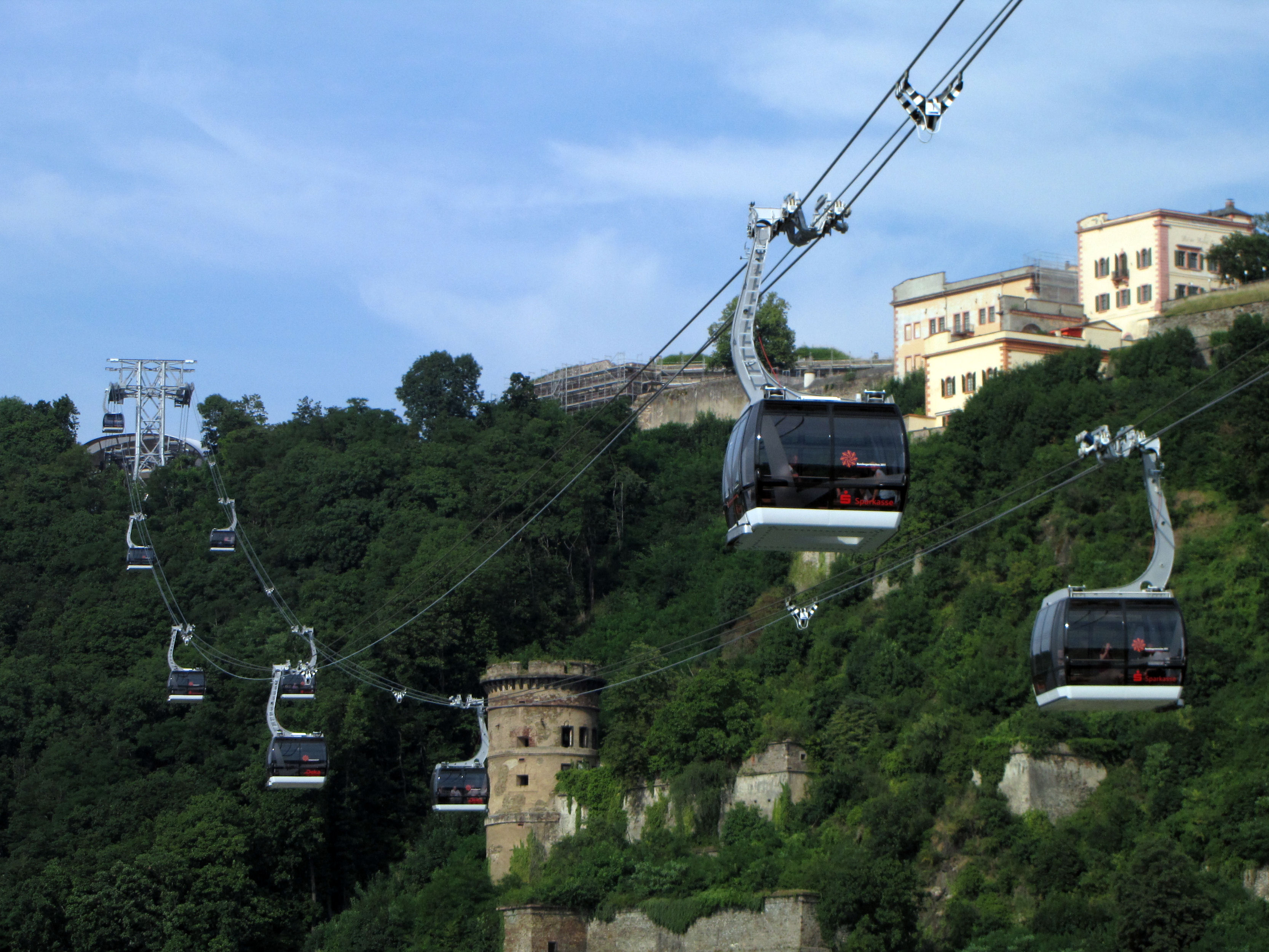
Die Rheinseilbahn am Eröffnungstag

In Koblenz verkehrt mit der Rheinseilbahn seit dem 2. Juli 2010 die größte Seilbahn Deutschlands. Sie stellt schon nach ihrem dreimonatigen Testbetrieb mit 180.000 Fahrgästen eine der Hauptattraktionen der Bundesgartenschau 2011 dar. Die erste in einem städtischen Umfeld gebaute und 890 Meter lange Dreiseilumlaufbahn verbindet die Rheinanlagen in Höhe der Kastorkirche mit dem Plateau vor der Festung Ehrenbreitstein. Sie kann mit 18 Kabinen für jeweils 35 Passagiere pro Stunde etwa 3800 Menschen in jede Richtung befördern. Mit dieser Förderkapazität von insgesamt 7600 Menschen pro Stunde ist sie weltweit unübertroffen. Sie wurde als ökologisch sinnvolle Verkehrsverbindung zur Bundesgartenschau 2011 errichtet. Um den UNESCO-Welterbe-Status der Kulturlandschaft Oberes Mittelrheintal nicht zu gefährden, wurde zunächst in einem Konzessionsvertrag vereinbart, die Seilbahn bis November 2013 zu betreiben und danach wieder abzubauen. Die UNESCO hat aber am 19. Juni 2013 in Phnom Penh auf der 37. Sitzung des Welterbekomitees beschlossen, den Betrieb der Seilbahn bis 2026 zu erlauben. In diesem Jahr endet die technisch längstmögliche Betriebsdauer.

### Energieversorgung
In Koblenz hat die Energieversorgung Mittelrhein, als größtes kommunales Energie- und Dienstleistungsunternehmen aus Rheinland-Pfalz, ihren Sitz und versorgt die Stadt und Umgebung mit Strom, Gas und Wasser. Die Stromversorgung erfolgt u. a. über das Laufwasserkraftwerk Koblenz, als Grundlastkraftwerk mit einer installierten Leistung von 16 MW. Die Gasversorgung erfolgt im Stadtgebiet über L-Gas, eine Umstellung auf H-Gas ist geplant.

### Wasserversorgung
Koblenz wird über drei Wasserwerke mit Trinkwasser versorgt: Das Wasserwerk Koblenz-Oberwerth als ältestes und leistungsstärkstes Wasserwerk in Koblenz, die Wasserwerk Koblenz/Weißenthurm GmbH und die Vereinigte Wasserwerke Mittelrhein GmbH.

## Öffentliche Einrichtungen

### Bildung

#### Hochschulen
Die ehemalige Universität Koblenz-Landau (seit 1. Januar 2023 Universität Koblenz) wurde 1990 als Nachfolgeeinrichtung der Erziehungswissenschaftlichen Hochschule Rheinland-Pfalz (EWH) gegründet und hatte Standorte in Koblenz und Landau. Aus den Wurzeln der EWH ergeben sich die erziehungswissenschaftlichen Studiengänge. Andere gut ausgebaute Studiengänge sind Informationsmanagement, Informatik und der Studiengang Computervisualistik, der in Deutschland sonst nur an der Otto-von-Guericke-Universität in Magdeburg (dort aber als Ingenieursstudiengang) angeboten wird. Als eine der wenigen Hochschulen Deutschlands betätigt sich die Universität Koblenz im Bereich Verwaltungsinformatik oder E-Government. Viele von der Europäischen Union initiierte Integrierte Projekte werden dort geleitet oder betreut. 2019 wurde eine Auftrennung der Universität beschlossen, die 2023 umgesetzt wurde. Der Standort Koblenz wird als eigenständige Universität Koblenz fortgeführt.
Die Hochschule Koblenz, gegründet 1971 als Teil der Fachhochschule Rheinland-Pfalz, wurde 1996 verselbstständigt. Angeboten werden rund 70 Studiengänge an drei verschiedenen Standorten. Im RheinMoselCampus in Koblenz sind die Fachbereiche Bauwesen (Architektur und Bauingenieurwesen), Ingenieurwesen (Elektro- und Informationstechnik & Maschinenbau), Wirtschaftswissenschaften, sowie Sozialwissenschaften angesiedelt. Am WesterWaldCampus in Höhr-Grenzhausen ist die Fachrichtung Werkstofftechnik Glas und Keramik des Fachbereichs Ingenieurwesen zu finden sowie das Institut für künstlerische Keramik und Glas. Der RheinAhrCampus in Remagen bietet an den Fachbereichen Wirtschafts- und Sozialwissenschaften sowie Mathematik und Technik spezialisierte Studiengänge aus den Bereichen Wirtschaft, Mathematik und Technik an. Die Studiengänge werden als Präsenzstudium, duales Studium oder Fernstudium sowie als Bachelor- oder Masterstudiengang angeboten.
Die Hochschule für Gesellschaftsgestaltung (ehemals Cusanus Hochschule für Gesellschaftsgestaltung) ist eine staatlich anerkannte Hochschule in freier Trägerschaft. Die Hochschule wurde im Februar 2014 von einer Gruppe von Akademikern, Studierenden und Bürgern gemeinsam als unselbständige gemeinnützige Stiftung mit einer gemeinnützigen GmbH als treuhänderischem Träger gegründet. Inhaltlich steht die Hochschule für eine grundlegende Erneuerung ökonomischen Denkens wie Handelns, um drängende Gestaltungsfelder der Gegenwart adressieren zu können. Seit Oktober 2021 dient das Dreikönigenhaus in der Altstadt von Koblenz als Campus der Hochschule.
Die Stadt Koblenz ist außerdem „Korporativ Förderndes Mitglied“ der Max-Planck-Gesellschaft.

#### Schulen
Gymnasien
- Bischöfliches Cusanus-Gymnasium
- Eichendorff-Gymnasium
- Görres-Gymnasium
- Gymnasium auf dem Asterstein
- Gymnasium auf der Karthause
- Hilda-Gymnasium
- Max-von-Laue-Gymnasium

Berufsbildende Schulen
- Berufsbildende Schule Wirtschaft (+ Wirtschaftsgymnasium)
- Carl-Benz-Schule Koblenz (BBS Technik) (+ Gymnasium f. Informatik + Technikerschule)
- Julius-Wegeler-Schule, Berufsbildende Schule (+ Gymnasium f. Umwelttechnik + Gym. f. Gesundheit/Soziales)
- Dr. Zimmermannsche Wirtschaftsschule (1894–2024)

Zweiter Bildungsweg (Erwachsenenbildung)
Koblenz-Kolleg und -Abendgymnasium (Tageskolleg, Abendgymnasium und Abi Online)
Realschulen
- St. Franziskus-Schule Koblenz (ehemalige Bischöfliche Realschule Koblenz)
- Clemens-Brentano-/Overberg-Realschule plus Koblenz
- Realschule plus Karthause
- Albert-Schweitzer-Realschule plus Koblenz
- Goethe-Realschule plus Koblenz

Gesamtschulen
- IGS Koblenz mit gymnasialer Oberstufe

#### Grundschulen
- Grundschule Am Löwentor
- Grundschule Arenberg
- Grundschule Arzheim
- Grundschule Asterstein
- Grundschule Ehrenbreitstein
- Grundschule Freiherr-vom-Stein
- Grundschule Güls
- Grundschule Horchheim
- Grundschule Immendorf · St. Christophorus
- Grundschule Kesselheim
- Grundschule Lay
- Grundschule Lützel · Regenbogen Grundschule
- Grundschule Metternich-Oberdorf
- Grundschule Metternich-Rohrerhof
- Grundschule Moselweiß
- Grundschule Neuendorf · Willi-Graf-Schule
- Grundschule Neukarthause
- Grundschule Niederberg
- Grundschule Pestalozzi
- Grundschule Pfaffendorf
- Grundschule Pfaffendorfer Höhe · Balthasar-Neumann-Schule
- Grundschule Rübenach
- Grundschule Schenkendorf
- Grundschule St. Castor
- Grundschule Wallersheim

#### IT-Versorgung der Schulen
Die Stadt bietet mit ihrem Schulnetz Koblenz ein Intranet für alle Koblenzer Schulen. Die Schulen sind über schnelle, symmetrische Leitungen (SDSL) und stadteigene Funkstrecken mit dem Rechenzentrum verbunden. Durch die zentrale Verwaltung im kommunalen Gebietsrechenzentrum (KGRZ) werden damit allen Schulen gleichermaßen hochwertige Dienstleistungen zur Verfügung gestellt. Dazu zählen neben der Bereitstellung von Software auch der sichere (Jugendschutz), zentrale Zugang in das Internet (Firewall und Contentfilter) sowie die Bereitstellung von umfangreichen Möglichkeiten zum Blended Learning. Dabei werden allen Beteiligten sowohl Wikis und Moodle als auch ein Webkonferenzsystem (OpenMeetings) als zentrale Dienste angeboten.

### Bibliotheken und Archive
- Bundesarchiv
- Landeshauptarchiv Koblenz (LHAKo)
- Landesbibliothekszentrum Rheinland-Pfalz (LBZ)
- Rheinische Landesbibliothek Koblenz
- Universitätsbibliothek Koblenz
- Stadtbibliothek Koblenz
- Stadtarchiv Koblenz

### Behörden

#### Bundesbehörden

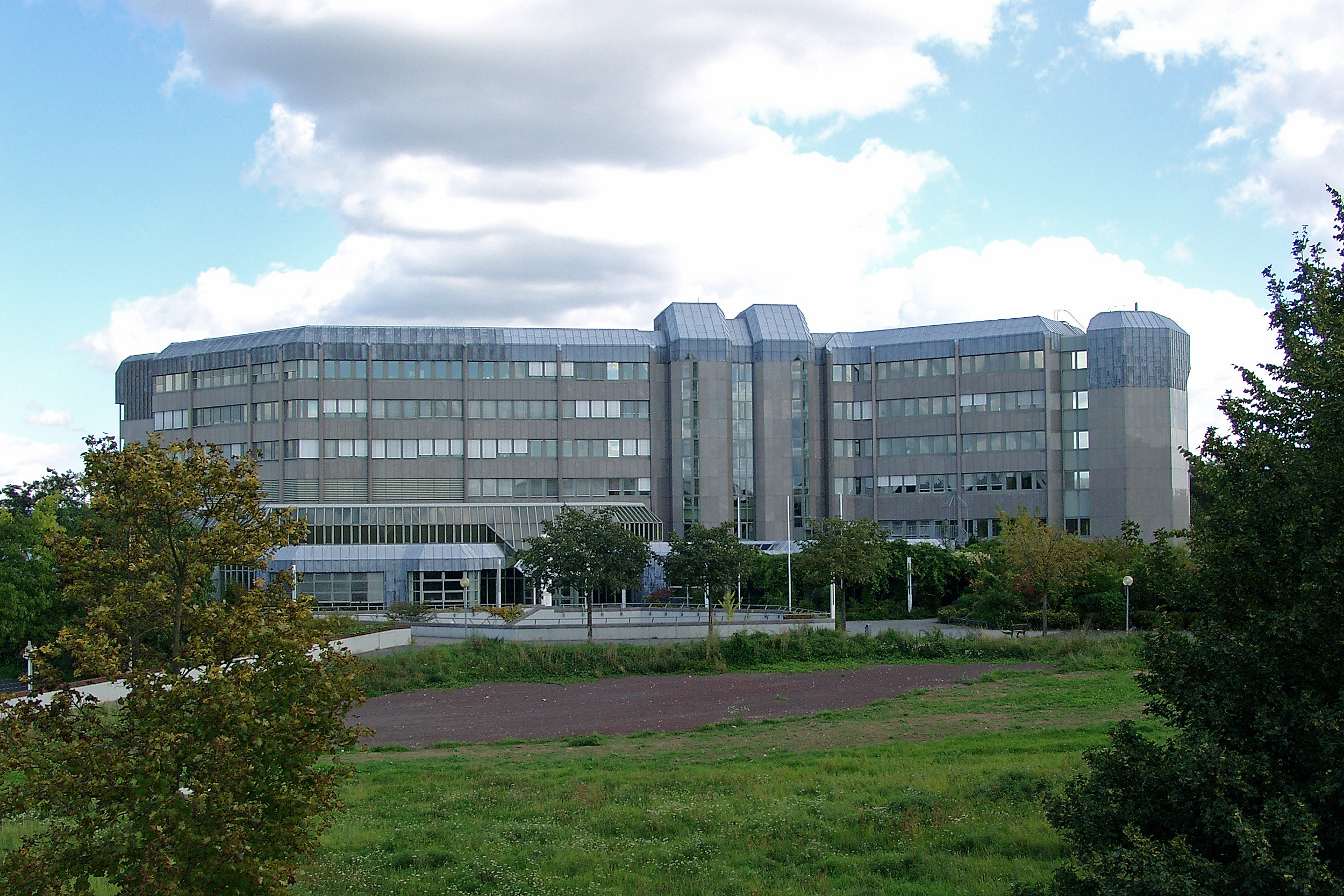
Das Bundesarchiv in Koblenz

- Bundesamt für Ausrüstung, Informationstechnik und Nutzung der Bundeswehr (BAAINBw)
- Bundesanstalt für Gewässerkunde (BfG)
- Bundesarchiv
- Bundespolizeidirektion Koblenz
- Amt für Binnen-Verkehrstechnik (ABVT)
- Hauptzollamt Koblenz
- Bundesanstalt Technisches Hilfswerk Ortsverband Koblenz (THW)
- Wasserstraßen- und Schifffahrtsamt Mosel-Saar-Lahn (WSA MSL)

#### Landesbehörden

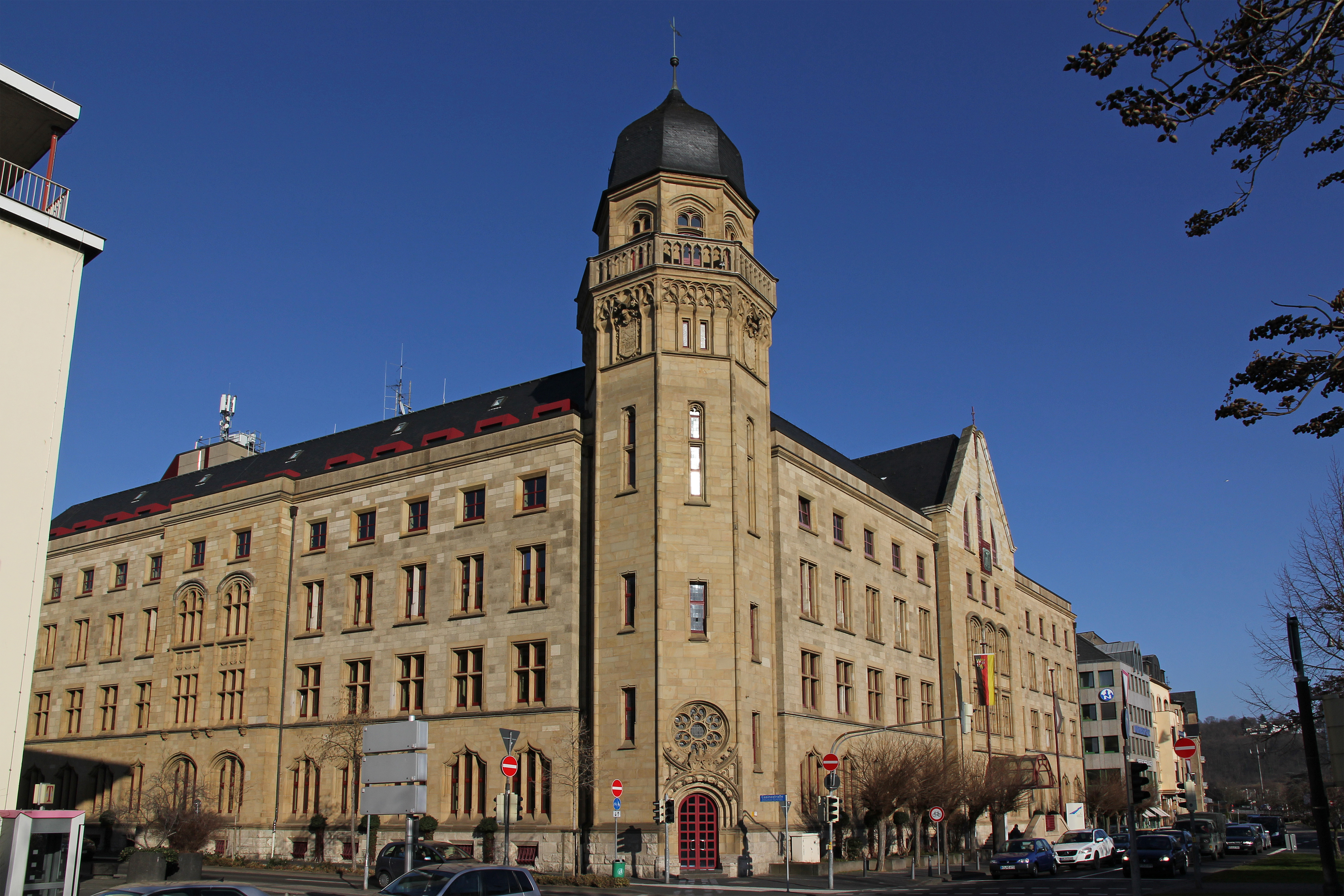
Das Gebäude der ehemaligen Kaiserlichen Oberpostdirektion, heute Sitz des Landesbetriebs Mobilität Rheinland-Pfalz

- Aufsichts- und Dienstleistungsdirektion Außenstelle Koblenz (ADD)
- Feuerwehr- und Katastrophenschutzakademie Rheinland-Pfalz
- Landesamt für Soziales, Jugend und Versorgung (LSJV)
- Landesamt für Vermessung und Geobasisinformation Rheinland-Pfalz (LVermGeo RP)
- Landesarchivverwaltung Rheinland-Pfalz
- Landesbetrieb Mobilität Rheinland-Pfalz (LBM RP)
- Landeshauptarchiv Koblenz (LHA)
- Landesuntersuchungsamt Rheinland-Pfalz (LUA)
- Landesamt für Steuern (LfSt), ehemals Oberfinanzdirektion Koblenz
- Landesamt für Finanzen Rheinland-Pfalz (LfF), ehemals Zentrale Besoldungs- und Versorgungsstelle (ZBV)
- Oberpostdirektion Koblenz (1850–1995)
- Pädagogisches Landesinstitut Rheinland-Pfalz Standort Koblenz (PL)
- Polizeipräsidium Koblenz
- Polizeidirektion Koblenz
- Polizeiinspektion Koblenz 1 und Koblenz 2
- Rechnungshof Rheinland-Pfalz (Außenstelle)
- Struktur- und Genehmigungsdirektion Nord (SGD Nord)
- Wasserschutzpolizeistation Koblenz

### Justiz
- Verfassungsgerichtshof Rheinland-Pfalz
- Oberlandesgericht Koblenz
- Oberverwaltungsgericht Rheinland-Pfalz
- Verwaltungsgericht Koblenz
- Amts-, Land-, Arbeits- und Sozialgericht
- Staatsanwaltschaft Koblenz
- Generalstaatsanwaltschaft Koblenz
- Justizvollzugsanstalt Koblenz auf der Karthause

### Krankenhäuser

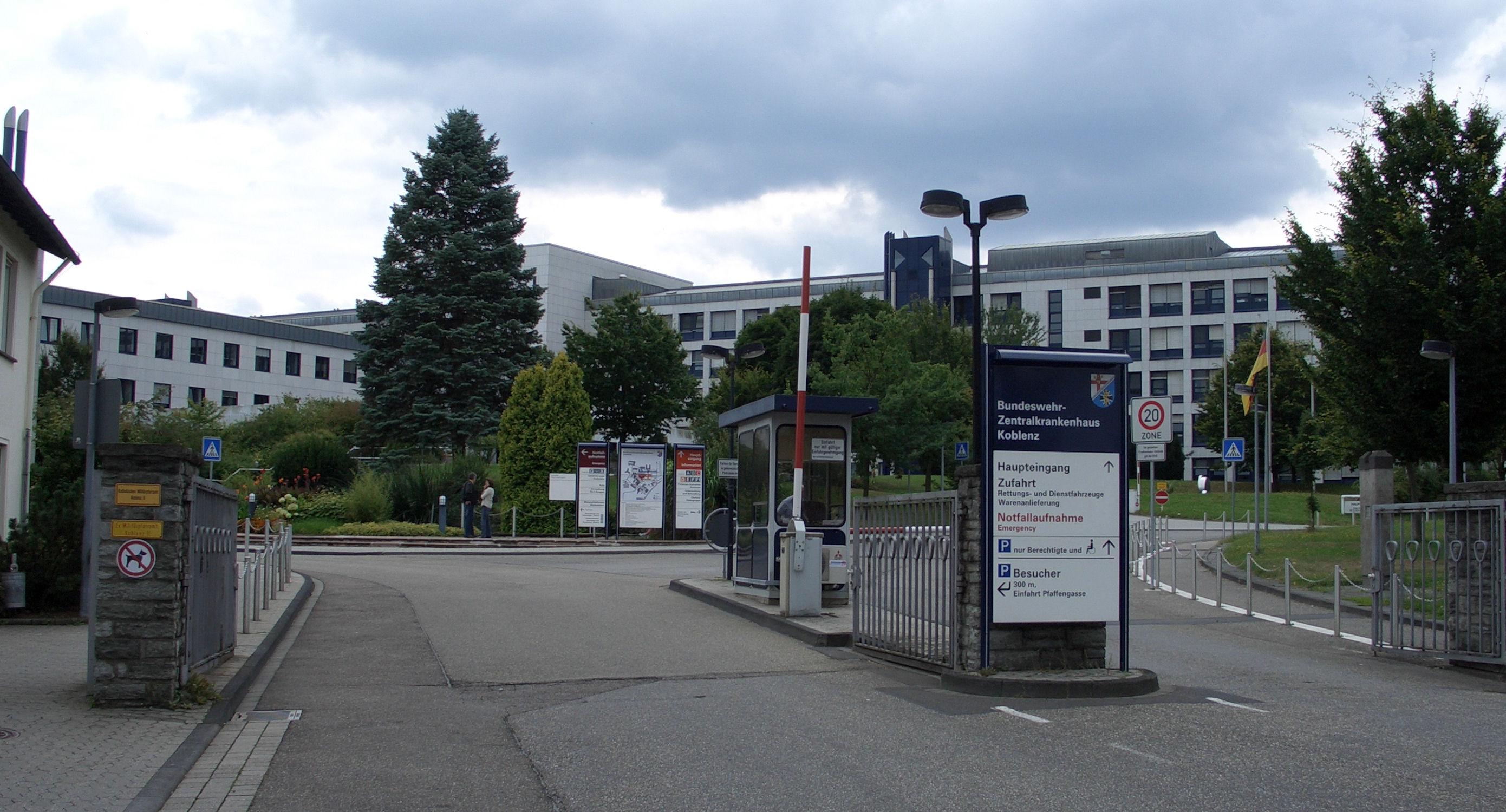
Haupteingang des Bundeswehrzentralkrankenhauses

Die Stadt Koblenz hat fünf Krankenhäuser. Das Gemeinschaftsklinikum Mittelrhein betreibt den Kemperhof und das Evangelische Stift St. Martin. Das Bundeswehrzentralkrankenhaus (BwZK) wird von der Bundeswehr unterhalten. Durch kirchliche Trägerschaften wird das Katholische Klinikum Koblenz-Montabaur (bestehend aus den Krankenhäusern Marienhof und Brüderhaus St. Josef in Koblenz und dem Brüderkrankenhaus Montabaur) betrieben.
Am Standort des Bundeswehrzentralkrankenhauses ist der von Bundeswehr und ADAC gemeinsam betriebene Rettungshubschrauber Christoph 23 für die Luftrettung im nördlichen Rheinland-Pfalz stationiert.

### Feuerwehr und Katastrophenschutz
Die Feuerwehr Koblenz besteht aus der Berufsfeuerwehr sowie 10 Einheiten der Freiwilligen Feuerwehr, darüber hinaus besteht im Stadtgebiet noch eine Werkfeuerwehr. Der Katastrophenschutz wird zusätzlich durch das Technische Hilfswerk (THW), das Deutsche Rote Kreuz (DRK), den Malteser Hilfsdienst (MHD) sowie die Deutsche Lebens-Rettungs-Gesellschaft DLRG gewährleistet.

## Bundeswehr

Logo der Bundeswehr

Koblenz war bis Ende der 1980er Jahre die größte Garnisonsstadt Europas. Trotz der Schließung einiger Kasernen befinden sich viele zentrale militärische und zivile Einrichtungen der Bundeswehr auf Koblenzer Gebiet:
- Bundesamt für Ausrüstung, Informationstechnik und Nutzung der Bundeswehr (BAAINBw)
- Wehrtechnische Dienststelle für landgebundene Fahrzeugsysteme, Pionier- und Truppentechnik (WTD 41) – Außenstelle Koblenz
- Bundeswehrzentralkrankenhaus und -apotheke Koblenz (BwZK Koblenz) mit Rettungshubschrauber Christoph 23
- Kommando Sanitätsdienst der Bundeswehr (KdoSanDstBw)
- Sanitätsregiment 2, Teile
- Zentrales Institut des Sanitätsdienstes der Bundeswehr (ZInstSanBw)
- Heeresmusikkorps Koblenz
- Zentrum Innere Führung (ZInFü)
- MAD-Stelle 4
- Bundeswehrfachschule Koblenz (BwFachSKoblenz)
- Bundeswehr-Dienstleistungszentrum Koblenz
- Regionale Sanitätsversorgung
- Kasernen: Falckenstein-, Rhein-, Gneisenau- und Augusta-Kaserne

Aufgegebene Liegenschaften sind: Boelcke-Kaserne; Erbgroßherzog-Friedrich-Kaserne; Flußpionierkaserne; Fritsch-Kaserne; Goeben-Kaserne; Infanterie-Kaserne; Lager Bubenheim; Langemarck-Kaserne; Liegenschaft Feste Franz (ehem. Standortverwaltung der Bundeswehr); Münz-Kaserne; Pionier-Kaserne; Rheinanschlusskaserne; Spitzberg-Kaserne; Standortübungsplatz Koblenz-Schmidtenhöhe (1937–2002, seither wird dort nur noch die dortige Standortschießanlage genutzt);

## Persönlichkeiten
Berühmte Persönlichkeiten aus Koblenz sind unter anderem der Staatsmann Fürst von Metternich, der Publizist und Herausgeber Joseph Görres, der Dichter Clemens Brentano, die Opernsängerinnen Cathinka Buchwieser und Henriette Sontag, der Eifelverein-Gründer Adolf Dronke, der Physik-Nobelpreisträger
Max von Laue, der ehemalige französische Staatspräsident Valéry Giscard d’Estaing, der Kabarettist Jürgen von Manger, der Fußballtrainer Rudi Gutendorf, der Großindustrielle Peter Klöckner sowie Tobias Lütke (* 1981), Unternehmer, Gründer und CEO von Shopify

## Ehrenbürger

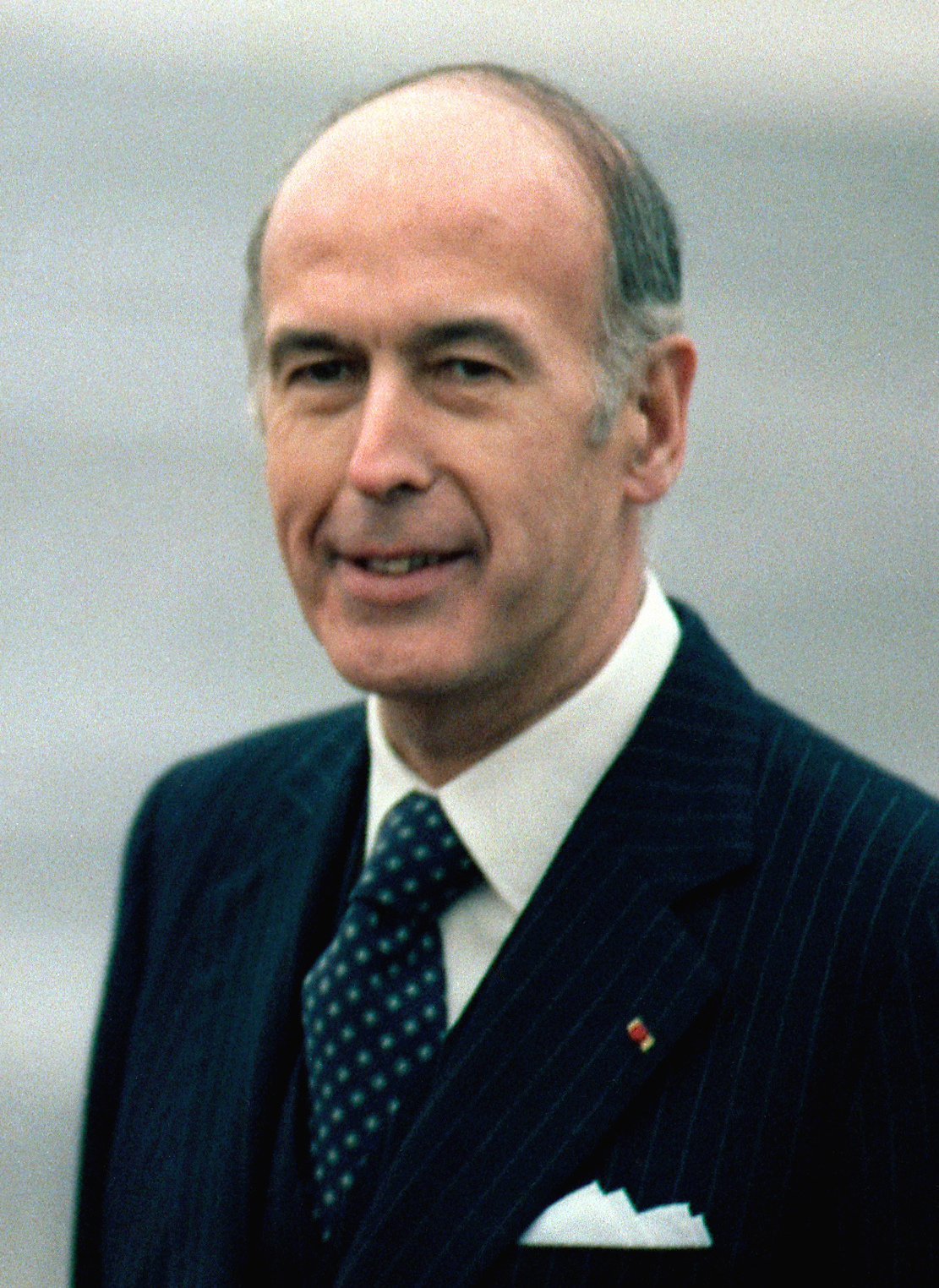
Valéry Giscard d’Estaing, Ehrenbürger seiner Geburtsstadt Koblenz

## Namenspatenschaften
Das Dampfschiff Coblenz des Norddeutschen Lloyds wurde, nach ehemaliger Schreibweise, nach der Stadt Koblenz benannt. Ebenso erhielt in Namibia zu Zeiten Deutsch-Südwestafrikas die Ortschaft Coblenz den Namen der Stadt und trägt ihn bis heute. Das 2009 in Dienst der Lufthansa gestellte Flugzeug Airbus A330-300 mit dem Luftfahrzeugkennzeichen D-AIKO ist auf den Namen Koblenz getauft. Das 1999 außer Dienst gestellte Minenjagdboot M 1071 der Lindau-Klasse wurde 1958 auf den Namen Koblenz getauft.

### Dokumente
- Bild vom Frauenkloster Magdalenenwerth bei Koblenz aus J. F. Dielmann, A. Fay, J. Becker (Zeichner): F. C. Vogels Panorama des Rheins, Bilder des rechten und linken Rheinufers, Lithographische Anstalt F. C. Vogel, Frankfurt 1833
- Die Karthause bei Koblenz, dito
- Bild von Coblenz
- Bild 2 von Coblenz

### Filme
- Manfred Gniffke (Hrsg.): Mein Koblenz, Europastadt am Deutschen Eck (Video; VHS), 35 Minuten, 2000, ISBN 3-935286-97-X.